# Świadkowie Jehowy w Niemczech
Świadkowie Jehowy w Niemczech – społeczność wyznaniowa w Niemczech, należąca do ogólnoświatowej wspólnoty Świadków Jehowy, licząca w 2023 roku 174 907 głosicieli, należących do
2002 zborów. W 2023 roku na dorocznej uroczystości Wieczerzy Pańskiej zebrały się 273 222 osoby. Jedna z 27 wspólnot Świadków Jehowy na świecie, których liczebność przekracza 100 000 głosicieli. Środkowoeuropejskie Biuro Oddziału, koordynujące działalność Świadków Jehowy w Niemczech, Austrii, Liechtensteinie, Luksemburgu i w Szwajcarii, znajduje się w Selters, gdzie znajduje się również jedna z największych drukarń Towarzystwa Strażnica, drukująca publikacje Świadków Jehowy.
Sale Zgromadzeń, z których korzystają miejscowe zbory znajdują się w Bingen-Sponsheim, Büchenbach (k. Norymbergi), Gelsenkirchen, Glauchau, Kaiserslautern, Meckenheim, Monachium, Porta Westfalica-Möllbergen, Reutlingen-Gönningen, Trappenkamp i Velten (k. Berlina).

## Historia

### Początki

#### Koniec XIX wieku
W roku 1891 Charles Taze Russell odwiedził niemieckie miasta: Berlin, Drezno, Hanower, Wittenbergę, Kolonię, Moguncję i Lipsk. Po jego powrocie w Stanach Zjednoczonych opublikowano kilka publikacji Badaczy Pisma Świętego w języku niemieckim, w tym trzy tomy Wykładów Pisma Świętego. Publikacje te zaczęły docierać do Niemiec poprzez osoby niemieckiego pochodzenia.
W latach 1886–1889 publikowano w języku niemieckim czasopismo „Strażnica Syjońska” w małym formacie.
W 1893 roku do kraju powrócili niemieccy emigranci, którzy wierzenia Badaczy Pisma Świętego przyjęli w Stanach Zjednoczonych. Pielęgniarka zatrudniona w hamburskim szpitalu rozpowszechniła w pracy kilka tomów Brzasku Tysiąclecia. W roku 1896 Adolf Weber wysyłał ze Szwajcarii do Niemiec traktaty. 
W 1897 roku zaczęto regularnie wydawać dwumiesięczne wydanie czasopisma „Zions Wacht Turm und Verkünder der Gegenwart Christi”, niemieckiej edycji „Strażnicy Syjońskiej”, której pierwszy numer nosił datę kwiecień-maj 1897. Jego redaktorem naczelnym był Charles T. Russell, a zastępcą Otto Albert Kötitz. W Berlinie utworzono skład publikacji biblijnych, którym opiekowała się Margarete Giesecke. Była także odpowiedzialna za regularną wysyłkę pocztą 500 egzemplarzy „Strażnicy” w języku niemieckim.
W 1899 roku przeniesiono skład wydawnictw do Bremy. W tym samym czasie w różnych częściach Niemiec działało już kilka klas Badaczy Pisma Świętego.

#### Pierwsza dekada XX wieku
W 1902 roku w Elberfeld (dzisiejsza dzielnica Wuppertalu) powstało Biuro Oddziału, którym kierował Ernest C. Henninges. Było to drugie po Londynie Biuro Oddziału utworzone na świecie.
W roku 1902 ze Szwajcarii do Tailfingen przeprowadziła się Margarethe Demut, która przyczyniła się do powstania zalążka jednej z pierwszych grup Badaczy Pisma Świętego w Niemczech. Natomiast Samuel Lauper przeniósł się ze Szwajcarii w rejon Bergische Land, aby tam prowadzić działalność kaznodziejską.
Od października 1903 roku działalność w Niemczech nadzorował wysłany ze Stanów Zjednoczonych współpracownik C.T. Russela – Otto A. Kötitz, a Henninges został wysłany do Australii. W tym samym roku powstały zbory m.in. w Tailfingen, Wermelskirchen, Lübeck, w Berlinie i w okolicach na wschód od niego, w Dreźnie (gdzie w latach 20. XX wieku powstał największy zbór w Niemczech, liczący ponad 1000 głosicieli).
W roku 1905 rozpoczęto umieszczanie w gazetach ośmiostronicowych wkładek, zawierających wzorcowe egzemplarze „Strażnicy”, dzięki czemu wzrosło zainteresowanie tym wyznaniem. W tym samym roku rozpowszechniono ponad pół miliona próbnych egzemplarzy „Strażnicy”. Odbyło się też pierwsze zgromadzenie w Elberfeld, w którym uczestniczyło 150 osób. Podczas pobytu w Szwajcarii około roku 1907 niemiecki baron Nikolaus von Tornow,, otrzymał jeden z traktatów Towarzystwa Strażnica. Sprzedał posiadłości w Rosji, a środki poświęcił na działalność kaznodziejską.
W pierwszej dekadzie XX wieku powstały grupy studium Biblii na Pomorzu (w roku 1906 działały już m.in. w Szczecinie, Stargardzie, Sianowie i Goleniowie, a rok później w Gdańsku), na Śląsku (w roku 1906 działały już m.in. we Wrocławiu, w Legnicy, Borowie, Świebodzicach, Zgorzelcu i Bielawie) i w Prowincji Poznańskiej (m.in. w 1904 roku w Poznaniu, a dwa lata później w Bydgoszczy).
W 1909 roku Niemcy ponownie odwiedził Charles T. Russell. Przemawiał w Hamburgu, Berlinie, Dreźnie i Barmen. Rok później z krótką wizytą zatrzymał się w Berlinie, gdzie wygłosił przemówienie do osób zainteresowanych wierzeniami Badaczy Pisma Świętego. Tego samego dnia, pomimo sprzeciwu około 120 osób zgromadzonych z tyłu widowni, odbyło się przemówienie skierowane do Żydów, którego wysłuchało ponad 800 słuchaczy.
W lipcu 1910 roku w Gdańsku istniał niewielki niemieckojęzyczny zbór, w którym wizytę złożył pielgrzym z niemieckiego Biura Oddziału, Hermann Herkendell (1889–1926).
W roku 1912 trasa letniej podróży Charlesa T. Russella po Europie prowadziła przez Monachium, Reichenbach (dzielnica Gery), Drezno, Berlin, Barmen (od 1929 roku dzielnica Wuppertalu) i Kilonię.
W 1913 roku kazania C.T. Russela publikowano w tygodniku „Der Volksbote”. W tym też roku Niemcy odwiedził Joseph Franklin Rutherford. Przemawiał m.in. w stolicy i w Dreźnie. Niemieckie Biuro Oddziału wysłało barona Nikolausa von Tornow, który wierzenia Badaczy Pisma Świętego przyjął około 1909 roku, oraz jego współpracowników Hildebrandta, Buchholza i Nagela, w trzy podróże misyjne celem wygłaszania wykładów na odległych terenach. W podróży tej uczestniczyło około 10 osób, które rozpowszechniały traktaty i zapraszały okoliczną ludność na wykłady wygłaszane przez Bernharda Buchholza. Sale, w których wygłaszano wykłady, zawsze były przepełnione, a następny dzień grupa ta spędzała na odwiedzaniu ludzi. Pierwsza podróż obejmowała północne i środkowe części kraju, druga prowadziła przez Wittenbergę i Halle do Hamburga, trzecia zaś aż pod ówczesną granicę niemiecko-rosyjską, dzięki czemu grupa ta dotarła do niemieckojęzycznej ludności, mieszkającej na terenie obecnej Polski.
W kwietniu 1914 roku grupa w Gdańsku liczyła 30 członków i sympatyków.

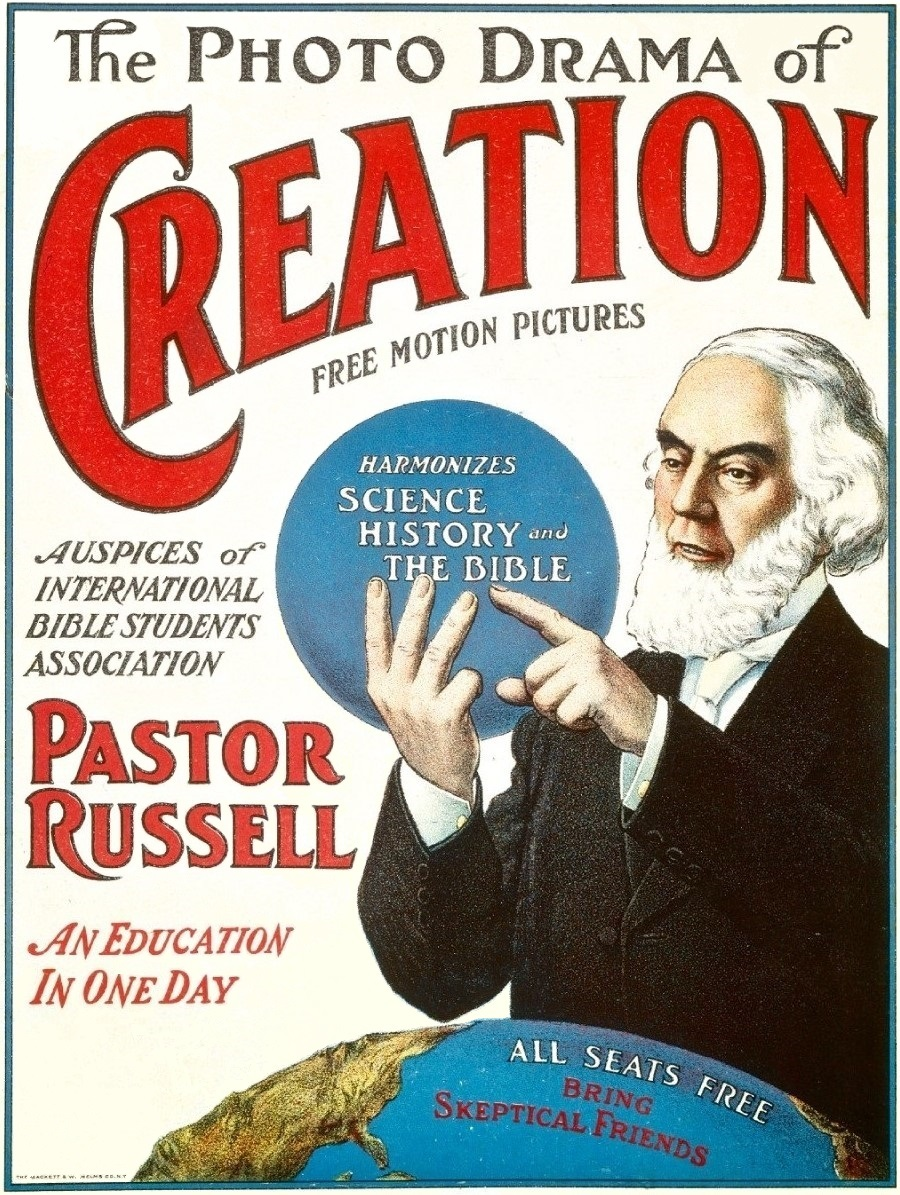
W 1914 roku rozpoczęto wyświetlanie „Fotodramy stworzenia” w niemieckich miastach

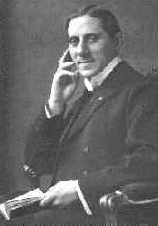
Hermann Herkendell – jeden z kolporterów i od 1909 roku pielgrzym Badaczy Pisma Świętego, redaktor „Strażnicy” (1916), sługa Oddziału w Niemczech (1916, 1917)

Do 1914 roku powstało około 40 zborów i grup, a na uroczystość Pamiątki przybyło 1440 osób. W tym też roku rozpoczęto wyświetlanie filmu „Fotodrama stworzenia” w Berlinie, Essen, Düsseldorfie oraz innych miastach.
W 1915 roku zorganizowano kongresy w Barmen (Wuppertalu), Szczecinie, Kilonii i Dreźnie. Rok później w 20 miastach zorganizowano publiczne przemówienia w wynajętych halach.
W 1917 roku duże zgromadzenia odbyły się w pięciu miastach. Od roku 1917 zebrania w Gdańsku organizowano w mieszkaniu rodziny Ruhnauów. Do roku 1925 liczba członków gdańskiego zboru wzrosła do 196 głosicieli i sympatyków. Zbór ten odegrał kluczową rolę w powstawaniu nowych zborów na Pomorzu.
W roku 1918 kongres zorganizowano w Chemnitz. W 1919 roku odbył się on w Lipsku i Wuppertal-Barmen; zorganizowano również tzw. weekendowe zebrania w Kilonii, Dreźnie i dwa w Stuttgarcie. W tym samym roku małe grupy Badaczy Pisma działały na Warmii i Mazurach (od pierwszej dekady XX w.), m.in. w Węgorzewie – 33 osoby, w Bydgoszczy, Szczecinie i Gdańsku po 30 osób, w Poznaniu – 21 i we Wrocławiu – 19 oraz w okolicach Królewca (Königsberg), położonego na terenie Prus Wschodnich.

#### Początek lat 20. XX wieku
27 maja 1920 roku siedmiu mówców przemawiało w siedmiu olbrzymich salach w różnych częściach Berlina do około 9 tysięcy obecnych. Poza tym zorganizowano zgromadzenia w Królewcu (w marcu 1920 roku), Gdańsku (18–21 lipca przy Thornscherweg 11d), Kilonii i Dreźnie, a ponad tysiąc widzów obejrzało w sali Gustav-Siegle-Haus w Stuttgarcie Fotodramę stworzenia (w następnych latach w tym mieście obejrzało ją ponad 50 tysięcy widzów).

### Prawna rejestracja, rozwój działalności i prześladowania
7 grudnia 1921 roku Towarzystwo Strażnica zostało w Niemczech uznane jako prawnie zarejestrowana korporacja zagraniczna. 26 lutego 1921 roku wygłoszono wykład „Miliony obecnie żyjących nigdy nie umrą” w 121 miastach dla około 70 tysięcy słuchaczy. Drugim takim ogólnoświatowym dniem świadczenia był dzień 25 czerwca tego samego roku, gdy w Niemczech wygłoszono 119 wykładów dla około 31 tysięcy słuchaczy. Następne – 29 października dla 75 397 osób, a 10 grudnia dla 66 143 zgromadzonych. W tym samym roku kongresy odbyły się też w Stuttgarcie i Lipsku.
W roku 1922 Joseph Rutherford odwiedził Hamburg, Berlin, Drezno, Stuttgart, Karlsruhe, Monachium, Barmen, Kolonię i Lipsk. W tym ostatnim mieście odbył się w lipcu kongres. Na uroczystości Wieczerzy Pańskiej (Pamiątce) 11 kwietnia 1922 roku w Niemczech było obecnych 7990 osób. 1 października tego samego roku otwarto w Niemczech drukarnie Towarzystwa Strażnica.
W styczniu 1923 roku rozpowszechniono 5 milionów ulotek informujących o nowej publikacji pt. Harfa Boża. W 1923 roku Biuro Oddziału przeniesiono do Magdeburga. Magdeburskie Biuro Oddziału sprawowało również nadzór nad zachodnią częścią Czechosłowacji, Rumunii i Węgier. W 1924 w tym mieście – z udziałem J. Rutherforda – odbył się kongres, na który przybyło 4 tysiące głosicieli z całego kraju. Następne kongresy w Magdeburgu zorganizowano w 1925 i 1926 roku.
Na początku lat 20. XX wieku policja zatrzymała Badaczy Pisma Świętego, rozpowszechniających publikacje religijne. Do roku 1926 na wokandy sądów trafiło 897 takich spraw. Z powodu tylu procesów Towarzystwo Strażnica w owym roku utworzyło Dział Prawny w magdeburskim Biurze Oddziału. W połowie lat 20. około 1,2 milion osób podpisało się pod petycją przeciwko akcji uniemożliwiającej działalność kaznodziejską temu wyznaniu. Najwięcej aresztowań głosicieli dokonano w Bawarii – ogółem uwięziono 1169 osób. Przed sądami toczyły się 1522 rozprawy z tego tytułu.
W 1926 roku na uroczystości Wieczerzy Pańskiej było obecnych 26 038 osób. Najwięcej – powyżej tysiąca osób – w Dreźnie, Lipsku, Berlinie; około 500 w Magdeburgu, Essen, Chemnitz i Hamburgu.

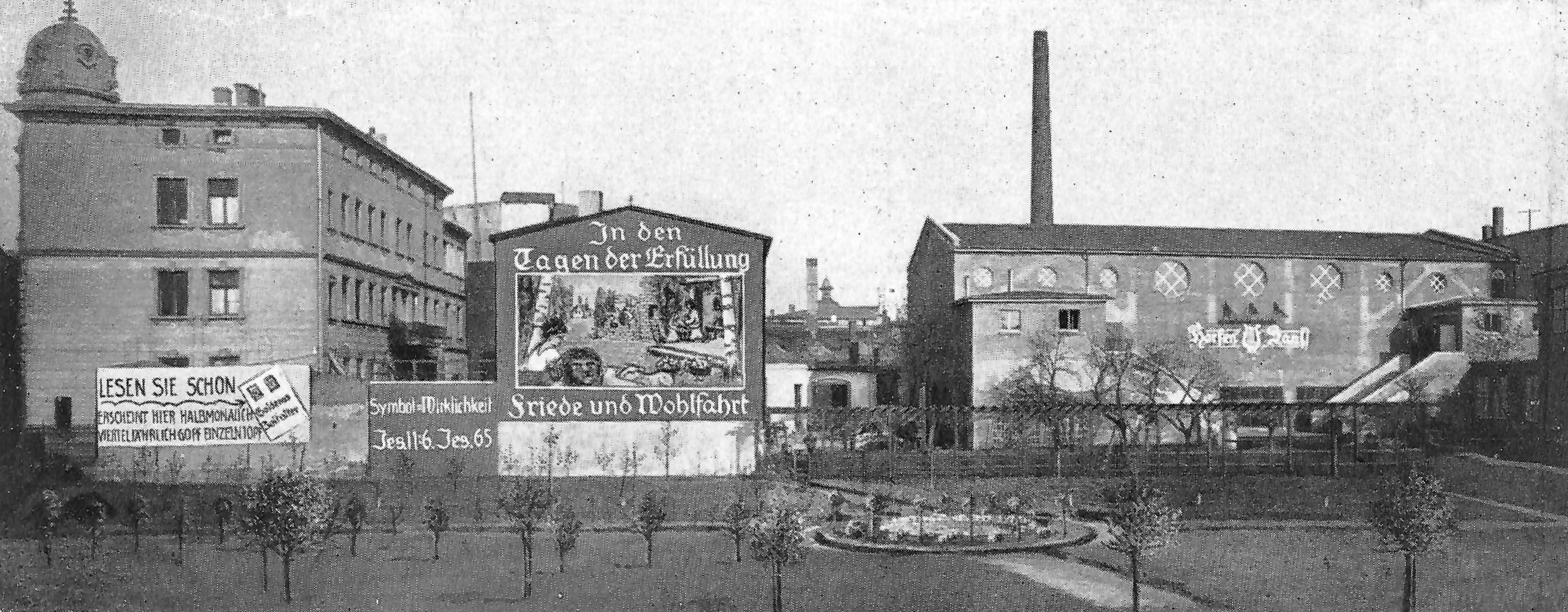
Biuro i drukarnia w Magdeburgu (1926)

W 1926 roku utworzono stowarzyszenie Internationale Bibelforscher-Vereinigung, Deutscher Zweig (Międzynarodowe Stowarzyszenie Badaczy Pisma Świętego, Oddział niemiecki [w skrócie IBV]), a w następnym roku zostało ono zarejestrowane przez lokalny sąd w Magdeburgu. W latach 1927–1928 w Magdeburgu wybudowano salę kongresową na około 800 miejsc. W nawiązaniu do wydanej przez Towarzystwo Strażnica książki Harfa Boża nazwano ją Salą Harfy. W roku 1927 w Berlinie odbyło się ogólnokrajowe zgromadzenie.
W roku 1928 głosicielom wytoczono 1660 spraw sądowych. W tym samym roku zgromadzenia odbyły się w Stuttgarcie, Dreźnie, Królewcu (w lipcu), Gdańsku (w dniach 10 i 11 listopada – około 500 obecnych) i Essen. W roku 1928 rozpoczęto wyświetlanie nowego filmu Dramat stworzenia – późniejszej niemieckiej wersji Fotodramy stworzenia, której taśmy w tym kraju uległy już zniszczeniu – pokazano go m.in. w Szczecinie, na Pomorzu i w Prusach Wschodnich. Poza tym miejscowe władze nie zezwalały na przekazywanie orędzia biblijnego przez rozgłośnie radiowe. Dlatego uznano, że skuteczną metodą będzie publiczne wyświetlanie Dramatu stworzenia. Na premierze jego projekcji w berlińskim Pałacu Sportu obecnych było około 10 tysięcy widzów. Kiedy rodzina Świadków Jehowy o nazwisku Denz przemyciła z Niemiec do Szwajcarii raporty o prześladowaniu Świadków Jehowy, te informacje znalazły się w Dramacie stworzenia. Pokazano w nim również informację, że duchowni poparli partię nazistowską. Kiedy rozpoczęły się prześladowania Świadków Jehowy z powodu ich neutralności, również ukazano to w projekcji. Naziści próbowali zniszczyć sprzęt i nie dopuścić do kolejnych projekcji. Do kwietnia 1933 roku, gdy w Niemczech wprowadzono zakaz działalności Świadków Jehowy, projekcje organizowane przez niemieckie Biuro Oddziału obejrzało blisko milion osób. Tylko w ostatnich półroczu przez wprowadzeniem zakazu odbyło się 160 projekcji, które obejrzało około 300 tysięcy widzów.
W 1929 roku kongres krajowy odbył się w Lipsku. Na przełomie lat 20. i 30. XX wieku wielu niemieckich głosicieli wyjechało na tereny zagraniczne na wszystkich kontynentach, aby prowadzić działalność kaznodziejską na podstawie Biblii.

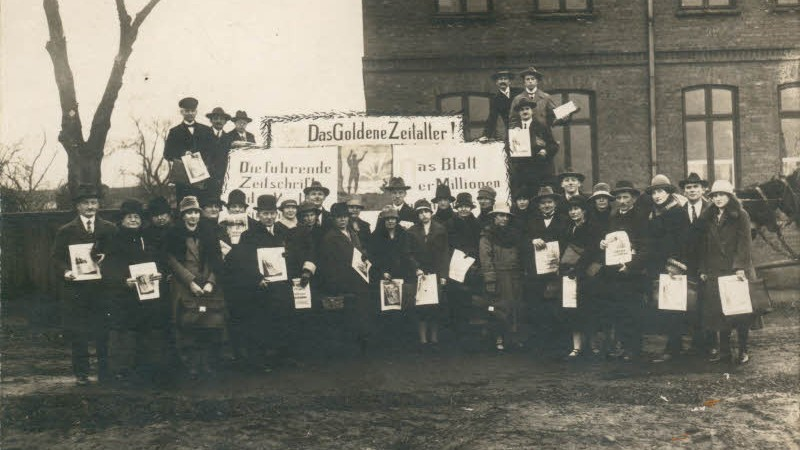
Badacze Pisma Świętego w Güstrow przed wyruszeniem do służby z czasopismem „Złoty Wiek” (1922)

W latach 20. XX wieku największe skupiska Badaczy Pisma Świętego były w Dreźnie, Lipsku, Berlinie, w Magdeburgu, Essen, Chemnitz i Hamburgu. Na Pomorzu (dzisiejsza Polska) duże grupy działały w takich miastach i ich okolicach jak: Gdańsk, Szczecin, Koszalin, Kołobrzeg, Sławno, Miastko, Goleniów, Bytów, Bobolice, Dygowo, Stargard, Kamień Pomorski, Czaplinek. Na Śląsku: Wrocław, Wałbrzych, Świebodzice, Strzelce Krajeńskie, Nowa Sól, Jelenia Góra, Janowice Wielkie, Boguszów-Gorce, Zgorzelec, Cieplice Śląskie-Zdrój, Kłodzko, Opole, Jedlina-Zdrój, Bytom, Lubań, Rusinowa, Świebodzin. W Prusach Wschodnich: Królewiec i kilka innych miejscowości w tym rejonie: Węgorzewo, Giżycko, Mrągowo, Lidzbark Warmiński, Pozezdrze, Szczytno, Olsztyn, Leśny Rów, Braniewo.
W dniach od 7 do 9 czerwca 1930 roku w Berlinie odbył się kongres. W roku 1931 spośród około 3 tysięcy obecnych na kongresie w Paryżu, 1450 przybyło z Niemiec, a na kongres międzynarodowy do Berlina około 10 tysięcy, w tym J.F. Rutherford. Oprócz tego zorganizowano 17 tzw. zgromadzeń weekendowych, m.in. odbyły się one w Goleniowie, Opolu (Bolko), Nysie i w Stargardzie. Około 30% wszystkich głosicieli na świecie mieszkało w Niemczech, stanowiąc wówczas drugą pod względem liczebności (po Stanach Zjednoczonych) społeczność Świadków Jehowy.

### Prześladowania Świadków Jehowy w okresie III Rzeszy
| OŚWIADCZENIE |
| --- |
| 1. Przekonałem się, że Międzynarodowe Stowarzyszenie Badaczy Pisma Świętego głosi fałszywe nauki i pod płaszczykiem religii realizuje cele wymierzone przeciwko państwu. 2. Z tego powodu całkowicie zrywam z tą organizacją i odcinam się od nauk owej sekty. 3. Zapewniam, że nigdy więcej nie będę uczestniczyć w działalności Międzynarodowego Stowarzyszenia Badaczy Pisma Świętego. Natychmiast zgłoszę każdą osobę, która próbowałaby mi przekazywać ich nauki albo w jakikolwiek inny sposób ujawniłaby swe powiązania z Badaczami. Bezzwłocznie dostarczę na najbliższy posterunek policji wszelkie publikacje Badaczy, gdyby takowe nadeszły pod mój adres. 4. W przyszłości będę przestrzegać obowiązujących praw państwowych, zwłaszcza zaś w razie wojny stanę z bronią w ręku w obronie ojczyzny i pod każdym względem będę lojalnym członkiem społeczeństwa mego kraju. 5. Jest mi wiadomo, że gdybym działał(a) wbrew złożonemu dziś oświadczeniu, muszę się liczyć z natychmiastowym powrotem do aresztu prewencyjnego. |

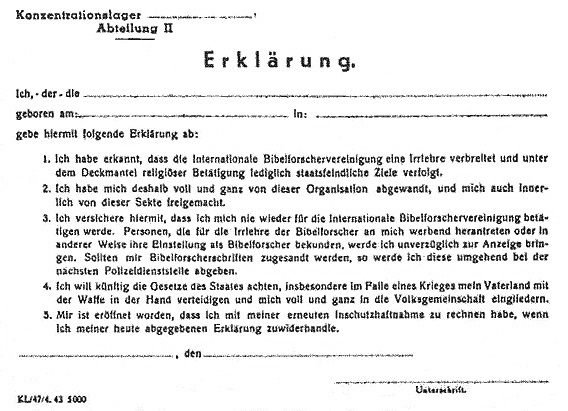
Tekst hitlerowskiego „Oświadczenia” (o wyrzeczeniu się wiary), podawany do podpisu Świadkom Jehowy („lojalka”, od której podpisania lub nie zależało często życie lub śmierć, a prawie zawsze obóz lub więzienie – z reguły nie podpisywana):

Jeszcze przed dojściem Hitlera do władzy, począwszy od 1929 roku zdarzało się, że nazistowskie bojówki SA napadały na Świadków Jehowy, bijąc ich i przerywając zebrania religijne. Przed rozpoczęciem II wojny światowej Towarzystwo Strażnica kilkakrotnie wystosowało w tej sprawie list do Hitlera.
24 kwietnia 1933 roku biuro i drukarnia Towarzystwa Strażnica zostały zajęte przez nazistów. 25 czerwca – pomimo wprowadzonego dzień wcześniej oficjalnego zakazu działalności – udało się zorganizować kongres w Berlinie, na który przybyli delegaci z niemieckich zborów w liczbie ponad 7 tysięcy osób. Przyjęto rezolucję pt. Oświadczenie, w której potępiono prześladowania Świadków Jehowy w Niemczech. Po kongresie rozpowszechniono na ulicach 2,1 miliona egzemplarzy tej rezolucji. We wrześniu tego samego roku na kongres do Szwajcarii udało się dotrzeć około 300 osobom, a około 700 zostało aresztowanych przy granicy.
W latach 30. XX wieku Świadkowie Jehowy ze zboru Hirschberg (Jelenia Góra) w kilkuosobowych grupach wyglądających na turystów przenosili zakazaną w Niemczech literaturę biblijną przez zieloną granicę ze Szpindlerowego Młyna znajdującego się na terenie Czechosłowacji. Następnie literatura była pakowana w paczkach podobnie jak mydło i rozsyłana koleją do różnych części Niemiec. Działalność ta została ograniczona w 1936 roku, gdy władze odkryły punkt przechowywania literatury znajdujący się pod Berlinem, a w nim wśród wielu innych trzy paczki z Hirschbergu. Pomimo aresztowania trzech miejscowych Świadków transport literatury na szlaku karkonoskim odbywał się dalej, choć już w mniejszym stopniu.
W 1932 roku zorganizowano 80 dwudniowych zgromadzeń (m.in. w Opolu, Nowej Rudzie, Szczecinie, Gdańsku, Jeleniej Górze, Legnicy, Sławnie, Koszalinie, Kwidzynie, Mrągowie, Wałbrzychu, Nysie, Instenburgu, Królewcu (w marcu) i w Tilsit.). W 1933 roku kongresy odbyły się w Kolonii, Erfurcie, Berlinie i we Wrocławiu, a w 22 innych miejscach, w tym w Legnicy, odbyły się mniejsze zgromadzenia.
Działalność głoszenia została zakazana w 1933 roku. 10 kwietnia tego samego roku w Meklemburgii, a w ślad za tym posypały się zakazy w Bawarii (13 kwietnia), Saksonii (18 kwietnia), w Hesji (18 kwietnia), w Turyngii (26 kwietnia) i w Badenii (15 maja). Wkrótce zakaz działalności kaznodziejskiej wydano we wszystkich częściach Niemiec (17 maja w Oldenburgu, 19 maja w Brunszwiku, 6 czerwca w Lubece, 24 czerwca w Prusach, 28 czerwca w Bremie i w Hamburgu). Jednak w tym okresie udało się rozpowszechnić podczas ośmiodniowej kampanii 2 259 983 egzemplarze broszury Kryzys.
W latach 1934–1935 wydano pierwszy przekład Biblii opracowany przez Świadków Jehowy tzw. Biblię magdeburską (niem.  Magdeburger Bibel). Nie jest kompilacją innych przekładów wydanych wcześniej w języku niemieckim, lecz samodzielnym tłumaczeniem. W tekście wielokrotnie zawiera imię Boże w formie „Jehovas”. Była drukowana i oprawiana w trakcie zakazu działalności Świadków Jehowy w Niemczech, a do dystrybucji trafiła tylko niewielka część wydrukowanego nakładu.
Do czasu gdy w 1933 roku działalność religijna Świadków Jehowy w Niemczech została obłożona zakazem, nadzór nad zborem w Gdańsku sprawowało niemieckie Biuro Oddziału w Magdeburgu. Po zamknięciu w dniu 28 czerwca 1933 roku tego Biura zbory na terenie Wolnego Miasta Gdańsk zaczęły podlegać pod środkowoeuropejskie Biuro w Bernie w Szwajcarii. Otworzono wówczas małe gdańskie biuro Towarzystwa Strażnica, które znajdowało się przy Jakobsneugasse 7. Jego koordynatorem był Ewald Niehuß. 1 października 1933 roku w Gdańsku aresztowano 26 Świadków Jehowy oraz ich krewnych w trakcie uroczystości weselnej. Po przesłuchaniach 25 osób zwolniono, a jedną przetrzymywano w areszcie do końca kwietnia 1934, gdy wszystkim 26 Świadkom Jehowy wytoczono akt oskarżenia. Nocą z 28 na 29 marca 1935 roku na podstawie decyzji Helmuta Frobössa, Prezydenta Policji w Gdańsku skonfiskowano z gdańskiego Biura Oddziału literaturę religijną Świadków Jehowy. Nazistowska prasa oraz rozgłośnie radiowe w Gdańsku określiły Świadków Jehowy jako „zagrażającą państwu”, zamaskowaną organizację komunistyczną. Na mocy rozporządzenia z 6 lipca 1935 roku wydalono Ewalda Niehußa, koordynatora biura Towarzystwa Strażnica.
W 1934 roku Świadkowie Jehowy w Szwajcarii rozpoczęli organizowanie pomocy humanitarnej dla prześladowanych niemieckich współwyznawców.

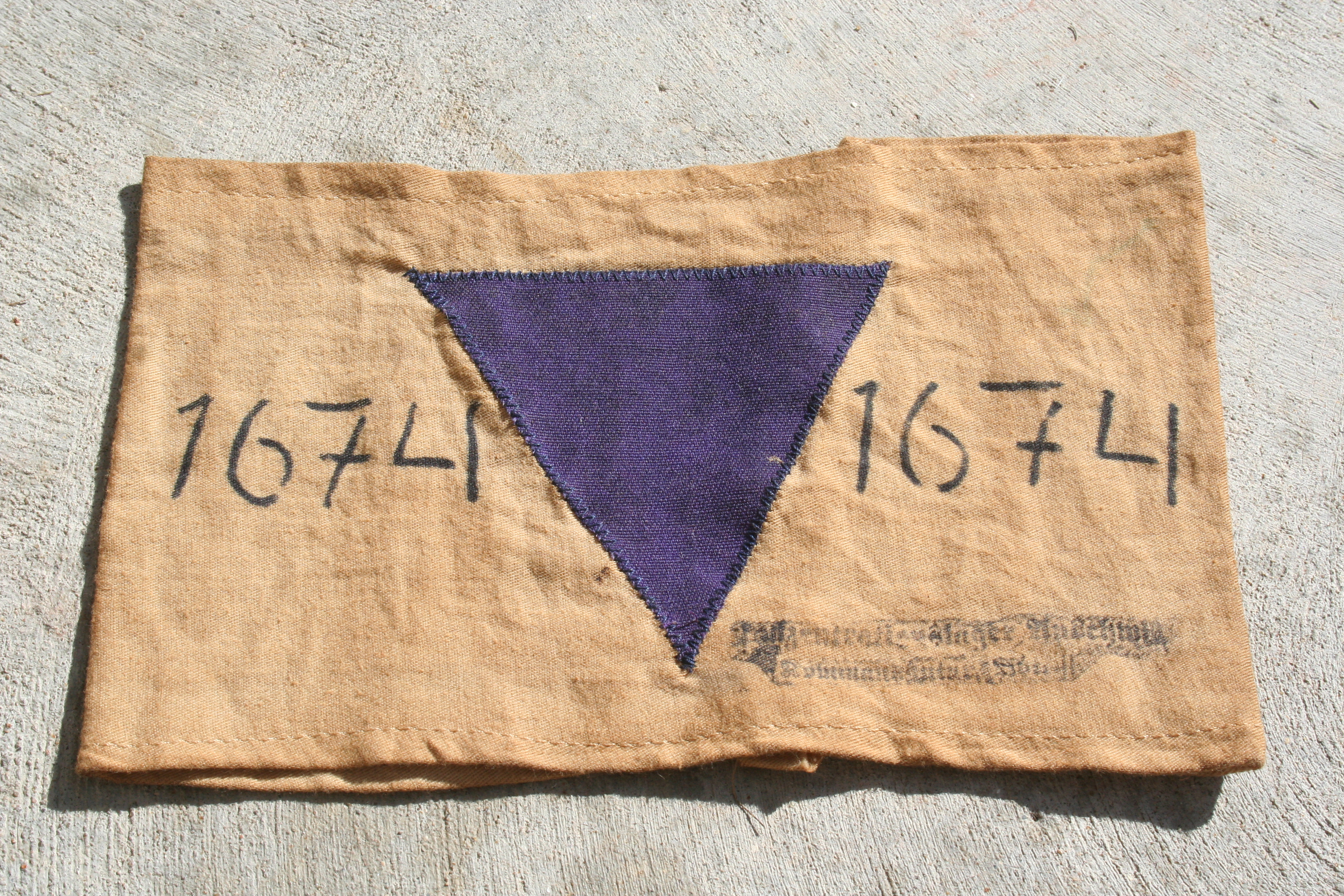
W okresie nazizmu (od 1933) wielu Świadków Jehowy (głównie z Niemiec), zostało uwięzionych za praktykowanie swojej wiary w hitlerowskich obozach koncentracyjnych, gdzie (od 1937) byli oznaczani fioletowym trójkątem

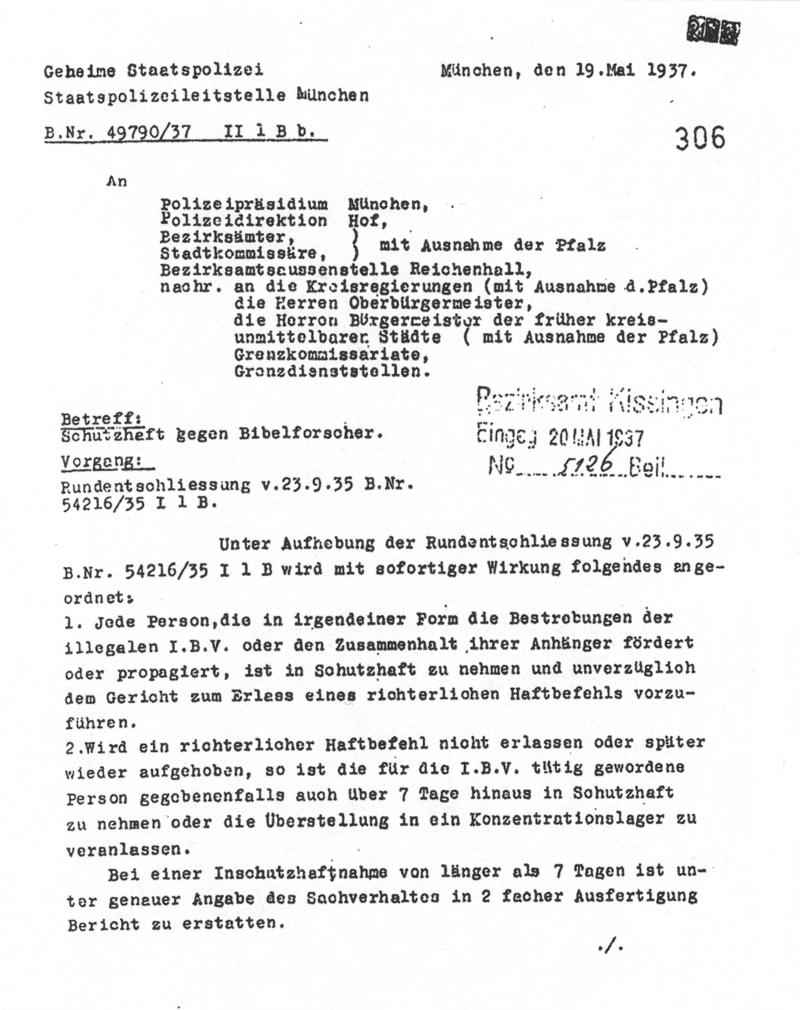
Zarządzenie wysłane w maju 1937 roku przez Gestapo w Monachium do urzędów i urzędników, zwrócone przeciwko Świadkom Jehowy i ich sympatykom

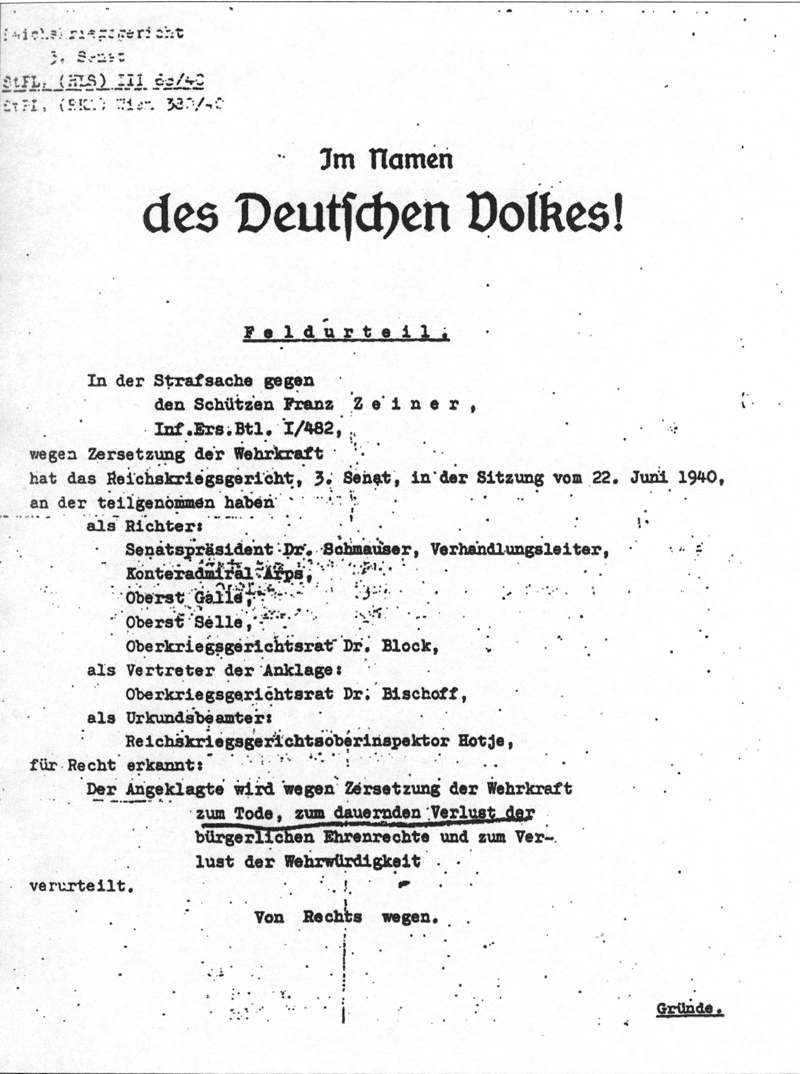
Wyrok hitlerowskiego sądu wojskowego, skazujący Franza Zeinera na śmierć za przynależność do wyznania Świadków Jehowy

Świadkowie Jehowy w III Rzeszy i na terenach przez nią okupowanych byli represjonowani z powodu odmowy służby wojskowej, odmowy używania tzw. „niemieckiego pozdrowienia” (Heil Hitler) i każdej pracy dla wojska, np. od czyszczenia mundurów czy zawijania pakietów opatrunkowych pierwszej pomocy po pracę w przemyśle zbrojeniowym, niestosowanie się do „państwowego” antysemityzmu (Świadkowie Jehowy m.in. nie przestrzegali bojkotu żydowskich sklepów, a w swoich publikacjach propagowali – zgodnie z Biblią – równość wszystkich narodów i ras). Z tych powodów już od 1933 roku spotykały ich liczne represje: wyrzucanie z pracy, wstrzymywanie wypłaty emerytur, odbieranie rodzicom dzieci (ponad 800 dzieci) i umieszczanie ich w rodzinach zastępczych lub w ośrodkach reedukacyjnych. Dla przykładu dzieci Świadków, głównie ze Śląska umieszczano w obozie poprawczym w Grodkowie k. Nysy oraz w klasztorze katolickim w Czarnowąsach pod Opolem czy od 1941 roku w Kinder-KL Litzmannstadt (obozie dla nieletnich w Łodzi).
Od czerwca 1933 roku zaczęły się aresztowania Świadków Jehowy. Pierwsze udokumentowane przypadki umieszczania Świadków Jehowy w obozach koncentracyjnych miały miejsce już wiosną 1933 roku (m.in. w KZ Osthofen, a co najmniej od stycznia 1935 roku byli w nich masowo osadzani na stałe. Od roku 1937 otrzymali oddzielne oznakowanie – fioletowy trójkąt.
W 1934 roku Heinz Bernecker z Królewca został wysłany do obozu pracy na terenie Prus Wschodnich. Od 1938 do 1942 roku był zatrzymywany za swoje przekonania religijne. Gdy 19 czerwca 1942 roku został zgilotynowany w więzieniu Brandenburg-Görden, jego żona Elżbieta była uwięziona w KL Ravensbrück. Paul i Joseph Rehwaldowie, także z Królewca zostali osadzeni w KL Sachsenhausen, a Hans Rehwald został stracony 1 lutego 1943 roku w Królewcu. Z ośmioosobowej rodziny Rehwaldów, matka, czterech synów i ich siostra zostało uwięzionych za trwanie w wierności swojej wierze (na dwóch braciach Rehwald wykonano wyroki śmierci). Większość Świadków Jehowy z tego miasta została wysłana do obozów koncentracyjnych.
Do wiosny 1934 roku aresztowano około tysiąc Świadków Jehowy. Pierwszym więźniem oznaczonym jako IBV (Internationale Bibelforscher-Vereinigung – oficjalna nazwa Świadków Jehowy w Niemczech w tamtym czasie) była Anna Seifert osadzona w KL Moringen 9 stycznia 1935 roku, natomiast w KL Dachau pierwsi Świadkowie Jehowy zostali osadzeni w maju 1935 roku. W okresie przedwojennym Świadkowie Jehowy stanowili znaczny odsetek więźniów, a w niektórych obozach koncentracyjnych przez jakiś czas byli nawet największą grupą uwięzionych.
W 1937 roku z ogólnej liczby 7,5 tysiąca więźniów umieszczonych w kacetach na terenie Niemiec 4 tysiące stanowili członkowie IBV. W głównym obozie kobiecym KL-Moringen blisko 46% wszystkich uwięzionych stanowiły kobiety będące Świadkami Jehowy. Liczba mężczyzn należących do kategorii IBV w niektórych obozach dochodziła w różnych okresach do 57%. W obozie Wewelsburg prawie 100% uwięzionych stanowili Świadkowie Jehowy. Od 1935 roku prawie wszystkich członków wyznania kierowano do obozowych kompanii karnych o zaostrzonym rygorze.
Udawało im się informować swych współwyznawców z zewnątrz o panujących w obozach warunkach, dzięki czemu wiele lat przed wojną ujawnili istnienie tych obozów i ich specyfikę, wraz z dokładnymi szkicami (w książce Krucjata przeciwko chrześcijaństwu), a w późniejszych latach także zbrodni dokonywanych na Żydach i innych więźniach.
Wkrótce zaczęto ich osadzać także w obozach zagłady, np. w Auschwitz, gdzie na przeszło 400 więźniów z tego wyznania 138 posiadało fioletowy trójkąt, natomiast pozostali z reguły czerwony (więźniowie polityczni). Prawie 40% Świadków Jehowy uwięzionych w tym obozie straciło życie.
1 kwietnia 1935 roku w całym kraju wprowadzono zakaz działalności Świadków Jehowy, od 30 stycznia 1936 roku wzrosła liczba aresztowań, a 28 sierpnia 1936 roku gestapo przypuściło na nich zmasowany atak. Mimo to Świadkowie Jehowy dalej rozprowadzali ulotki i trzymali się swej wiary. Lata 1936 i 1937 były okresem masowych aresztowań dokonywanych przez gestapo. Tysiące głosicieli zamknięto w więzieniach i obozach koncentracyjnych, gdzie spotkało ich sadystyczne traktowanie, mające na celu złamanie ich woli i podpisanie „Erklärung” (oświadczenia o wyrzeczeniu się wiary).
23 lutego 1936 roku Wilhelm Ruhnau, działając jako przedstawiciel gdańskiego zboru, złożył wniosek do Prezydenta Senatu Wolnego Miasta Gdańsk, Arthura Greisera, z prośbą o tymczasowe rozporządzenie zezwalające na swobodne praktykowanie religii, cofnięcie nakazu wydalenia Ewalda Niehußa, zwrot skonfiskowanego mienia oraz sprostowanie w mediach i obiektywne śledztwo. Gdy te starania okazały się nieskuteczne, 25 maja 1936 roku Świadkowie Jehowy wnieśli petycję z 670 podpisami do Wysokiego Komisarza Ligi Narodów, Seána Lestera. W dniach od 4 do 7 września 1936 roku w Lucernie w Szwajcarii odbył się kongres międzynarodowy. Kongres ten zwrócił uwagę władz na represje i prześladowania, jakim są poddawani Świadkowie Jehowy w Gdańsku. 25 września 1936 roku w Sopocie należącym wówczas do Wolnego Miasta Gdańsk aresztowano Wilhelma Ruhnaua, który przekazał relację dotycząca prześladowań Świadków Jehowy w Gdańsku i w Niemczech do środkowoeuropejskiego biura Towarzystwa Strażnica w Szwajcarii. Po czterech dniach Ruhnau został uprowadzony z kraju przypuszczalnie przez granicę lądową na teren Prus Wschodnich, gdzie został wydany władzom niemieckim i osadzony w obozie koncentracyjnym pod Berlinem. Pod koniec 1937 roku pozwolono Wilhelmowi Ruhnauowi napisać list z gestapowskiego więzienia. List ten z datą stempla z marca 1937 roku dotarł do jego mieszkania w Sopocie przez Nowy Jork. Dalsze losy Wilhelma Ruhnaua pozostają nieznane, a gdańska policja odmawiała udzielenia jego małżonce i rodzicom jakichkolwiek informacji na jego temat.
20 czerwca 1937 roku pozostający na wolności Świadkowie Jehowy po raz drugi (pierwsza akcja miała miejsce 12 grudnia 1936 roku) zorganizowali ogólnokrajową kampanię rozpowszechniania specjalnej ulotki opisującej prześladowanie ze strony nazistów.
Szwajcarskie Biuro Oddziału w Bernie zgromadziło materiały (między innymi raporty przemycane z obozów do Szwajcarii poprzez głosicieli przebywających jeszcze na wolności), na podstawie których w maju 1938 roku, powstała książka Krucjata przeciw chrześcijaństwu, obnażająca zbrodnie hitleryzmu. W tym czasie już ponad 6000 Świadków Jehowy było przetrzymywanych w więzieniach lub obozach koncentracyjnych.
Joseph Franklin Rutherford w przemówieniu wygłoszonym 8 października 1938 roku i transmitowanym przez przeszło 80 stacji radiowych potępił prześladowania dokonywane przez nazistów.
Do roku 1939 ponad sześć tysięcy z nich zostało uwięzionych w więzieniach i obozach koncentracyjnych. August Dickmann był pierwszym Niemcem rozstrzelanym 15 września 1939 roku w KL Sachsenhausen za to, że kierując się głosem sumienia odmówił służby wojskowej.
Podczas surowej zimy 1939/1940 z powodu złego traktowania, głodu i wycieńczenia w KL Sachsenhausen zmarło 100 spośród przeszło 400 uwięzionych Świadków Jehowy.
Z powodu aresztowań liczba głosicieli w Gdańsku spadła ze 191 w roku 1935 do 51 w roku 1939. W roku 1938 rozpowszechnili w tym mieście 5233 publikacje biblijne. Pod koniec lat 30. XX wieku Świadkowie Jehowy przewozili z Berlina do Gdańska publikacje i matryce do ich drukowania. Kurierem był m.in. Horst Schmidt (przybrany syn Emmy Zehden).
W 1939 roku, na początku II wojny światowej, w całych Niemczech było około 20 tysięcy Świadków Jehowy.
12 sierpnia 1940 roku nastąpiła kolejna ogólnokrajowa akcja aresztowania Świadków Jehowy. W sierpniu 1940 roku stracono 112 młodych mężczyzn, którzy odmówili pełnienia służby wojskowej w armii hitlerowskiej.
W 1944 roku aresztowano 254 osoby, które prowadziły podziemną działalność wydawniczą i dostarczały publikacje na teren obozów. Pomimo tego do obozów koncentracyjnych nadal docierały przemycane Biblie i publikacje religijne. Niektóre powielarnie obsługiwali nawet więźniowie obozów (np. w Wewelsburgu).
W okresie III Rzeszy 1767 Świadków Jehowy straciło pracę, skonfiskowano 284 firmy, 735 mieszkań, 129 majątków ziemskich, 457 osób pozbawiono prawa do wykonywania zawodu, 860 dzieci umieszczono w sierocińcach bez prawa widzeń z rodzicami, unieważniono 30 małżeństw. Aresztowano 8917 głosicieli i ich dzieci. Do obozów trafiło ponad 2 tysiące osób, 635 zmarło w więzieniach. Skazano na śmierć 253 Świadków Jehowy (w rezultacie wyroków sądów), z tego 203 egzekucje wykonano.
W obozach więziono głównie osoby dorosłe; dzieci przeważnie odbierano i przekazywano na wychowanie innym rodzinom. Świadkowie Jehowy byli jedyną kategorią więźniów narodowości niemieckiej (zdarzały się pojedyncze przypadki odmowy służby wojskowej wśród przedstawicieli innych wyznań), którzy mogli w każdej chwili wyjść na wolność po podpisaniu deklaracji apostazji – ponad 95% osadzonych nie zrobiło tego, uważając prześladowania za próbę wiary. W obozach znęcano się nad nimi i zabijano (ale także wyznaczano do pracy w charakterze służby domowej u członków załóg obozów – esesmanów – wiedziano bowiem, że ze strony Świadków Jehowy nic im nie grozi, i że np. nie uciekną). Rudolf Höss (komendant obozu Auschwitz) zeznał, że imponował mu hart ducha i siła wiary tych więźniów i wspominał, iż zarówno Heinrich Himmler, jak i Theodor Eicke powoływali się wielokrotnie na ich „religijny fanatyzm” i stawiali go za przykład dla postępowania SS-manom w odniesieniu do narodowego socjalizmu i Adolfa Hitlera. Nawet do takich miejsc, jak obozy koncentracyjne potajemnie docierały Biblie i publikacje Świadków Jehowy. Potajemnie organizowano zebrania religijne, z zachowaniem wielkiej ostrożności obchodzono rocznicę Wieczerzy Pańskiej, urządzano także chrzest. Niektórzy z uwięzionych wraz ze Świadkami Jehowy zapoznawało się z ich wierzeniami i je przyjmowało. W więzieniach i obozach Świadkowie Jehowy nie tylko pomagali sobie nawzajem, ale także dbali o innych więźniów – wspólne jedzenie, opieka medyczna. Wsparcie było widoczne szczególnie w sferze emocjonalnej i duchowej. Więźniowie z determinacją przestrzegali zasad swojej wiary. Mimo ścisłego zakazu nauczania w obozach koncentracyjnych, wykorzystywali każdą okazję, aby współwięźniów, a nawet esesmanów zaznajomić z Biblią. Hitlerowcy starali się izolować ich liderów od innych więźniów, aby zapobiec głoszeniu i organizowaniu pomocy dla innych osadzonych współwyznawców.
W okresie III Rzeszy około 10 700 niemieckich Świadków Jehowy było prześladowanych, z czego około 2800 trafiło do obozów koncentracyjnych, a około 1000 zmarło lub zostało zabitych. Wykonano 270 wyroków śmierci. 6262 członków tego ruchu religijnego zostało umieszczonych w więzieniach, a 8322 – w obozach koncentracyjnych. Po zakończeniu wojny Świadkowie Jehowy byli ważnym źródłem informacji na temat masowych zbrodni na Żydach w obozach zagłady. Do Hitlera trafiło łącznie około 20 tysięcy listów i telegramów protestacyjnych od Świadków Jehowy z około 50 krajów. Doktor historii Henrik Eberle tak podsumował ten okres: „Na tle milionów ofiar nazistowskiego reżimu liczba ta [ofiar spośród Świadków Jehowy] wydaje się znikoma. Mimo to stanowi świadectwo zbiorowej i bezkompromisowej niezłomności, która zasługuje na szacunek”. „Im bardziej byli uciskani, tym mocniej zwierali szeregi...”. Dlatego ich przeżycia stanowić mogą dzisiaj – jak zauważyła historyk, Christine King – „cenny materiał dla każdego, kto prowadzi badania nad przetrwaniem w warunkach ekstremalnych”.
| Hermann Abke                         |                                                          | Herford, Hardenbergstraße 7                         | 5 maja 2011          |              |  |                            |               |
| Werner Allenberger                   |                                                          | Hockenheim, Hildastraße 6                           | 7 listopada 2013     |              |  |                            |               |
| Maria Appel                          |                                                          | Süderbrarup, Bismarckstraße 5                       | 10 października 2012 |              |  |                            |               |
| Rolf Appel                           |                                                          | Süderbrarup, Bismarckstraße 5                       | 10 października 2012 |              |  |                            |               |
| Walter Appel                         |                                                          | Süderbrarup, Bismarckstraße 5                       | 10 października 2012 |              |  |                            |               |
| Katharina Badent                     |                                                          | Konstancja, Markgrafenstr. 63                       | 28 czerwca 2014      |              |  |                            |               |
| Margarethe Baalhorn                  |                                                          | Hamburg, Forsmannstraße 7                           |                      |              |  |                            |               |
| Eduard Baltruschat                   |                                                          | Ahlen, Sattelstraße 27                              | 5 marca 2010         |              |  |                            |               |
| Erich Barthel                        |                                                          | Auerbach/Vogtl., Falkensteiner Str. 40              | 15 lipca 2013        |              |  |                            |               |
| Anna Bassinger                       |                                                          | Denzlingen, Hauptstraße 233                         | 9 lipca 2018         |              |  |                            |               |
| Wilhelm Bathen                       |                                                          | Dinslaken, Forststrasse 6                           | 23 lutego 2013       |              |  |                            |               |
| Emil Bauer                           |                                                          | Heilbronn, Teichstraße 8                            | 10 kwietnia 2013     |              |  |                            |               |
| Karl Baur                            |                                                          | Vöhringen, Ulmer Straße 19                          | 10 września 2013     |              |  |                            |               |
| Ewald Berger                         |                                                          | Ibbenbueren, Arenbergstrasse 1                      | 3 listopada 2017     |              |  |                            |               |
| Ludwig Bischoff                      |                                                          | Wermelskirchen, Berlinerstrasse 112                 | 17 lutego 2021       |              |  |                            |               |
| Karl Blochwitz                       |                                                          | Drezno, Dresdner Straße 125                         | 29 września 2015     |              |  |                            |               |
| Ferdinand (Wilhelm) von Blume        |                                                          | Frankfurt nad Odrą, Gubener Strasse 35              | 31 maja 2017         |              |  |                            |               |
| Hermann Boian                        |                                                          | Frankfurt nad Odrą, Hermann-Boian-Straße            | 8 maja 2006          |              |  |                            |               |
| Gustav Bopp                          |                                                          | Heidelberg, Zähringerstraße 25                      | 28 listopada 2011    |              |  |                            |               |
| Hermann Brandt                       |                                                          | Brühl, Rohrhofer Str. 32                            | 21 maja 2016         |              |  |                            |               |
| Ida Brandt                           |                                                          | Brühl, Rohrhofer Str. 32                            | 21 maja 2016         |              |  |                            |               |
| Otto Brandt                          |                                                          | Brühl, Rohrhofer Str. 32                            | 21 maja 2016         |              |  |                            |               |
| Albert Bronner                       |                                                          | Singen (Hohentwiel), Wiesenstrasse 2                | 14 lipca 2011        |              |  |                            |               |
| Ludwik Brummer                       |                                                          | Heidelberg, Dreikönigstraße 24                      | 12 października 2010 |              |  |                            |               |
| Konrad Brzezek                       |                                                          | Berlin, Lichtenberger Straße                        | 18 lipca 2007        |              |  |                            |               |
| Klara Busse                          |                                                          | Hennigsdorf, Berliner Strasse 18                    | 15 lipca 2019        |              |  |                            |               |
| Wilhelm Busse                        |                                                          | Hennigsdorf, Berliner Strasse 18                    | 15 lipca 2019        |              |  |                            |               |
| Martha Büttner                       |                                                          | Berlin, Ebertystraße 12a                            | 14 czerwca 2018      |              |  |                            |               |
| Friedrich Büttner                    |                                                          | Berlin, Ebertystraße 12a                            | 14 czerwca 2018      |              |  |                            |               |
| Maria A. Chrupalla                   |                                                          | Hamburg, Große Bergstraße 219–223                   |                      |              |  |                            |               |
| Paul Chrupalla                       |                                                          | Hamburg, Große Bergstraße 219–223                   |                      |              |  |                            |               |
| Herbert Christoph                    |                                                          | Fehrbellin, Rhinstrasse 16                          | 29 marca 2015        |              |  |                            |               |
| Paul Erhard Clausnitzer              |                                                          | Mettmann, Bahnstr. 10                               | 30 października 2007 |              |  |                            |               |
| Elsa Cranz                           |                                                          | Hanower, Limmerstraße 50                            | 18 września 2013     |              |  |                            |               |
| Kurt Degenkolb                       |                                                          | Drezno, Alte Moritzburger Strasse 43                |                      |              |  |                            |               |
| Otto Degenkolb                       |                                                          | Drezno, Alte Moritzburger Strasse 43                |                      |              |  |                            |               |
| Anna Denz                            |                                                          | Lörrach, Luisenstraße 35                            | 24 września 2020     |              |  |                            |               |
| Anna Maria Denz                      |                                                          | Lörrach, Luisenstraße 35                            | 24 września 2020     |              |  |                            |               |
| Oskar Denz                           |                                                          | Lörrach, Luisenstraße 35                            | 24 września 2020     |              |  |                            |               |
| Max Hermann Dietze                   |                                                          | Drezno, Sophienstraße 16                            | 29 września 2015     |              |  |                            |               |
| Hermann Dreher                       |                                                          | Konstancja, Alemannenstr. 9                         | 3 maja 2017          |              |  |                            |               |
| Josef Edlmann                        |                                                          | Monachium, Lindwurmstraße 33                        | 5 listopada 2019     |              |  |                            |               |
| Gijsbertus J. van den Eickhoff       |                                                          | Sassnitz, Weddingstr. 12                            | 17 września 2007     |              |  |                            |               |
| Victor Emanuel                       |                                                          | Sassnitz, Weddingstr. 12                            | 17 września 2007     |              |  |                            |               |
| Josef Engel                          |                                                          | Kolonia, Weberstr. 21                               |                      |              |  |                            |               |
| Julius Engelhardt                    |                                                          | Karlsruhe, Buschwiesenweg 13                        | 18 marca 2008        |              |  |                            |               |
| Elly Fey                             |                                                          | Kolonia, Wilhelmstraße 85                           | 4 października 2004  |              |  |                            |               |
| Karl Finkernagel                     |                                                          | Frankfurt nad Menem, Bockenheim, Hamburger Allee 58 | 18 maja 2015         |              |  |                            |               |
| Otto Friedrich                       |                                                          | Kassel, Quellhofstraße 20                           | 14 czerwca 2018      |              |  |                            |               |
| Gustav Först                         |                                                          | Sassnitz, Weddingstr. 12                            | 17 września 2007     |              |  |                            |               |
| Alma Gast                            |                                                          | Magdeburg, Mühlinger Straße 10                      | 25 października 2013 |              |  |                            |               |
| Johanne Gesink                       |                                                          | Mettmann, Römerstr. 18                              |                      |              |  |                            |               |
| Erich Golly                          |                                                          | Hamburg, Eppendorfer Weg 168                        |                      |              |  |                            |               |
| Ernst Fritz Gottschling              |                                                          | Drezno, Sophienstraße 16                            | 29 września 2015     |              |  |                            |               |
| Paul Gross                           |                                                          | Mülheim an der Ruhr, Oberhausener Straße 96         |                      |              |  |                            |               |
| Max August Grote                     |                                                          | Hamburg, Von-Essen-Straße 53                        |                      |              |  |                            |               |
| Rosa Günther                         |                                                          | Monachium, Isartalstraße 34                         | 21 grudnia 2013      |              |  |                            |               |
| Georg Halder                         |                                                          | Gruibingen                                          | 29 marca 2016        |              |  |                            |               |
| Erich Hammesfahr                     |                                                          | Solingen, Kirschbaumer Straße 9                     | 20 grudnia 2007      |              |  |                            |               |
| Wilhelm Hengeveld                    |                                                          | Mettmann, Düsseldorfer Str. 124                     |                      |              |  |                            |               |
| Mathilde Hengeveld                   |                                                          | Mettmann, Düsseldorfer Str. 124                     |                      |              |  |                            |               |
| Richard Hensel                       |                                                          | Sassnitz, Weddingstr. 12                            | 17 września 2007     |              |  |                            |               |
| Alfred Herber                        |                                                          | Bonn, Hunsrückstraße 2                              | 4 lutego 2019        |              |  |                            |               |
| Erich Hermann                        |                                                          | Berlin, Straßburger Straße 16                       | 8 października 2011  |              |  |                            |               |
| Lina Hertsch                         |                                                          | Offenbach n. M., Senefelderstraße 66                | 21 października 2006 |              |  |                            |               |
| Amalie Hesse                         |                                                          | Kassel-Kirchditmold, Mergellstraße 41               | 23 maja 2017         |              |  |                            |               |
| Auguste Hetkamp                      |                                                          | Oberhausen, Kalkstraße 7                            | 7 kwietnia 2011      |              |  |                            |               |
| Wilhelm Hetkamp                      |                                                          | Oberhausen, Am Walde 3b                             | 28 marca 2017        |              |  |                            |               |
| Wilhelm Hetkamp                      |                                                          | Oberhausen, Am Walde 3b                             | 28 marca 2017        |              |  |                            |               |
| Gustav Heyer                         |                                                          | Erlangen, Österreicher Straße 12a                   |                      |              |  |                            |               |
| Frieda Hild                          |                                                          | Frankfurt nad Menem, Marbachweg 291                 | 21 czerwca 2014      |              |  |                            |               |
| Willy Hild                           |                                                          | Frankfurt nad Menem, Marbachweg 291                 | 21 czerwca 2014      |              |  |                            |               |
| Johann Hildenbeutel                  |                                                          | Karlsruhe, Baumeisterstraße 34                      | 29 maja 2009         |              |  |                            |               |
| Oswin Hilbert                        |                                                          | Sassnitz, Weddingstr. 12                            | 17 września 2007     |              |  |                            |               |
| Martha Bertha Hindel                 |                                                          | Lubeka, Krausestraße 1                              | 25 kwietnia 2009     |              |  |                            |               |
| Paulina Hofmaier (z domu Feuerstein) |                                                          | Konstancja, Emmishofer Str. 8                       | 9 września 2013      |              |  |                            |               |
| Johann Hörstgen                      |                                                          | Mülheim an der Ruhr, Liebigstr. 27                  |                      |              |  |                            |               |
| Auguste Imlau                        |                                                          | Brunszwik, Karlstraße 25                            |                      |              |  |                            |               |
| Anna Jensch                          |                                                          | Mittenwalde, Gartenstrasse 5                        | 22 października 2012 |              |  |                            |               |
| Ida Jeremias                         |                                                          | Warendorf, Oststraße 33                             | 15 grudnia 2016      |              |  |                            |               |
| Max Jeremias                         |                                                          | Warendorf, Oststraße 33                             | 15 grudnia 2016      |              |  |                            |               |
| Ruth Jeremias                        |                                                          | Warendorf, Oststraße 33                             | 15 grudnia 2016      |              |  |                            |               |
| Anna Bertha Jordan                   |                                                          | Magdeburg, Alt-Benneckenbeck 14                     | 7 października 2011  |              |  |                            |               |
| Amelie Jordt                         |                                                          | Chemnitz, Blücherstraße 17                          | 7 października 2008  |              |  |                            |               |
| Wanda Jumpertz                       |                                                          | Hildesheim, Immengarten 8                           | 9 marca 2012         |              |  |                            |               |
| Hans Julius Johannes Jürs            |                                                          | Lubeka, Weiter Lohberg 18                           | 25 kwietnia 2009     |              |  |                            |               |
| Konrad Kaiser                        |                                                          | Bad Kissingen, Jahnstraße 35                        |                      |              |  |                            |               |
| Adam Kaltwasser                      |                                                          | Frankfurt nad Menem, Ginnheimer Landstraße 198      | 21 czerwca 2014      |              |  |                            |               |
| Wilhelmine Kaltwasser                |                                                          | Frankfurt nad Menem, Ginnheimer Landstraße 198      | 21 czerwca 2014      |              |  |                            |               |
| Friedrich Kaubisch                   |                                                          | Bad Lausick, August-Bebel-Straße 25                 | 20 czerwca 2018      |              |  |                            |               |
| Bernhard Kell                        |                                                          | Frankfurt nad Menem, Bockenheim, Voltastr. 55       | 18 maja 2015         |              |  |                            |               |
| Werner Kerlekien                     |                                                          | Berlin, Kiefholzstraße 21                           | 8 października 2011  |              |  |                            |               |
| Karl Kirsch                          |                                                          | Bochum, Maxstraße 16                                | 19 września 2011     |              |  |                            |               |
| Paul Kitt                            |                                                          | Berlin, Naunynstraße 69                             | 4 kwietnia 2022      |              |  |                            |               |
| Wilhelm Kleissle                     |                                                          | Konstancja, Ackertorweg 10                          | 22 maja 2009         |              |  |                            |               |
| Lina Kleine                          |                                                          | Ahlen, Am Stockpiper 166                            | 29 stycznia 2021     |              |  |                            |               |
| Gustav Kleinemeier                   |                                                          | Ahlen, Keplerstr. 66                                | 28 stycznia 2022     |              |  |                            |               |
| Victoria Klimm                       |                                                          | Monachium, Entenbachstraße 45                       | 21 grudnia 2013      |              |  |                            |               |
| Max Klix                             |                                                          | Kolonia, Humboldstraße 45                           |                      |              |  |                            |               |
| Matthias Köhli                       |                                                          | Berlin, Buggenhagenstraße 31                        | 25 września 2008     |              |  |                            |               |
| Martin Köhnken                       |                                                          | Brema (Östliche Vorstadt), Grundstraße 34           | 14 czerwca 2022      |              |  |                            |               |
| Franz Krakat                         |                                                          | Ahlen, Sattelstraße 27                              | 5 marca 2010         |              |  |                            |               |
| Paul Kramer                          |                                                          | Augsburg, Gögginger Str. 46                         | 18 maja 2022         |              |  |                            |               |
| Adolf Krämer                         |                                                          | Frankfurt n. Menem, Mainzer Landstraße 606          | 20 maja 2016         |              |  |                            |               |
| Jakob Krämer                         |                                                          | Wormacja, Dreihornmühlgasse 4                       | 22 października 2016 |              |  |                            |               |
| Oscar Krieg                          |                                                          | Frankfurt n. Menem, Hedderichstraße                 | 19 maja 2016         |              |  |                            |               |
| Hermann Kubalski                     |                                                          | Wissen, Felsenweg                                   | 28 stycznia 2011     |              |  |                            |               |
| Paul Kuchenbäcker                    |                                                          | Berlin, Osloer Straße 7                             | 27 kwietnia 2012     |              |  |                            |               |
| Otto Kuhrts                          |                                                          | Berlin, Danneckerstraße 6                           | 20 września 2013     |              |  |                            |               |
| Annemarie Kusserow.                  |                                                          | Bad Lippspringe, Arminiusstrasse 22                 | 24 czerwca 2020      |              |  |                            |               |
| Elisabeth Kusserow                   |                                                          | Bad Lippspringe, Arminiusstrasse 22                 | 24 czerwca 2020      |              |  |                            |               |
| Franz Kusserow                       |                                                          | Bad Lippspringe, Arminiusstrasse 22                 | 24 czerwca 2020      |              |  |                            |               |
| Hans-Werner Kusserow                 |                                                          | Bad Lippspringe, Arminiusstrasse 22                 | 24 czerwca 2020      |              |  |                            |               |
| Hilda Kusserow                       |                                                          | Bad Lippspringe, Arminiusstrasse 22                 | 24 czerwca 2020      |              |  |                            |               |
| Hildegard Kusserow                   |                                                          | Bad Lippspringe, Arminiusstrasse 22                 | 24 czerwca 2020      |              |  |                            |               |
| Karl-Heinz Kusserow                  |                                                          | Bad Lippspringe, Arminiusstrasse 22                 | 24 czerwca 2020      |              |  |                            |               |
| Magdalena Kusserow                   |                                                          | Bad Lippspringe, Arminiusstrasse 22                 | 24 czerwca 2020      |              |  |                            |               |
| Paul-Gerhard Kusserow                |                                                          | Bad Lippspringe, Arminiusstrasse 22                 | 24 czerwca 2020      |              |  |                            |               |
| Siegfried Kusserow                   |                                                          | Bad Lippspringe, Arminiusstrasse 22                 | 24 czerwca 2020      |              |  |                            |               |
| Waltraud Kusserow                    |                                                          | Bad Lippspringe, Arminiusstrasse 22                 | 24 czerwca 2020      |              |  |                            |               |
| Wilhelm Kusserow                     |                                                          | Bad Lippspringe, Arminiusstrasse 22                 | 24 czerwca 2020      |              |  |                            |               |
| Wolfgang Kusserow                    |                                                          | Bad Lippspringe, Arminiusstrasse 22                 | 24 czerwca 2020      |              |  |                            |               |
| Otto Laabs                           |                                                          | Berlin, Hoeppnerstraße 4                            | 11 grudnia 2007      |              |  |                            |               |
| Heinrich Laakmann                    |                                                          | Moers, Bonifatiusstraße 47                          |                      |              |  |                            |               |
| Anna Landschneider                   |                                                          | Kassel, Holländische Straße 55                      | 22 lipca 2016        |              |  |                            |               |
| Heinrich Ferdinand Landschneider     |                                                          | Kassel, Holländische Straße 55                      | 22 lipca 2016 -      | Max Liebster |  | Viernheim, Luisenstraße 36 | 10 lipca 2015 |
| Heinrich van Loo                     |                                                          | Lubeka, Morkerkestraße 17                           | 25 kwietnia 2009     |              |  |                            |               |
| Paula Lubowitzky                     |                                                          | Frankfurt nad Menem, Loreleistraße 6                | 24 czerwca 2017      |              |  |                            |               |
| Heinrich Maass                       |                                                          | Lubeka, Neuer Faulenhoop 23                         | 25 kwietnia 2009     |              |  |                            |               |
| Otto Martens                         |                                                          | Kilonia, Kieler Straße 43                           | 24 kwietnia 2009     |              |  |                            |               |
| Franz Massors                        |                                                          | Magdeburg, Baumschulenweg 19                        | 7 października 2011  |              |  |                            |               |
| Heinrich Mathias                     |                                                          | Rotenburg (Wümme), Kirchstraße 9                    | 2021                 |              |  |                            |               |
| Berta Maurer                         |                                                          | Konstancja, Löhrystraße 4                           | 22 maja 2009         |              |  |                            |               |
| Robert Mäusert                       |                                                          | Gelsenkirchen, Im Bahnwinkel 10                     |                      |              |  |                            |               |
| Elisabeth Mayer                      |                                                          | Frankfurt n. Menem, Fabriciusstrasse 11             | 22 czerwca 2019      |              |  |                            |               |
| Rudolf Mazanec                       |                                                          | Dinslaken, Hedwigstraße 49                          | 17 kwietnia 2014     |              |  |                            |               |
| Anna Luise Meissner                  |                                                          | Konstancja, Badgasse 5                              | 22 maja 2009         |              |  |                            |               |
| Erich Meyer                          |                                                          | Mönchengladbach, Hermann-Löns-Straße 4              | 18 maja 2010         |              |  |                            |               |
| Ernst Meyer                          |                                                          | Mönchengladbach, Hermann-Löns-Straße 4              | 18 maja 2010         |              |  |                            |               |
| Friedrich Meyer                      |                                                          | Frankfurt n. Menem, Stoltzerstrasse 20              | czerwiec 2021        |              |  |                            |               |
| Henriette Meyer                      |                                                          | Mönchengladbach, Hermann-Löns-Straße 4              | 18 maja 2010         |              |  |                            |               |
| Margarethe Meyer                     |                                                          | Frankfurt n. Menem, Stoltzerstrasse 20              | czerwiec 2021        |              |  |                            |               |
| Alfons Mroß                          |                                                          | Lipsk, Huygensstraße 3                              | 26 października 2023 |              |  |                            |               |
| Jasmine Muhs                         |                                                          | Berlin, Seeburger Weg 16                            | 10 sierpnia 2022     |              |  |                            |               |
| Otto Muhs                            |                                                          | Berlin, Seeburger Weg 16                            | 10 sierpnia 2022     |              |  |                            |               |
| Anna Muth                            |                                                          | Frankfurt n. Menem, Emser Brücke (Emserstraße 16)   | 21 maja 2016         |              |  |                            |               |
| Ernst Muth                           |                                                          | Frankfurt n. Menem, Emser Brücke (Emserstraße 16)   | 21 maja 2016         |              |  |                            |               |
| Adolf Mühlhäuser                     |                                                          | Karlsruhe, Moningerstraße 4                         | 29 maja 2009         |              |  |                            |               |
| Paul Müller                          |                                                          | Sassnitz, Weddingstr. 12                            | 17 września 2007     |              |  |                            |               |
| Gertrud Nollert                      |                                                          | Drezno, Schäferstraße 9                             |                      |              |  |                            |               |
| Wilhelm Nollert                      |                                                          | Drezno, Schäferstraße 9                             |                      |              |  |                            |               |
| Luise Pakull                         |                                                          | Neuss, Krefelder Straße 38                          |                      |              |  |                            |               |
| Otto Pawelzik                        |                                                          | Hattingen, Am Schewenkamp 58                        | 13 grudnia 2005      |              |  |                            |               |
| Friederich Poburski                  |                                                          | Gelsenkirchen, Vandalenstraße 14                    | 14 kwietnia 2011     |              |  |                            |               |
| Justus Pötter                        |                                                          | Kassel, Wahlershäuser Straße 2                      | 3 listopada 2013     |              |  |                            |               |
| Wilhelmine Pötter                    |                                                          | Kassel, Wahlershäuser Straße 2                      | 3 listopada 2013     |              |  |                            |               |
| Gerhard Raddatz                      |                                                          | Berlin, Wönnichstraße 103                           | 10 października 2011 |              |  |                            |               |
| Magdalena Rapp                       |                                                          | Kehl, Niedereichstraße 3                            | 6 listopada 2023     |              |  |                            |               |
| Otto Reiche                          |                                                          | Berlin, Behaimstraße 20                             | 8 października 2011  |              |  |                            |               |
| Robert Reicher                       |                                                          | Chemnitz, Zietenstraße 85                           | 30 maja 2017         |              |  |                            |               |
| Karl Reese                           |                                                          | Hamburg-Langenhorn, Tangstedter Landstraße 158      |                      |              |  |                            |               |
| Kurt Richter                         |                                                          | Sassnitz, Weddingstr. 12                            | 17 września 2007     |              |  |                            |               |
| Julius Riffel                        |                                                          | Lörrach, Gretherstraße 4                            | 6 grudnia 2023       |              |  |                            |               |
| Rosa Riffel                          |                                                          | Lörrach, Gretherstraße 4                            | 6 grudnia 2023       |              |  |                            |               |
| Julius Rinklin                       |                                                          | Heidelberg, Landstraße 31                           | 15 listopada 2012    |              |  |                            |               |
| Hans Schulze                         |                                                          | Drezno, Saarstraße 30                               |                      |              |  |                            |               |
| Franz Saumer                         |                                                          | Moers, Elbestraße 9                                 | 24 listopada 2015    |              |  |                            |               |
| Anna Schaumann                       |                                                          | Konstancja, Döbelestr. 6                            | 12 lipca 2011        |              |  |                            |               |
| Marie Schättle                       |                                                          | Frankfurt n. Menem, Palmengartenstraße 3            | 20 maja 2016         |              |  |                            |               |
| Christian Schalk                     |                                                          | Halle (Westf.), Künsebecker Hauptstraße             | 28 stycznia 2020     |              |  |                            |               |
| Horst Schmidt                        |                                                          | Berlin, Franzstraße 30/36                           | 10 października 2011 |              |  |                            |               |
| Katharina Schmid                     |                                                          | Frankfurt n. Menem, Paul-Ehrlich-Straße 40          | 21 czerwca 2013      |              |  |                            |               |
| Christine Schürmann                  |                                                          | Oberhausen, Kalkstraße 7                            | 7 kwietnia 2011      |              |  |                            |               |
| Eugen Schwab                         |                                                          | Konstancja, Sierenmoosstraße 12                     | 8 września 2013      |              |  |                            |               |
| Josef Schwarz                        |                                                          | Ahlen, Am Stockpiper 94                             | 3 maja 2010          |              |  |                            |               |
| Stanislaus Schwarz                   |                                                          | Ahlen, Schachtstraße 10                             | 3 maja 2010          |              |  |                            |               |
| Walter H. E. Schwendt                |                                                          | Kolonia, Bamberger Straße 6                         |                      |              |  |                            |               |
| August Seelhorst                     |                                                          | Frankfurt nad Odrą, Große Müllroser Strasse 54      | 31 maja 2017         |              |  |                            |               |
| Regina Seelhorst                     |                                                          | Frankfurt nad Odrą, Große Müllroser Strasse 54      | 31 maja 2017         |              |  |                            |               |
| Josef Seibold                        |                                                          | Ulm, Kapellengasse 25                               |                      |              |  |                            |               |
| Johann Seibold                       |                                                          | Ulm, Kapellengasse 25                               |                      |              |  |                            |               |
| Konrad Seibold jun.                  |                                                          | Ulm, Uhrenmachergasse 23                            |                      |              |  |                            |               |
| Konrad Seibold sen.                  |                                                          | Ulm, Uhrenmachergasse 23                            |                      |              |  |                            |               |
| Alfred Seltmann                      |                                                          | Auerbach/Vogtl., Liebknechtstr. 1a                  | 15 lipca 2013        |              |  |                            |               |
| Adam Sewenig                         |                                                          | Hanower, Alte Döhrener Straße 27                    | 4 grudnia 2012       |              |  |                            |               |
| Hertha Siebeneichler                 | [[Plik::Leipzig Stolpersteine Siebeneichler.jpg\|100px]] | Lipsk, Trötzschelstraße 2                           | 28 czerwca 2023      |              |  |                            |               |
| Karl Siebeneichler jr.               | [[Plik::Leipzig Stolpersteine Siebeneichler.jpg\|100px]] | Lipsk, Trötzschelstraße 2                           | 28 czerwca 2023      |              |  |                            |               |
| Karl Siebeneichler sen               | [[Plik::Leipzig Stolpersteine Siebeneichler.jpg\|100px]] | Lipsk, Trötzschelstraße 2                           | 28 czerwca 2023      |              |  |                            |               |
| Marie Siebeneichler                  | [[Plik::Leipzig Stolpersteine Siebeneichler.jpg\|100px]] | Lipsk, Trötzschelstraße 2                           |                      |              |  |                            |               |
| Otto Reinhold Siegel                 |                                                          | Berlin, Hardenbergstraße 16                         |                      |              |  |                            |               |
| Paul Skalska                         |                                                          | Stralsund, Marienstraße 14                          | 30 września 2021     |              |  |                            |               |
| Wilhelm Soulier                      |                                                          | Karlsruhe, Kriegsstraße 173                         | 19 marca 2008        |              |  |                            |               |
| Jonathan Stark                       |                                                          | Ulm, Herdbruckerstraße 6                            |                      |              |  |                            |               |
| Friedrich (Fritz) Stoffels           |                                                          | Kolonia, Belvederestr. 147                          | 20 stycznia 2007     |              |  |                            |               |
| Klara Stoffels                       |                                                          | Kolonia, Belvederestr. 147                          | 20 stycznia 2007     |              |  |                            |               |
| Adolf Strim                          |                                                          | Marbach am Neckar, Lange Straße 15                  | 29 czerwca 2019      |              |  |                            |               |
| Friedrich Thumann                    |                                                          | Gera, Hartmannsdorfer Weg 4                         |                      |              |  |                            |               |
| Walter Thumann                       |                                                          | Gera, Hartmannsdorfer Weg 4                         |                      |              |  |                            |               |
| Alfred Willi Tilke                   |                                                          | Halle (Saale), Kleine Ulrichstraße 38               |                      |              |  |                            |               |
| Emma Tiesels                         |                                                          | Schwerin, Heinrich-Mann-Straße 6                    | 25 września 2024     |              |  |                            |               |
| Heinz Max Wenk                       |                                                          | Drezno, Chauseehausstraße 8                         | 29 września 2015     |              |  |                            |               |
| Paul Weseler                         |                                                          | Mülheim an der Ruhr, Prinzeß-Luise-Straße 100       |                      |              |  |                            |               |
| Reinhold Wilczek                     |                                                          | Sassnitz, Weddingstr. 12                            | 17 września 2007     |              |  |                            |               |
| Robert Arthur Winkler                |                                                          | Bonn, Endenischer Straße 5                          | 4 lutego 2019        |              |  |                            |               |
| Hermann August Wollschläger          |                                                          | Halle (Saale), Schlosserstraße 29                   |                      |              |  |                            |               |
| Hans Christian Carl Wulff            |                                                          | Elmshorn, Königstraße 51                            |                      |              |  |                            |               |
| Adolf Zanker                         |                                                          | Gruibingen, Hauptstraße 18                          | 29 marca 2016        |              |  |                            |               |
| Berta Zanker                         |                                                          | Gruibingen, Hauptstraße 18                          | 29 marca 2016        |              |  |                            |               |
| Emmy Zehden                          |                                                          | Berlin, Franzstraße 30/36                           | 10 października 2011 |              |  |                            |               |
| Richard Zehden                       |                                                          | Berlin, Franzstraße 30/36                           | 10 października 2011 |              |  |                            |               |
| Anna Zellman                         |                                                          | Berlin, Hansastraße 17                              |                      |              |  |                            |               |
| Emil Zellman                         |                                                          | Berlin, Hansastraße 17                              |                      |              |  |                            |               |
| Karl Zietlow                         |                                                          | Hamburg, Lehmweg 6                                  |                      |              |  |                            |               |

| Lista niemieckich Świadków Jehowy zabitych w okresie III Rzeszy, upamiętnionych na pamiątkowych słupkach | Lista niemieckich Świadków Jehowy zabitych w okresie III Rzeszy, upamiętnionych na pamiątkowych słupkach | Lista niemieckich Świadków Jehowy zabitych w okresie III Rzeszy, upamiętnionych na pamiątkowych słupkach | Lista niemieckich Świadków Jehowy zabitych w okresie III Rzeszy, upamiętnionych na pamiątkowych słupkach |
| Osoba | Zdjęcie                                                                                                  | Adres | Data odsłonięcia                                                                                         |
| --- | --- | --- | --- |
| Therese Kühner                                                                                           | | Monachium, Auenstraße 15                                                                                 | 26 lipca 2018                                                                                            |

### Powojenny rozwój działalności
3 maja 1945 roku około 230 głosicieli 6 narodowości spotkało się na kongresie leśnym w okolicach Schwerina. W tym samym roku lokalny sąd w Magdeburgu (w Radzieckiej strefie okupacyjnej, przekształconej wkrótce w Niemiecką Republikę Demokratyczną, NRD) ponownie zarejestrował Świadków Jehowy. Po wojnie z rozgłośni radiowych w Berlinie, Stuttgarcie, Frankfurcie nad Menem i w Saarbrücken nadawano wykłady religijne.
W ramach szeroko zakrojonej i przygotowywanej od wiosny 1945 roku akcji „niesienia pomocy materialnej potrzebującym braciom w zrujnowanej przez wojnę Europie środkowej”, od stycznia 1946 roku do sierpnia 1948 roku, Świadkowie Jehowy w Niemczech otrzymali taką pomoc w postaci paczek z żywnością, odzieżą i obuwiem od współwyznawców z Kanady, ze Stanów Zjednoczonych i ze Szwajcarii.

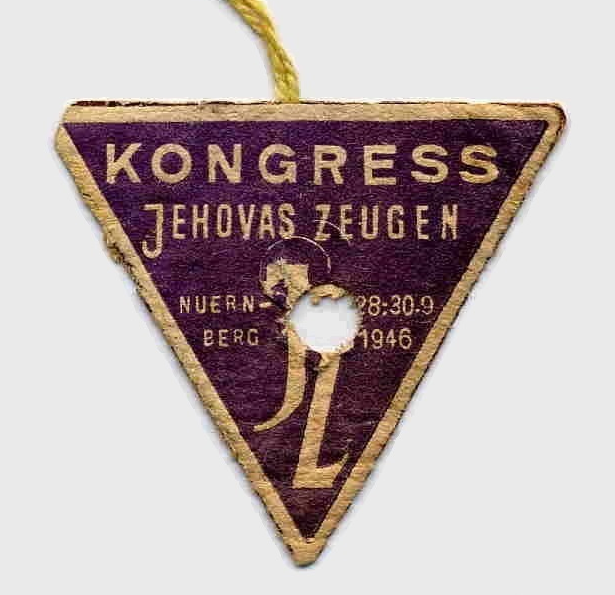
Plakietka kongresowa w kształcie fioletowego trójkąta
(Norymberga, 28–30 września 1946)

W roku 1946 zorganizowano kongres pod hasłem „Weselące się narody” w Norymberdze, na którym było obecnych 9 tysięcy osób, w tym około 3 tysiące mieszkańców Norymbergi. W kongresie tym brał udział również przybyły ze Stanów Zjednoczonych Nathan Homer Knorr. Erich Frost wygłosił wykład publiczny zatytułowany „Chrześcijanie w piecu ognistym”, opisujący historię prześladowań Świadków Jehowy w Niemczech hitlerowskich. Poza tym zorganizowano 18 innych, mniejszych zgromadzeń.
W roku 1947 w Niemczech było 15 856 Świadków Jehowy. W tym też roku Nathan Knorr, Milton Henschel i Hayden C. Covington odwiedzili niemieckich współwyznawców, a w Stuttgarcie odbył się kongres pod hasłem „Rozrost wszystkich narodów” z udziałem około 7 tysięcy słuchaczy. W Karlsruhe otwarto małą drukarnię, gdzie wydawano publikacje religijne. W tym samym roku zakupiono plac w zachodnioniemieckim mieście Wiesbaden, gdzie wybudowano (kilkakrotnie potem powiększane) obiekty, służące jako Biuro Oddziału i drukarnia do 1984 roku. Biuro to stało się siedzibą stowarzyszenia Wachtturm Bibel- und Traktat-Gesellschaft, Deutscher Zweig e. V. nadzorującego działalność na obszarze Republiki Federalnej Niemiec.
Następny kongres odbył się w 1948 roku w Kassel, gdzie przez 4 tygodnie przygotowywano teren na potrzeby zgromadzenia. Na ten kongres przywiozło uczestników 17 specjalnych pociągów z całych Niemiec. Uczestniczyło w nim 23 150 osób, a 1200 zostało ochrzczonych. Był to największy od zakończenia II wojny światowej kongres Świadków Jehowy w Europie.
Po wojnie miasto Auerbach/Vogtland nazwało ulicę Alfreda Seltmanna (Seltmannstraße). Jako Świadek Jehowy został aresztowany przez gestapo, które nakazało mu wyrzeczenie się wiary. Gdy odmówił 28 kwietnia 1940 roku został wysłany do obozu koncentracyjnego Flossenbürg. Zmarł w obozie 4 stycznia 1945 roku. Pomimo zakazu działalności Świadków Jehowy w NRD nazwa ulicy została zachowana. W roku 1948 w mieście Taucha nazwano ulicę (Rudolf-Winkelmann-Straße) imieniem Rudolfa Winkelmanna, który zmarł kilka dni po wyzwoleniu obozu koncentracyjnego w Bergen-Belsen. W tamtym okresie imieniem Hildegard Blumstengel, która za prowadzenie działalności kaznodziejskiej została deportowana do obozu koncentracyjnego Ravensbrück, gdzie została uśmiercona, nadano ulicę w Penig (w Langenleuba-Oberhain). W okresie NRD nazwa ulicy została zmieniona.

### Niemiecka Republika Demokratyczna
W 1948 roku na terenie radzieckiej strefy okupacyjnej w Niemczech przeprowadzono referendum ludowe, w którym ludność strefy radzieckiej miała wypowiedzieć się, czy jest za stworzeniem odrębnego od części zachodniej, socjalistycznego państwa niemieckiego. Świadkowie Jehowy nie wzięli w nim udziału, co stało się bezpośrednim pretekstem do prześladowań tej grupy religijnej. W połowie 1949 roku na terenie radzieckiej strefy okupacyjnej w Niemczech działało około 17 tysięcy głosicieli. Pod koniec lat 40. XX wieku odzyskano budynki przedwojennego Biura Oddziału w Magdeburgu i wznowiono jego działalność. Jednak 30 sierpnia 1950 roku wtargnęła do Biura Oddziału policja i aresztowała pracowników. 31 sierpnia 1950 roku komunistyczne władze wprowadziły w NRD zakaz działalności Świadków Jehowy. Z powodu zakazu publikacje biblijne do NRD przemycano z zagranicy. Tajni kurierzy przywozili literaturę biblijną z Berlina Zachodniego. Nastąpiły aresztowania Świadków Jehowy.
Uwięziono 2891 głosicieli, w tym dzieci, 2202 z nich osadzono w więzieniach i obozach pracy, a około 500 poddano torturom. W więzieniach zmarło 62 mężczyzn i kobiet. Sądy skazały 12 osób na dożywocie, jednak później zmniejszono te wyroki do 15 lat więzienia. W następnych latach ogółem uwięziono w 231 różnych więzieniach ponad 5000 Świadków Jehowy, spośród których około 325 osób przeszło wcześniej przez nazistowskie więzienia i obozy koncentracyjne. Przez cały okres byli oni obserwowani przez Stasi.
W dniach 3 i 4 października 1950 roku przeprowadzono proces pokazowy przeciw dziewięciu Świadkom Jehowy zajmującym kierownicze stanowiska w związku religijnym. Akt oskarżenia odczytany w Sądzie Najwyższym NRD zarzucał oskarżonym, że są członkami „pozornie religijnej, ale w rzeczywistości przestępczej organizacji, będącej na żołdzie amerykańskich podżegaczy wojennych”, a także że „jako agenci amerykańskiego wywiadu dążą do stopniowego rozkładu naszego państwa, mając na celu jego unicestwienie”. Drugi proces pokazowy przeprowadzono w czerwcu 1951 roku. Po ogłoszeniu wyroków grupę oskarżonych otoczyło około 150 Świadków Jehowy obecnych na procesie. Uściskali oni skazanych i ku zaskoczeniu Sądu odśpiewali jedną z Pieśni Królestwa. W efekcie władze zaprzestały urządzać procesy pokazowe Świadków Jehowy.
Od roku 1979 zachodnioniemieccy współwyznawcy zaopatrywali głosicieli z NRD w specjalne publikacje w małym formacie. W latach 80. XX wieku działało w tym kraju (NRD) 20 704 głosicieli. W roku 1989 w ciągu zaledwie dwóch miesięcy zachodnioniemieckie Biuro Oddziału Towarzystwa Strażnica wysłało do samej NRD 275 ton literatury biblijnej, w tym 115 tysięcy egzemplarzy Pisma Świętego. 14 marca 1990 roku Świadkowie Jehowy na terenie NRD uzyskali osobowość prawną. Od 3 października tego samego roku prowadzili działalność już w zjednoczonych Niemczech.

### Niemcy Zachodnie

#### Koniec lat 40.
W 1948 roku liczba głosicieli w Niemczech Zachodnich wzrosła o 83%. Wzrost utrzymywał się w następnych latach: w roku 1949 zanotowano 33% (43 820 głosicieli); w roku 1950 – 23%, a w 1951 roku – 26% wzrostu. W roku 1949 publikacje Towarzystwa Strażnica zaczęto drukować w Wiesbaden. Kongresy odbyły się w Hanowerze, Düsseldorfie, Monachium i Berlinie Zachodnim. Deutsche Post wydała okolicznościowy stempel z okazji kongresu w Monachium.
W tym też roku do kraju przybyli pierwsi misjonarze, absolwenci Biblijnej Szkoły Strażnicy – Gilead, a w 1950 roku kolejnych 13 absolwentów tej szkoły.

#### Lata 50.
W roku 1950 zorganizowano kongresy pod hasłem „Rozrost Teokracji” we Frankfurcie nad Menem, Berlinie Zachodnim i Hamburgu. W latach 1951–1991 stacja radiowa w Berlinie Zachodnim nadawała wykłady biblijne przygotowane przez Świadków Jehowy.
W 1951 roku we Frankfurcie nad Menem zgromadzili się delegaci z 24 krajów na kongresie międzynarodowym pod hasłem „Czyste wielbienie” z udziałem ponad 47 tysięcy obecnych. Rok później zorganizowano 9 kongresów pod hasłem „Przyjmy ku dojrzałości” w różnych częściach RFN. W 1953 w Norymberdze odbył się kolejny kongres międzynarodowy pod hasłem „Społeczeństwo Nowego Świata” z udziałem delegatów z 62 krajów. Dodatkowy kongres odbył się w Berlinie Zachodnim. W 1955 roku w Norymberdze odbył się podobny kongres międzynarodowy pod hasłem „Tryumfujące Królestwo”, w którym uczestniczyło 107 423 osób. Delegaci ze Stanów Zjednoczonych i Kanady przybyli nań dwoma wynajętymi statkami (każdy po 700 osób) i 42 samolotami czarterowymi. Grupa 17 729 osób zgromadziła się dodatkowo w Berlinie Zachodnim w Waldbühne, gdzie dotarli delegaci z NRD.
W roku 1956 przekroczono w RFN liczbę 50 tysięcy głosicieli; latem tego samego roku brali oni udział w ogólnokrajowej kampanii rozpowszechniania czasopism. W tym samym roku kraj odwiedził N. Knorr.
W roku 1958 rozpowszechniono około 7 milionów egzemplarzy specjalnej rezolucji, a na 4 stadionach odbyły się kongresy międzynarodowe pod hasłem „Wola Boża”.

#### Lata 60.
Następny kongres, pod hasłem „Zjednoczeni wielbiciele” odbył się w lipcu 1961 roku w Hamburgu. Brało w nim udział 88 338 osób. W roku 1963 jedno ze zgromadzeń kongresu okołoziemskiego pod hasłem „Wiecznotrwała dobra nowina” zorganizowano w Monachium. Liczba obecnych wyniosła 107 164 osoby. Od początku lat 60. XX wieku powstawały zbory obcojęzyczne, najpierw w 1962 roku greckojęzyczny, dwa lata później włoskojęzyczny, a na początku lat 70. angielsko- i turecko-języczny (wrzesień 1973 r.) i zbór języka serbsko-chorwackiego (pierwszy zbór polskojęzyczny powstał w 1992 w Berlinie).
W sierpniu 1969 roku w Norymberdze odbył się kolejny kongres międzynarodowy, pod hasłem „Pokój na ziemi” z udziałem delegacji z 78 krajów. Zebrało się wówczas 150 645 osób, ochrzczono 5095 osób, sesje programu wygłoszono po niemiecku, chorwacku, grecku, holendersku i turecku, 40 specjalnych pociągów przywiozło około 48 tysięcy uczestników, a w czasie przerwy w specjalnych stołówkach-namiotach w ciągu godziny obsłużono 65 tysięcy osób. Od lat 60. XX wieku (do roku 1989) niemieckie Biuro Oddziału sprawowało nadzór nad współwyznawcami na Ukrainie, w Polsce i w innych krajach Europy Wschodniej, gdzie w tym czasie panował zakaz działalności.

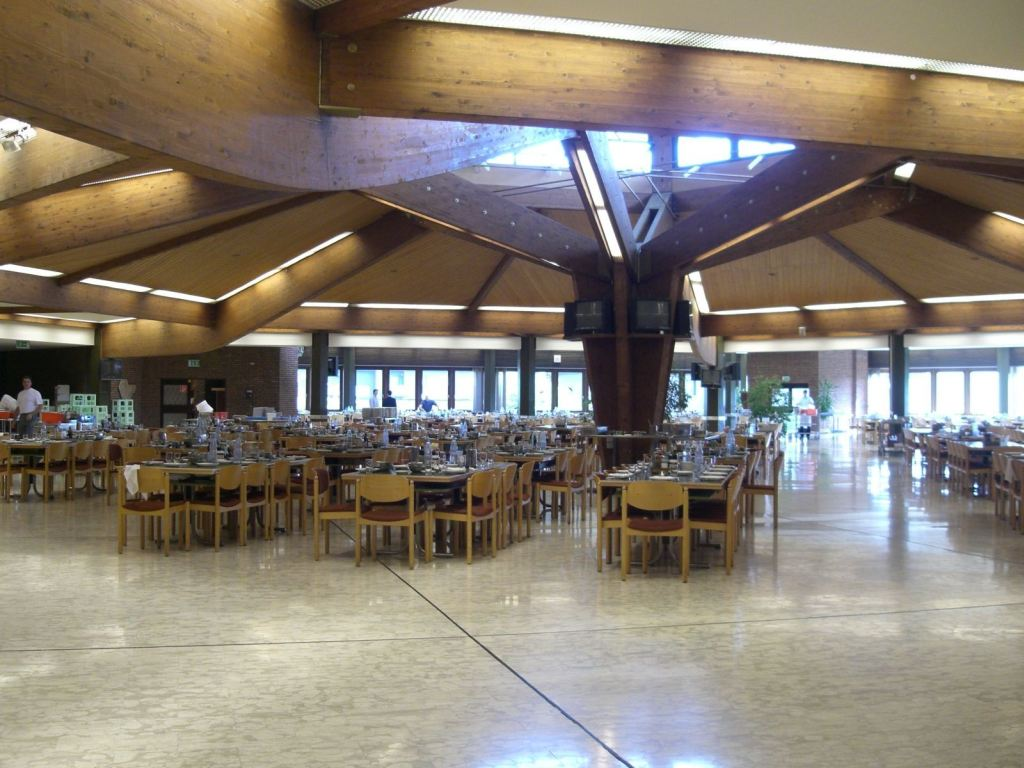
Jadalnia w Biurze Oddziału w Selters

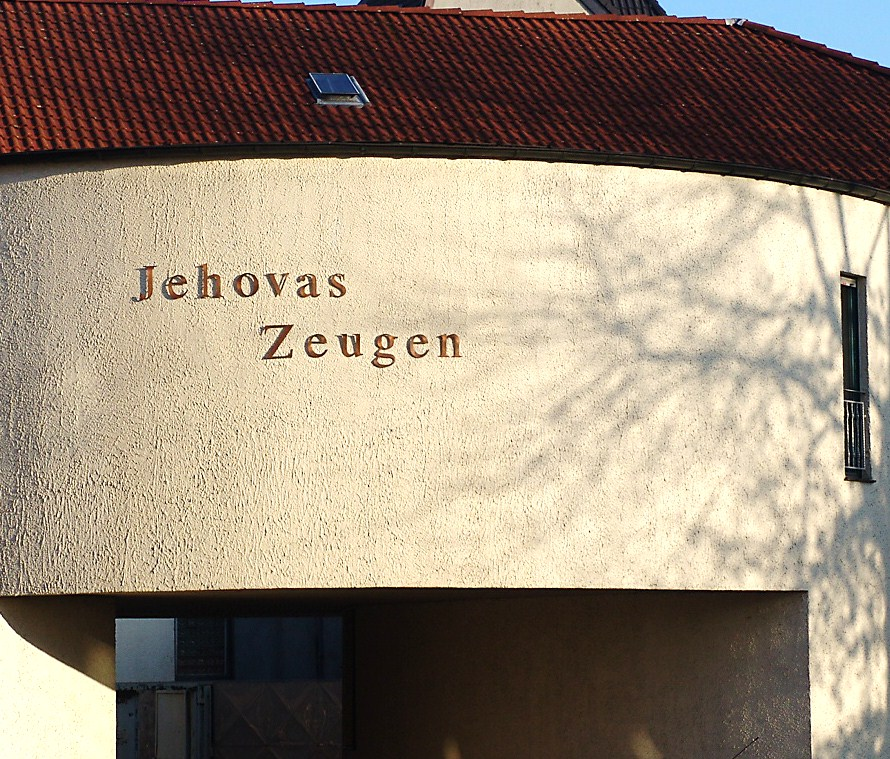
Sala Zgromadzeń w Essen

#### Lata 70.
Na początku lat 70. XX wieku w Berlinie Zachodnim otwarto pierwszą Salę Zgromadzeń w Niemczech Zachodnich. W roku 1972 wydano całe Pismo Święte w Przekładzie Nowego Świata w języku niemieckim. W roku 1973 odbyły się dwa kongresy międzynarodowe pod hasłem „Boskie zwycięstwo”, w Düsseldorfie i Monachium, na których obecnych było ponad 146 tysięcy delegatów z 75 krajów. W maju 1975 roku w RFN działało 100 351 głosicieli. W 1978 roku na kolejnych kongresach międzynarodowych pod hasłem „Zwycięska wiara” w Düsseldorfie i Monachium zebrało się 108 745 osób.
W 1979 roku nabyto 30-hektarową parcelę koło Selters. Została przeznaczona na budowę nowego kompleksu Biura Oddziału.

#### Lata 80.
Po pięciu latach budowy, 21 kwietnia 1984 roku odbyła się uroczystość otwarcia nowego Biura Oddziału wraz z drukarnią w Selters, w której udział wzięło 13 spośród 14 członków Ciała Kierowniczego, a uroczystości inauguracyjne odbyły się również na sześciu stadionach: w Berlinie Zachodnim, Essen, Frankfurcie, Friedrichshafen, Hamburgu, Hanowerze, Kolonii, Monachium, Münster, Norymberdze i Sindelfingen, gdzie były obecne 97 562 osoby. Na wykładach, które 22 kwietnia wygłosili w kilku Salach Zgromadzeń członkowie Ciała Kierowniczego, było obecnych 14 248 delegatów. Po rozbudowie w nowych obiektach pracowało ponad tysiąc wolontariuszy, co pozwalało na druk ponad 14 milionów czasopism miesięcznie w 54 językach oraz książek w 87 językach i ich wysyłkę do 78 krajów.
W grudniu 1981 roku utworzono w Niemczech filię Szkoły Gilead (pięć klas). Do połowy lat 80. XX wieku powstały kolejne Sale Zgromadzeń, dzięki czemu w 1986 roku wszystkie zgromadzenia obwodowe tamtejsi współwyznawcy zorganizowali we własnych obiektach.
W 1988 roku w Hamburgu nadano ulicy nazwę Karl-Reese-Weg, dla upamiętnienia Karla Resse, który jako Świadek Jehowy zginął w KL Sachsenhausen.

### Od zjednoczenia Niemiec

#### Lata 90.
W 1990 roku odbył się w Berlinie Zachodnim kongres międzynarodowy pod hasłem „Czysta mowa” z udziałem około 30 tysięcy delegatów z NRD (około 9,5 tysiąca przybyło 13 specjalnymi pociągami i około 200 autokarami), około 4,5 tysiąca delegatów z Polski oraz z Wielkiej Brytanii, Stanów Zjednoczonych i z 62 innych państw. Wzięło w nim udział łącznie ponad 44 tysiące osób. W tym samym roku liczba głosicieli w zjednoczonych Niemczech wynosiła 154 108. Od tego okresu ponad 1500 Greków powróciło do swego kraju, aby wesprzeć działalność kaznodziejską Świadków Jehowy w Grecji.
7 maja 1992 roku władze Berlina uroczyście nadały jednej z ulic miasta (w obecnej dzielnicy Charlottenburg-Wilmersdorf) imię Emmy Zehden (Emmy-Zehden-Weg). W okolicznościowym przemówieniu przedstawiciel władz niemieckich pochwalił jej odwagę i podał ją jako przykład jednej z wielu „zapomnianych ofiar” wojny. W październiku 2011 roku na ścianie domu Emmy Zehden przy Franzstraße 32 w Berlinie odsłonięta została tablica pamiątkowa. Jej imię nadano też jednej z ulic w mieście Lübbecke, miejscowości jej urodzenia.
13 sierpnia 1994 roku w Glauchau k. Drezna otwarto dziesiątą w kraju Salę Zgromadzeń, z 4 tysiącami miejsc – jest to największy tego typu obiekt Świadków Jehowy w Niemczech.
6 listopada 1996 roku w muzeum byłego obozu koncentracyjnego KL Ravensbrück odbyła się premiera filmu Niezłomni w obliczu prześladowań – Świadkowie Jehowy a hitleryzm. W ciągu dwóch lat urządzono 331 publicznych projekcji tego filmu, na które przybyło około 269 tysięcy osób. 7 grudnia 1996 roku otwarto w stolicy budynek administracyjny Świadków Jehowy.
W roku 1997 oraz w 2002 roku zorganizowano pomoc humanitarną dla poszkodowanych przez powódź.
27 stycznia 1998 roku, w czasie corocznego upamiętnienia dnia ofiar nazizmu, Muzeum Pamięci w obozie Sachsenhausen dedykowało ten dzień ofiarom będącym Świadkami Jehowy. Latem 1998 roku z udziałem prawie 218 tysięcy delegatów odbyły się kongresy międzynarodowe pod hasłem „Boża droga życia” w pięciu miastach: w Berlinie i Norymberdze (gdzie uczestniczyła polska delegacja) oraz w Monachium, Dortmundzie i Stuttgarcie.
W latach 90. XX wieku kilkutysięczne delegacje niemieckich Świadków Jehowy brały udział w kilku kongresach międzynarodowych w różnych częściach świata, m.in. w Polsce, na Węgrzech, na Ukrainie, w Czechach, Rosji, Stanach Zjednoczonych i we Francji.

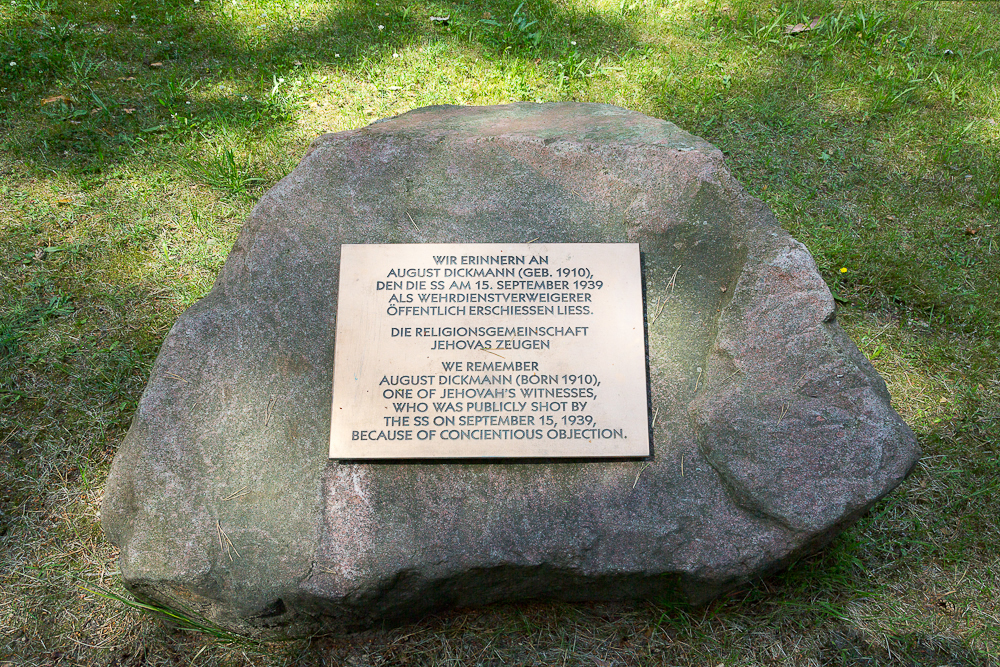
Tablica upamiętniająca śmierć Augusta Dickmanna w KL Sachsenhausen

W ciągu dekady od zjednoczenia Niemiec w nowych krajach związkowych wybudowano 123 Sale Królestwa i 2 Sale Zgromadzeń.
W roku 1997 we Frankfurcie nad Odrą nadano ulicy nazwę Hermann-Boian-Straße, dla upamiętnienia Hermana Boiana, który jako Świadek Jehowy zginął w KL Dachau. W 1999 roku władze Moers nazwały jedną z ulic (Franz-Saumer-Weg) od nazwiska Świadka Jehowy zamordowanego 24 września 1942 roku w Ravensbrück. 18 września 1999 roku Brandenburska Fundacja Miejsc Pamięci upamiętniła tablicą pamiątkową ponad 890 Świadków Jehowy więzionych w Sachsenhausen; tablicę umieszczono na zewnętrznej ścianie dawnego obozu koncentracyjnego. Dodatkowo postawiono kamień pamiątkowy upamiętniający śmierć Augusta Dickmanna. Na znajdującej się na kamieniu tablicy znalazły się słowa: Ku Pamięci Augusta Dickmanna (ur. 1910), będącego Świadkiem Jehowy, zastrzelonego przez SS podczas publicznej egzekucji dn. 15 września 1939 r.

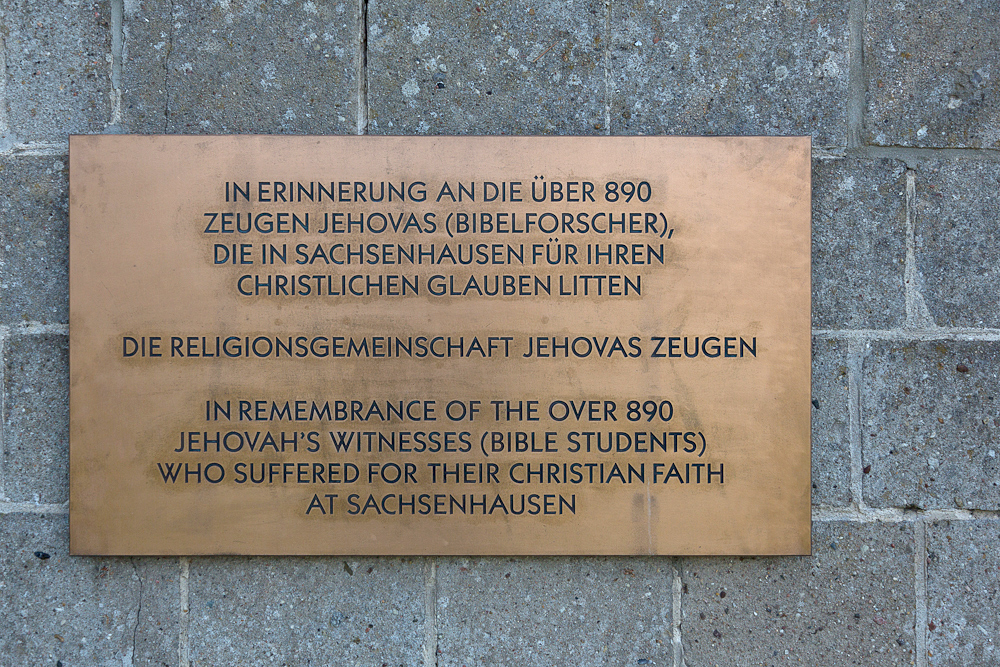
Tablica pamiątkowa upamiętniająca około 890 Świadków Jehowy z hitlerowskiego obozu KL Sachsenhausen

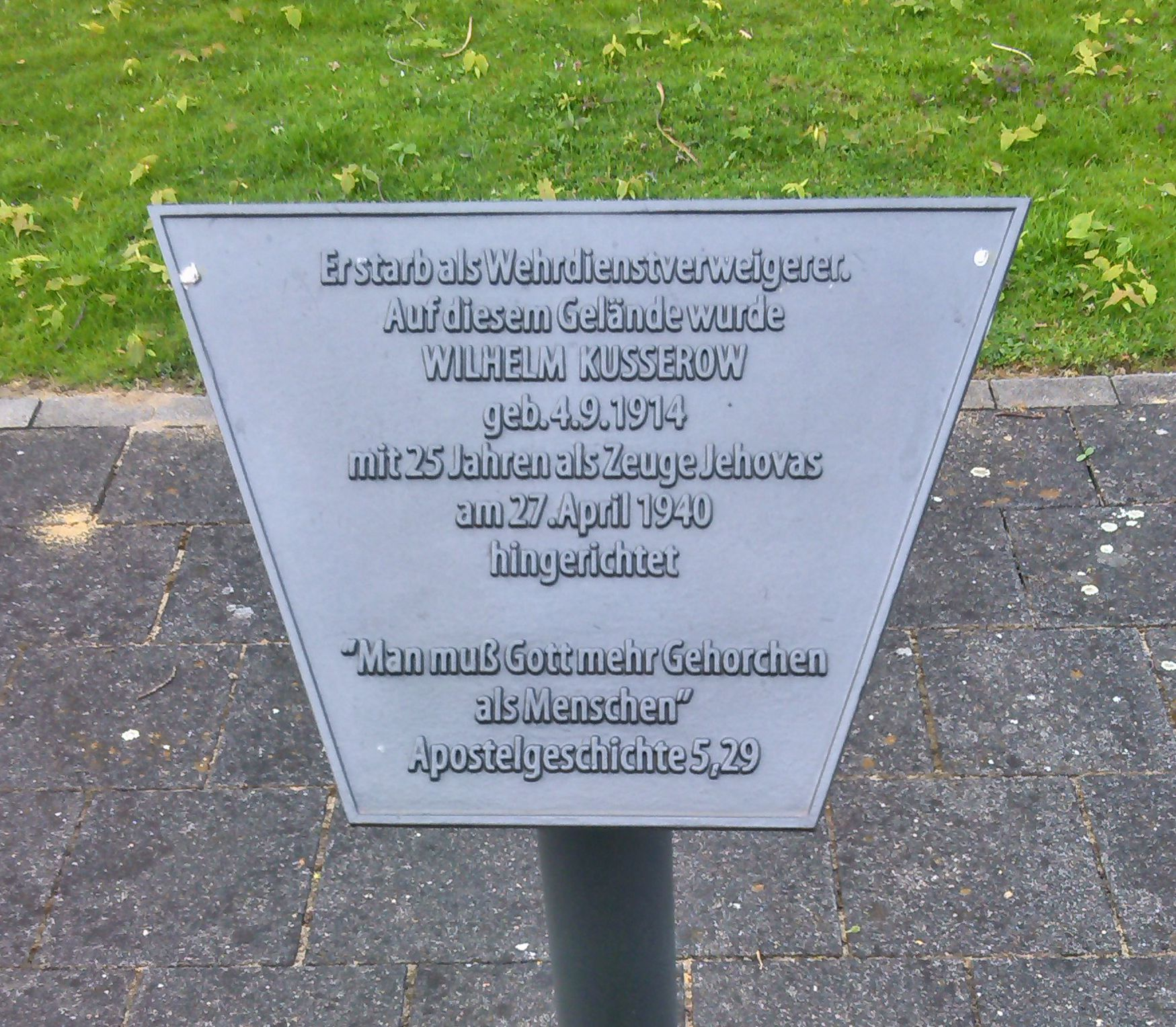
Tablica w Münster, upamiętniająca Wilhelma Kusserowa – straconego 27 kwietnia 1940 roku

### Od 2000

#### 2000–2009
W 2001 roku zostało rozbudowane Biuro Oddziału w Selters. 9 maja 2002 roku na terenie KL Buchenwald odsłonięto tablicę upamiętniającą Świadków Jehowy, którzy cierpieli w tamtejszym hitlerowskim obozie koncentracyjnym. W tym samym roku na miejscu egzekucji Wilhelma Kusserowa w Münster odsłonięto tablicę pamiątkową. Rok później wydano w j. niemieckim i angielskim specjalną broszurę Fioletowe trójkąty – zapomniane ofiary nazizmu, którą rozpowszechniano również na zorganizowanych wystawach pod tym samym tytułem (odbyły się one w roku 1998 i w 2002), które obejrzało przeszło 600 000 osób. Wystawy były prezentowane w Muzeach Pamięci byłych obozów koncentracyjnych w Mauthausen, Moringen, Neuengamme, Buchenwaldzie, Sachsenhausen i Bergen Belsen, jak również w ośrodkach edukacyjnych i innych instytucjach edukacyjnych. Największe z nich odbyły się m.in. w Hamburgu, Hannowerze, Stuttgarcie, Wewelsburgu i Frankfurcie nad Menem. Również władze lokalne poszczególnych miast honorowały poszczególnych Świadków Jehowy za ich niezłomną postawę w czasach nazizmu. Na przykład na początku 2004 roku w Lörrach, gdy oddano do użytku nową Salę Królestwa, w uznaniu postawy małżeństwa Anny Marii i Oskara Denzów, Świadków Jehowy, którzy zginęli w obozach koncentracyjnych w Ravensbrück i Mauthausen, ulicę, przy której ona powstała, rada miejska przemianowała na Denzstraße – ulicę Denzów. W Zwingenbergu nadano ulicy nazwę Hans-Gärtner-Weg, dla upamiętnienia Hansa Gärtnera, który jako Świadek Jehowy zginął w KL Dachau. W 2004 roku władze miasta Erlangen jedną z ulic nazwały (Gustav-Heyer-Weg) od nazwiska Gustava Heyera, który w ramach akcji T-4 został deportowany na zamek Hartheim i uśmiercony 20 stycznia 1942 roku. 5 kwietnia 2005 roku imieniem Heinricha Kurlbauma nazwano jedną z ulic (Heinrich-Kurlbaum-Weg) w Minden, który został stracony 15 maja 1944 roku ze względu na sprzeciw sumienia wobec nazizmu. W tym samym czasie w Meerbeck jedną z ulic (Franz-Saumer-Weg) nazwano od imienia Franza Saumera, który został stracony 4 lutego 1944 roku za sprzeciw sumienia.

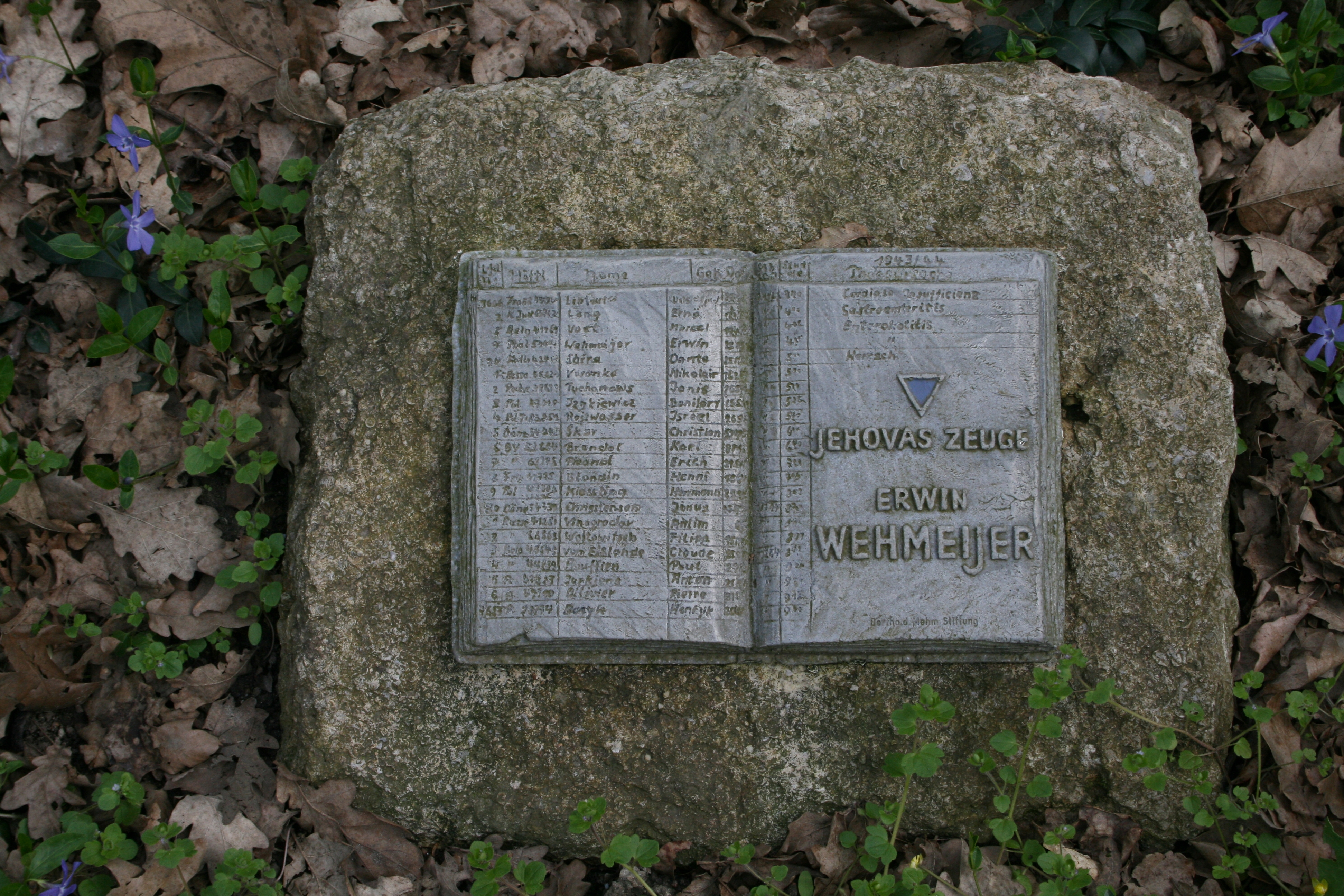
Pamiątkowy kamień informujący o Erwinie Wehmeijerze, ofiarze KL Neuengamme

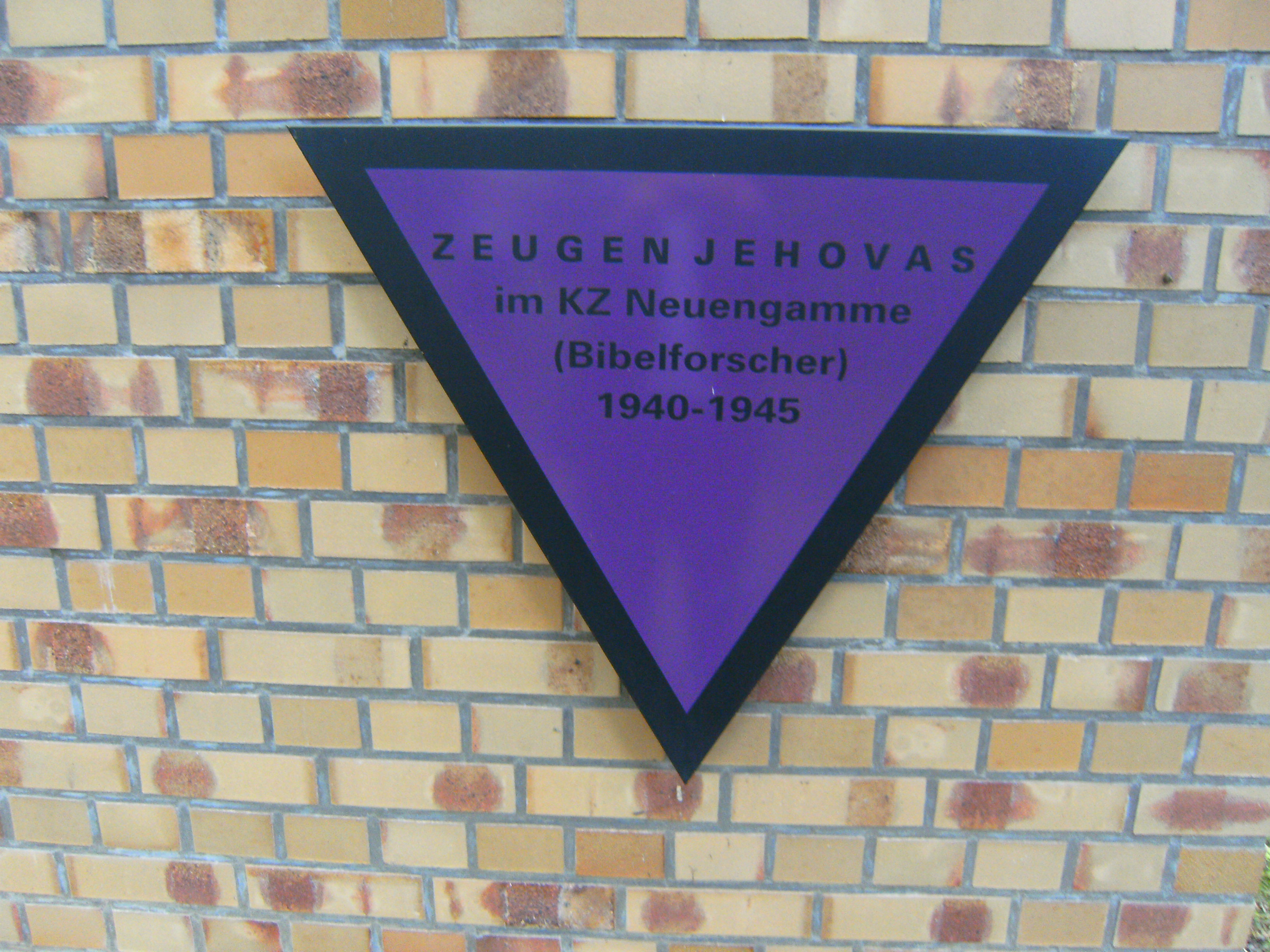
Tablica pamiątkowa, informująca o pobycie Świadków Jehowy w obozie hitlerowskim KL Neuengamme

Latem 2006 roku odbyły się kongresy międzynarodowe pod hasłem „Wyzwolenie jest blisko!” we Frankfurcie nad Menem, Hamburgu, Lipsku i Monachium.
W kwietniu 2006 roku w obozie koncentracyjnym KL Neuengamme odsłonięto tablicę, upamiętniającą cierpienia i śmierć Świadków Jehowy prześladowanych w tym obozie za wiarę, oznaczonych fioletowym trójkątem. 27 sierpnia 2006 roku na terenie tego samego byłego obozu koncentracyjnego odsłonięto kamień pamiątkowy, upamiętniający Erwina Wehmeijera – Świadka Jehowy, który 2 grudnia 1944 roku zginął w tym obozie. 9 października tego samego roku w Schleusegrund-Langenbach uroczyście odsłonięto tablicę pamiątkową Bertholda Mehma – Świadka Jehowy, który zginął w obozie koncentracyjnym KL Oranienburg.
Latem 2009 roku kongresy międzynarodowe pod hasłem „Czuwajcie!” odbyły się: w Berlinie (ponad 47 tysięcy obecnych) w Monachium, Frankfurcie n. M., Düsseldorfie, Dortmundzie i Hamburgu.

#### 2010–2019
- 2010:

Działalność kaznodziejską prowadziło 165 568 głosicieli.
- 2011:

Pod koniec roku do kraju przybyli misjonarze ze 131. klasy Szkoły Gilead. W działalności kaznodziejskiej uczestniczyło 165 384 głosicieli, a na uroczystość Wieczerzy Pańskiej (Pamiątkę) przybyło 272 867 osób.
- 2012:

21 kwietnia na terenie obozu w Ravensbrück odsłonięto tablicę upamiętniającą Świadków Jehowy – ofiary nazizmu. Jest to piąta taka tablica umieszczona na terenie byłego obozu koncentracyjnego – po Neuengamme, Sachsenhausen, Dachau i Buchenwald.
- 2013:

22 lutego Mathilde Hartl, będąca Świadkiem Jehowy, otrzymała z rąk premiera Bawarii Horsta Seehofera Order Zasługi Republiki Federalnej Niemiec. 23 czerwca w miejscowości Lautertal-Reichenbach odsłonięto pomnik Maxa Liebstera, Świadka Jehowy, który ponad pięć lat był więziony w hitlerowskich obozach koncentracyjnych.
- 2014:

Wiosną Świadkowie Jehowy w Niemczech zorganizowali pomoc humanitarną dla współwyznawców poszkodowanych przez powódź na Bałkanach. Od 23 do 25 maja zorganizowano dni otwarte pod hasłem „30 lat w Selters”, na które przybyło ponad 3000 gości.
W dniach 18–20 lipca we Frankfurcie n. Menem odbył się kongres międzynarodowy pod hasłem „Szukajmy najpierw Królestwa Bożego!”. 16 września dla upamiętnienia 75. rocznicy egzekucji Augusta Dickmanna na placu apelowym, w miejscu, gdzie znajduje się poświęcony jego pamięci kamień z płytą pamiątkową, Brandenburska Fundacja Miejsc Pamięci urządziła specjalną uroczystość. Główną jej częścią był wykład dyrektora Miejsca Pamięci KL Neuengamme dr Detlefa Garbe pt. „Rozstrzelanie Augusta Dickmanna jako symboliczne wydarzenie w historii Świadków Jehowy w Trzeciej Rzeszy”. Zostały również przedstawione wspomnienia byłych więźniów obozu. Ze strony Świadków Jehowy przedstawicielem był Walter Köbe, członek Komitetu Oddziału Świadków Jehowy w Niemczech. W całym kraju działało około 166 tysięcy głosicieli.
- 2015:

16 kwietnia Andreas i Jorim Bonk, Świadkowie Jehowy, zostali odznaczeni specjalnym medalem Lebensrettungsmedaille des Landes Baden-Württemberg za uratowanie życia trzem amerykańskim żołnierzom uwięzionym w płonącym samochodzie.
9 maja z okazji wizyty przedstawiciela Biura Głównego Świadków Jehowy był tłumaczony na 11 języków i transmitowany do Sal Zgromadzeń specjalny program, z którego skorzystało 2797 zborów w Niemczech, Austrii, Liechtensteinie, Luksemburgu i Szwajcarii. Wykładu, który przedstawił członek Ciała Kierowniczego Mark Sanderson, wysłuchało około 215 000 osób.
W lipcu delegacja Świadków Jehowy z Niemiec brała udział w kongresie specjalnym pod hasłem „Naśladujmy Jezusa!” w Gandawie w Belgii.
Od sierpnia 2015 roku Świadkowie Jehowy w Niemczech podejmują szczególną działalność kaznodziejską wśród uchodźców.
- 2016:

W ciągu 9 miesięcy 2016 roku utworzono 229 grup obcojęzycznych i pilotażowych, a około 800 głosicieli uczestniczy w około 30 kursach językowych w 13 językach. W okresie od maja do lipca 2016 roku zorganizowano specjalną kampanię głoszenia dla uchodźców i imigrantów. Około 700 arabskojęzycznych głosicieli z 7 krajów przyjechało, żeby głosić osobom mówiącym po arabsku. Rozpowszechnili oni przeszło 30 tysięcy publikacji. Zorganizowano kongres regionalny pod hasłem „Lojalnie trwajmy przy Jehowie!” w języku arabskim, na którym obecnych było ponad 1600 osób z 43 krajów (w tym 25% osób niebędących Świadkami Jehowy). W sierpniu delegacja Świadków Jehowy z Niemiec brała udział w kongresie specjalnym pod hasłem „Lojalnie trwajmy przy Jehowie!” w holenderskim Utrechcie.
Świadkowie Jehowy byli tematem 71. Rocznicy Wyzwolenia Więzienia Brandenburg-Görden, która odbyła się 24 kwietnia 2016 roku. Spośród około 2000 ofiar tego więzienia, 127 to Świadkowie Jehowy.
We wrześniu i październiku zorganizowano specjalną kampanię, w której Świadkowie Jehowy udostępniali wydane w języku romani materiały biblijne Sinti i Romom. W Salach Królestwa zorganizowano specjalne zebrania z wykładami publicznymi przedstawianymi w używanej w Niemczech odmianie języka romani. W wyniku kampanii grupy Sinti i Romów rozpoczęły studium Biblii. Od maja do października około 800 Świadków Jehowy, uczestniczących ochotniczo w świadczeniu z wózkami na terenach wielkomiejskich, brało również udział w specjalnej kampanii w około 60 miejscach w północnych Niemczech.
- 2017:

W maju zorganizowano specjalną ogólnokrajową kampanię ewangelizacyjną. W jeden weekend przeszło 20 000 głosicieli prowadziło działalność kaznodziejską na ponad 11 000 terenów, zamieszkanych przez jakieś 3 miliony osób. W grudniu 2017 roku Adiza Yacoubou wygrała nagrodę w konkursie historycznym Prezydenta Niemiec. W filmie przypomina losy dwóch Świadków Jehowy z Bremy, którzy z powodu swej wiary byli prześladowani w okresie nazizmu, kolejną nagrodę otrzymała Angelia Pouillon za opis prześladowań Świadków Jehowy przez Stasi w latach 1960–1980 w Prenzlau.
- 2018:

W maju zorganizowano specjalną ogólnokrajową kampanię ewangelizacyjną uczestniczyło w niej około 32 000 głosicieli.
Od 26 września 2018 roku do 6 stycznia 2019 roku w Centrum Dokumentacji i Edukacji o Historii Narodowego Socjalizmu w Monachium miała miejsce wystawa, która miała zwiększyć świadomość społeczną dotyczącą przeżyć Świadków Jehowy w czasach nazizmu. Od 22 kwietnia do 30 września 2018 roku w Muzeum – Miejsce Pamięci Ravensbrück miała miejsce wystawa „Zakazani i prześladowani. Świadkowie Jehowy w obozie koncentracyjnym Ravensbrück i w więzieniach w NRD”.
W lipcu w ukraińskim Lwowie odbył się kongres specjalny pod hasłem „Bądź odważny!” z udziałem delegacji z Niemiec.
Od 27 września 2018 do 6 stycznia 2019 roku w Monachium prezentowano wystawę pt. „Prześladowanie Świadków Jehowy w Monachium 1933-1945”.
- 2019:

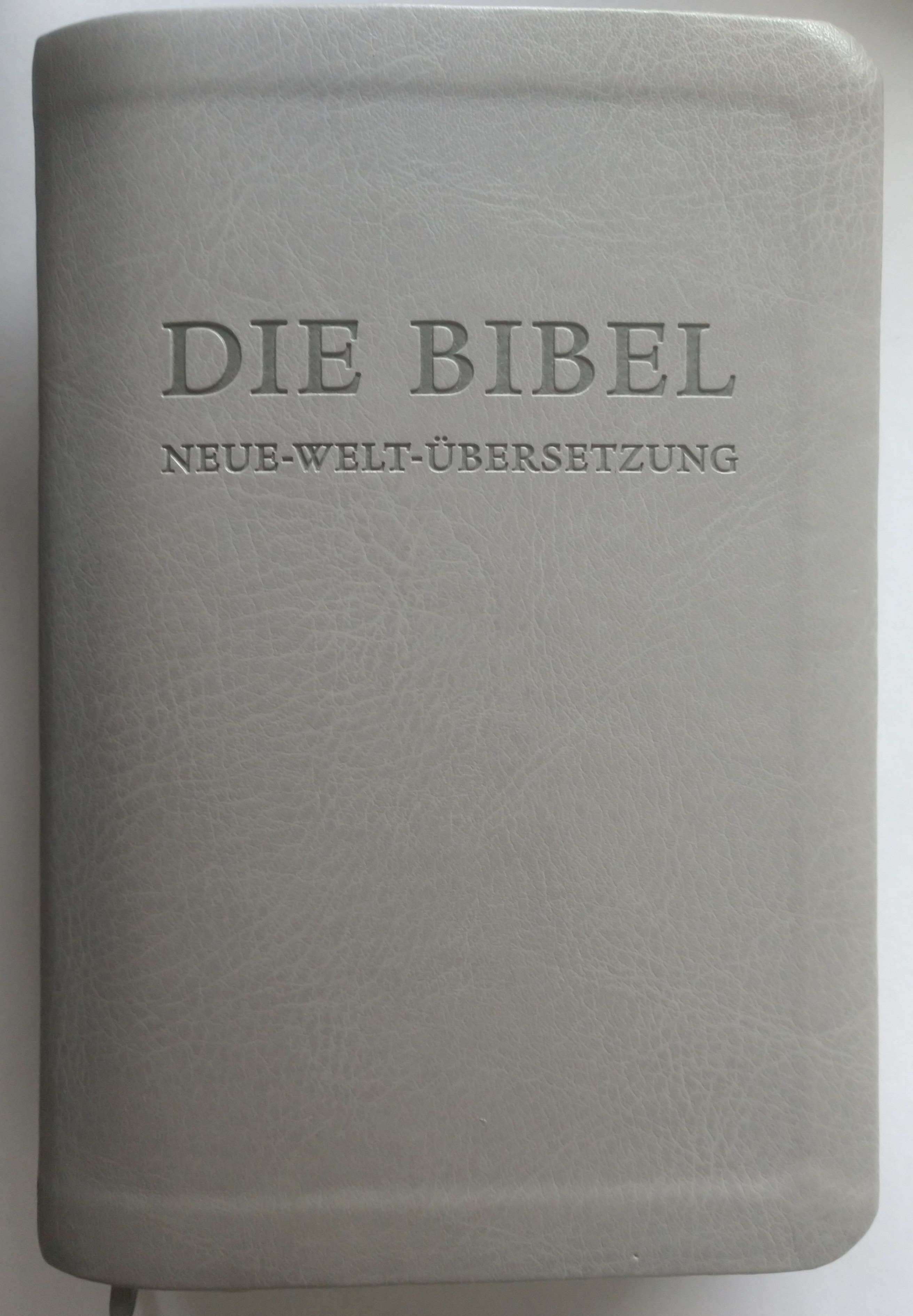
Pismo Święte w Przekładzie Nowego Świata (wyd. zrewid.) w j. niemieckim wydano w 2019

2 lutego w Selters członek Ciała Kierowniczego Gerrit Lösch ogłosił wydanie Pisma Świętego w Przekładzie Nowego Świata opartego na angielskim wydaniu zrewidowanym z 2013 roku (Chrześcijańskie Pisma Greckie w Przekładzie Nowego Świata (Nowy Testament) w j. niemieckim wydano w roku 1961, a cały przekład w 1971 roku). Program obejrzało 171 540 osób w Niemczech, Austrii, Liechtensteinie, Luksemburgu i Szwajcarii. W latach 1971–2019 wydrukowano około 5 600 000 egzemplarzy „Pisma Świętego w Przekładzie Nowego Świata” w języku niemieckim, którym posługuje się ponad 160 000 głosicieli na świecie.
W dniach od 14 do 16 czerwca w Berlinie odbył się kongres międzynarodowy pod hasłem „Miłość nigdy nie zawodzi!” z udziałem 37 115 osób, w tym ponad 5000 zagranicznych delegatów z przeszło 30 krajów (w tym z Polski). Delegacje z Niemiec uczestniczyły w kongresie międzynarodowym w Danii, Filipinach, Francji, Grecji, Południowej Afryce, Polsce i Stanach Zjednoczonych. Od 31 sierpnia do 26 października 2019 roku głosiciele z 19 krajów wzięli udział w specjalnej kampanii głoszenia osobom arabskojęzycznym.
Od 2 października 2019 roku w kilku miastach Niemiec rozpoczęto przedstawianie objazdowej wystawy pt. „Świadkowie Jehowy w obozie koncentracyjnym Ravensbrück i więzieniach NRD” (seria wystaw zorganizowano również w roku 2023).

#### Od 2020 roku
- 2020:

19 kwietnia z okazji obchodów 75 rocznicy wyzwolenia obozu koncentracyjnego Ravensbrück, przedstawiono wykład „Fioletowy trójkąt jako symbol cierpienia i nadziei – Polskie więźniarki będące Świadkami Jehowy w KL Ravensbrück”.
W czerwcu upamiętniono Świadków Jehowy którzy należeli do pierwszych więźniów obozu koncentracyjnego w Dachau. Z powodu pandemii COVID-19 uroczystość odbyła się online.
- 2021:

27 stycznia landtag Badenii-Wirtembergii, podczas dorocznej uroczystości upamiętniającej ofiary nazizmu skupił się na Świadkach Jehowy. Z powodu pandemii COVID-19 uroczystość odbyła się online. Obejrzało ją ponad 37 000 osób z Austrii, Holandii, Niemiec i Szwajcarii, a w późniejszym czasie nagranie odtworzyło sobie około 78 000 widzów.
W lipcu zorganizowano pomoc humanitarną dla poszkodowanych przez powódź w zachodniej części Niemiec. 18 grudnia Dirk Grundmann ze środkowoeuropejskiego Komitetu Oddziału, ogłosił w nagranym wcześniej przemówieniu wydanie Ewangelii według Mateusza i według Jana w Przekładzie Nowego Świata w niemieckim języku migowym. W związku z pandemią COVID-19 zorganizowano specjalne zebranie w trybie wideokonferencji. Uczestniczyło w nim około 800 osób. W 2021 roku w 11 zborach i 21 grupach niemieckiego języka migowego działało 571 głosicieli. Te dwie ewangelie to pierwsze księgi biblijne przetłumaczone w całości na ten język.
- 2022:

Wydano Pismo Święte w Przekładzie Nowego Świata w niemieckim alfabecie Braille’a.
W październiku Świadkowie Jehowy w Niemczech zorganizowali akcję pomocy, dostarczając ponad 24 tony 36 000 ciepłych ubrań i 6500 par obuwia dla Świadków Jehowy na Ukrainie przebywających na szczególnie dotkniętych obszarach. Zorganizowano pomoc dla ponad 8500 uchodźców z Ukrainy przybyłych do Niemiec, podczas inwazji Rosji na Ukrainę.
4 października w berlińskim muzeum Topografia Terroru przedstawiono cykl wykładów na temat prześladowań i oporu Świadków Jehowy w Europie rządzonej przez nazistów.
- 2023:

9 marca po zakończeniu zebrania w Sali Królestwa w Hamburgu uzbrojony napastnik otworzył ogień do obecnych. Zginęło 7 osób, a 9 zostało rannych. 25 marca odbyły się uroczystości pogrzebowe ofiar.
22 kwietnia w obozie koncentracyjnym Flossenbürg odsłonięto tablicę upamiętniającą Świadków Jehowy, którzy tam zginęli.
2 lipca Dirk Ciupek, członek środkowoeuropejskiego Komitetu Oddziału na specjalnym spotkaniu w Selters ogłosił wydanie Biblii – Ewangelii według Mateusza w języku kurdyjskim (kurmandżi). W Niemczech działa 13 grup tego języka. 6 lipca grupa 15 młodych Świadków Jehowy z Kassel otrzymała pierwszą nagrodę w konkursie z okazji 10-lecia Stolpersteine w Kassel, za projekt o postawie Wilhelmine Pötter, która zmarła w wyniku nazistowskich prześladowań za wiarę.
15 grudnia za wysiłki mające na celu zachowanie pamięci o okrucieństwach nazistowskiej dyktatury oraz o ludziach, którzy sprzeciwiali się propagowanej przez nią ideologii nienawiści i przemocy, Orderem Zasługi Republiki Federalnej Niemiec została nagrodzona Simone Arnold Liebster.
- 2024:

15 września w Miejscu Pamięci i Muzeum Sachsenhausen w Oranienburgu otwarto 3-miesięczną wystawę czasową „Niezłomni w obliczu prześladowań — Świadkowie Jehowy a hitleryzm”. Zbiegła się w czasie z 85. rocznicą egzekucji Augusta Dickmanna.
Delegacje z Niemiec brały udział w kongresach specjalnych pod hasłem „Głośmy dobrą nowinę!” w Czechach, we Francji, na Gwadelupie, w Stanach Zjednoczonych i w Szwajcarii.
Ponad 200 niemieckich misjonarzy Szkoły Gilead usługuje na wszystkich kontynentach. W Niemczech Świadkowie Jehowy organizują kursy językowe od początku lat 70. XX wieku – uczono na nich 9 języków i w sumie przeszkolono ponad tysiąc głosicieli, którzy współpracują ze zborami obcojęzycznymi. Zebrania religijne przeprowadza się w blisko 50 językach, w 883 Salach Królestwa, a kongresy – w 26 językach. Comiesięczne programy radiowe Świadków Jehowy są emitowane przez stacje radiowe Bayern 2 oraz NDR 2. Publiczna działalność kaznodziejska prowadzona jest również na ulicach, w portach oraz na parkingach.

#### Środkowoeropejskie Biuro Oddziału

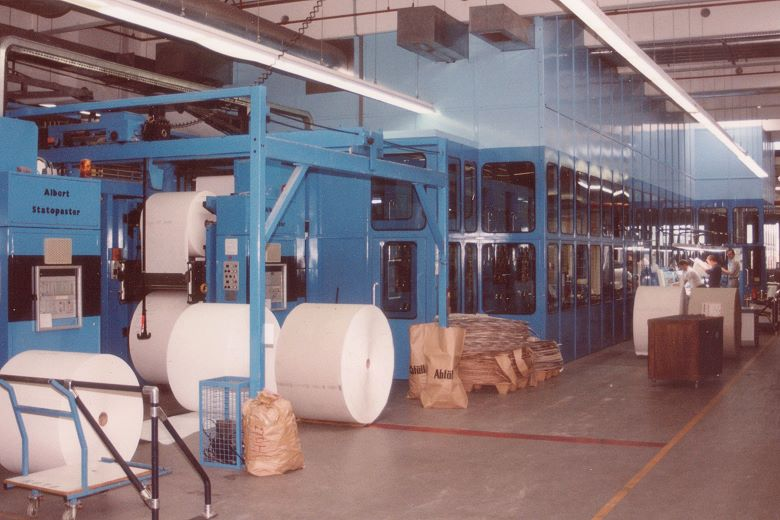
Drukarnia w Biurze Oddziału w Selters

Biuro Oddziału w Selters nadzoruje działalność ponad 215 tysięcy głosicieli w Niemczech, Austrii, Liechtensteinie, Luksemburgu i Szwajcarii, którzy posługują się ponad 50 językami.
W Niemczech znajduje się druga co do wielkości na świecie (po Stanach Zjednoczonych) drukarnia Towarzystwa Strażnica, wraz z Działem Tłumaczeń. Drukuje ona literaturę biblijną w ponad 200 językach rozsyłaną do ponad 25 000 zborów w ponad 80 krajach. W Środkowoeuropejskim Biurze Oddziału w Selters działa również Regionalny Zespół Wideo. W Biurze Oddziału usługuje około 3000 wolontariuszy (w tym ochotników na oddaleniu) z ponad 35 narodowości. Biuro współpracuje z 22 Biurami Oddziałów w Europie, które nadzorują transgraniczne obwody obcojęzyczne w 19 językach w 26 krajach. W roku 2022 powołano w nim Dział do spraw Wolności Wyznania, który „koordynuje starania Świadków Jehowy związane z obroną ich prawa do wielbienia Boga w Europie”. Biuro Oddziału jest otwarte dla zwiedzających. Prezentowana w nim wystawa przedstawia historię Świadków Jehowy w Austrii, Niemczech, Liechtensteinie, Luksemburgu i Szwajcarii.

## Status prawny
Po zjednoczeniu Niemiec w roku 1990 Świadkowie Jehowy rozpoczęli starania o uznanie ich organizacji za stowarzyszenie prawa publicznego. Najpierw obszar działalności związku religijnego zarejestrowanego 14 marca 1990 roku w NRD rozciągnięto na całe Niemcy. Następnie proces uzyskania statusu stowarzyszenia prawa publicznego rozpoczęto od złożenia wniosku o zarejestrowanie związku wyznaniowego Jehovas Zeugen in Deutschland (Świadkowie Jehowy w Niemczech) w Berlinie, gdzie Świadkowie Jehowy posiadali adres urzędowy. Uzyskanie pozytywnej decyzji było konieczne do rozpoczęcia starań o nadanie statusu prawnego w 15 pozostałych niemieckich landach. Dopiero 24 marca 2005 roku po rozprawie sądowej Wyższy Sąd Administracyjny w Berlinie nakazał nadanie statusu Świadkom Jehowy, a 13 czerwca 2006 roku władze miasta oficjalnie uznały ten związek wyznaniowy za stowarzyszenie prawa publicznego. Siedziba związku wyznaniowego znajdowała się w Berlinie przy Grünauer Str. 104.
Zakończenie rejestracji w Berlinie umożliwiło złożenie wniosków w pozostałych 15 landach. Do 2009 roku wnioski zostały przyjęte w 11 landach. W następnych latach wnioski przyjmowały kolejne landy. 21 grudnia 2015 roku wniosek został przyjęty przez kraj związkowy Brema. 27 stycznia 2017 roku, jako ostatni land, status prawny organizacji prawa publicznego nadała Świadkom Jehowy Nadrenia Północna-Westfalia. Decyzja ta oznacza, że po ponad 26 latach starań Świadkowie Jehowy w Niemczech uzyskali taki sam najwyższy status prawny, jaki mają inne główne związki wyznaniowe. Dla Świadków Jehowy oznacza również uproszczenie procedur administracyjnych, związanych z mianowaniem starszych, rejestracją poszczególnych zborów, składaniem corocznych obowiązkowych sprawozdań, zwrotem podatku czy nabywaniem nieruchomości. Status krajowy oznacza również urzędowe uznanie za jedną z głównych religii w Niemczech.

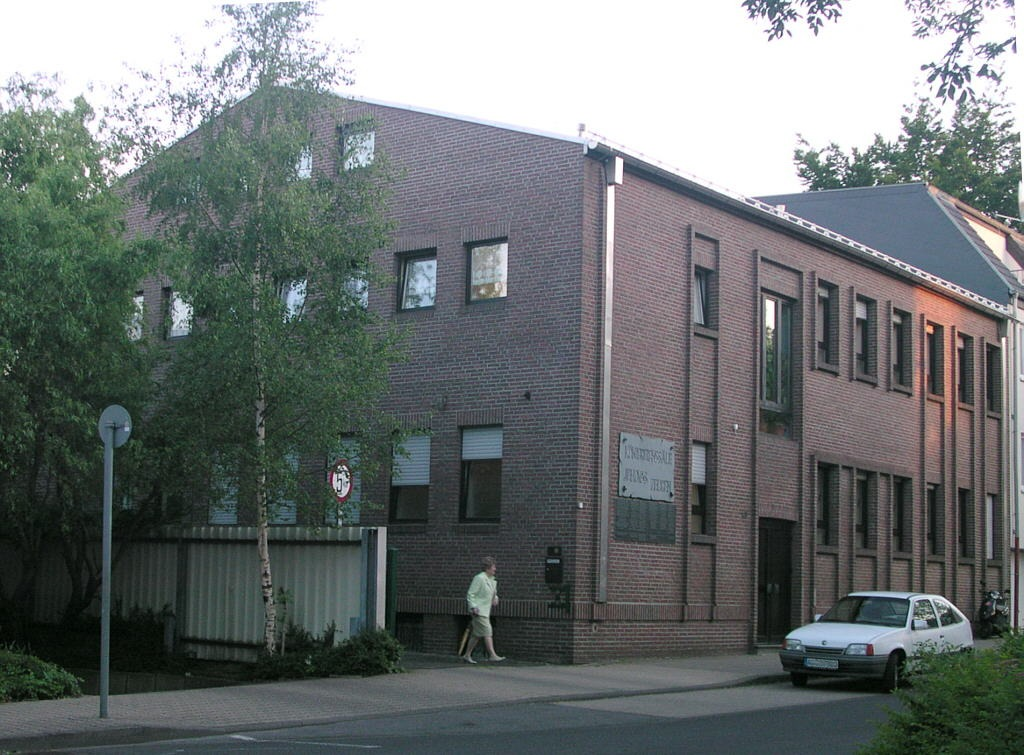
Sala Królestwa w Akwizgranie...
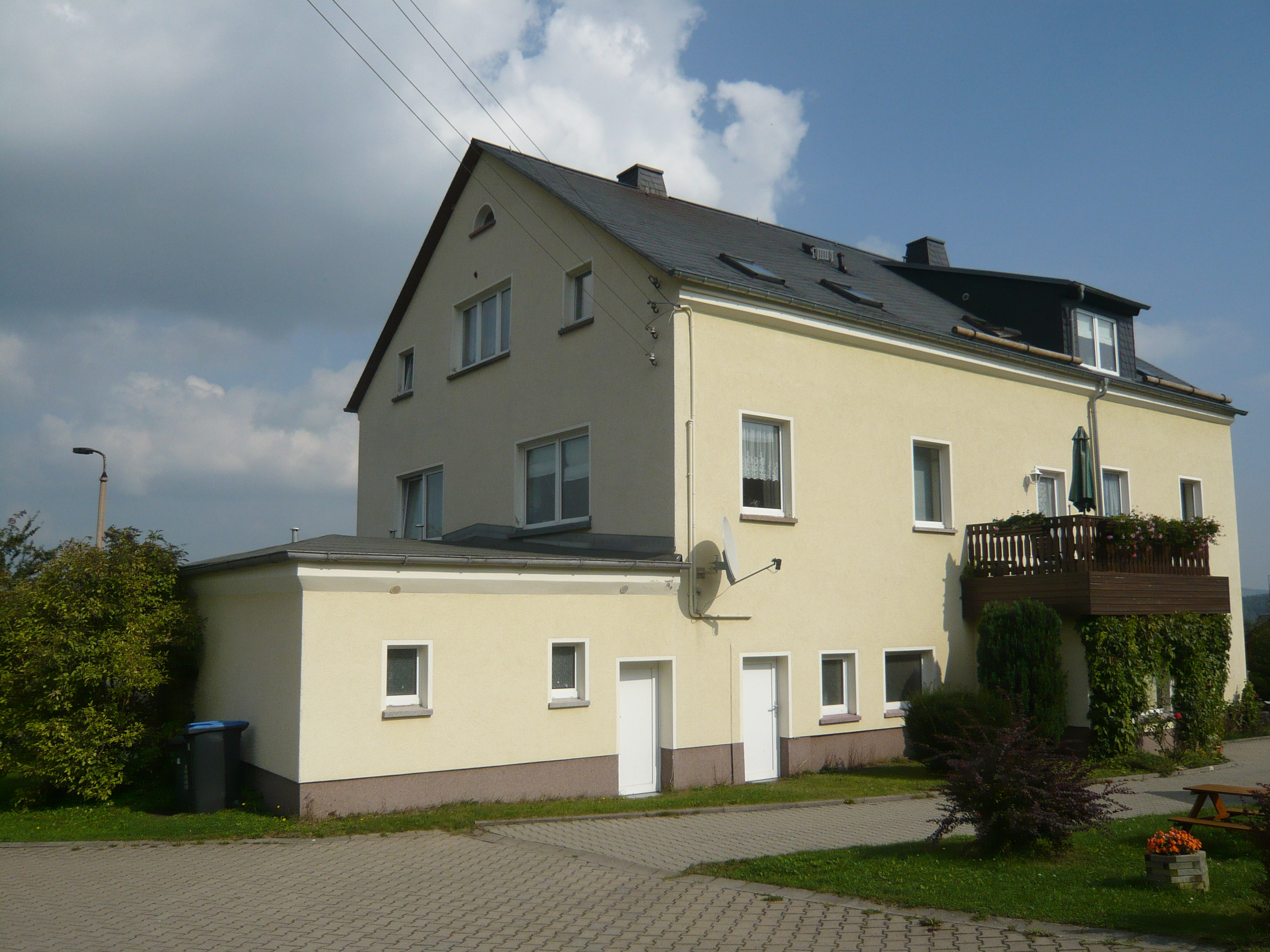
... w Aue...
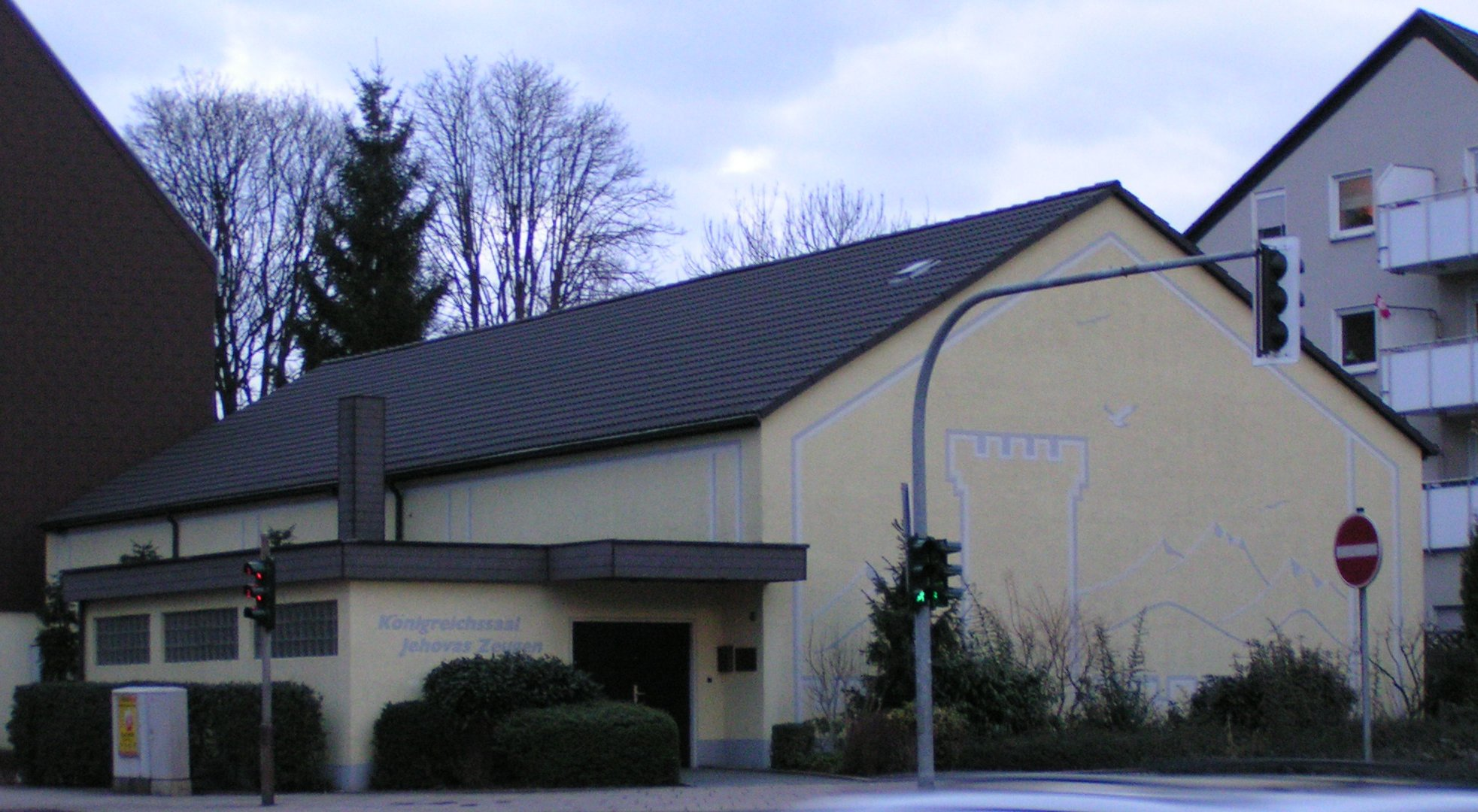
... w Bochum...
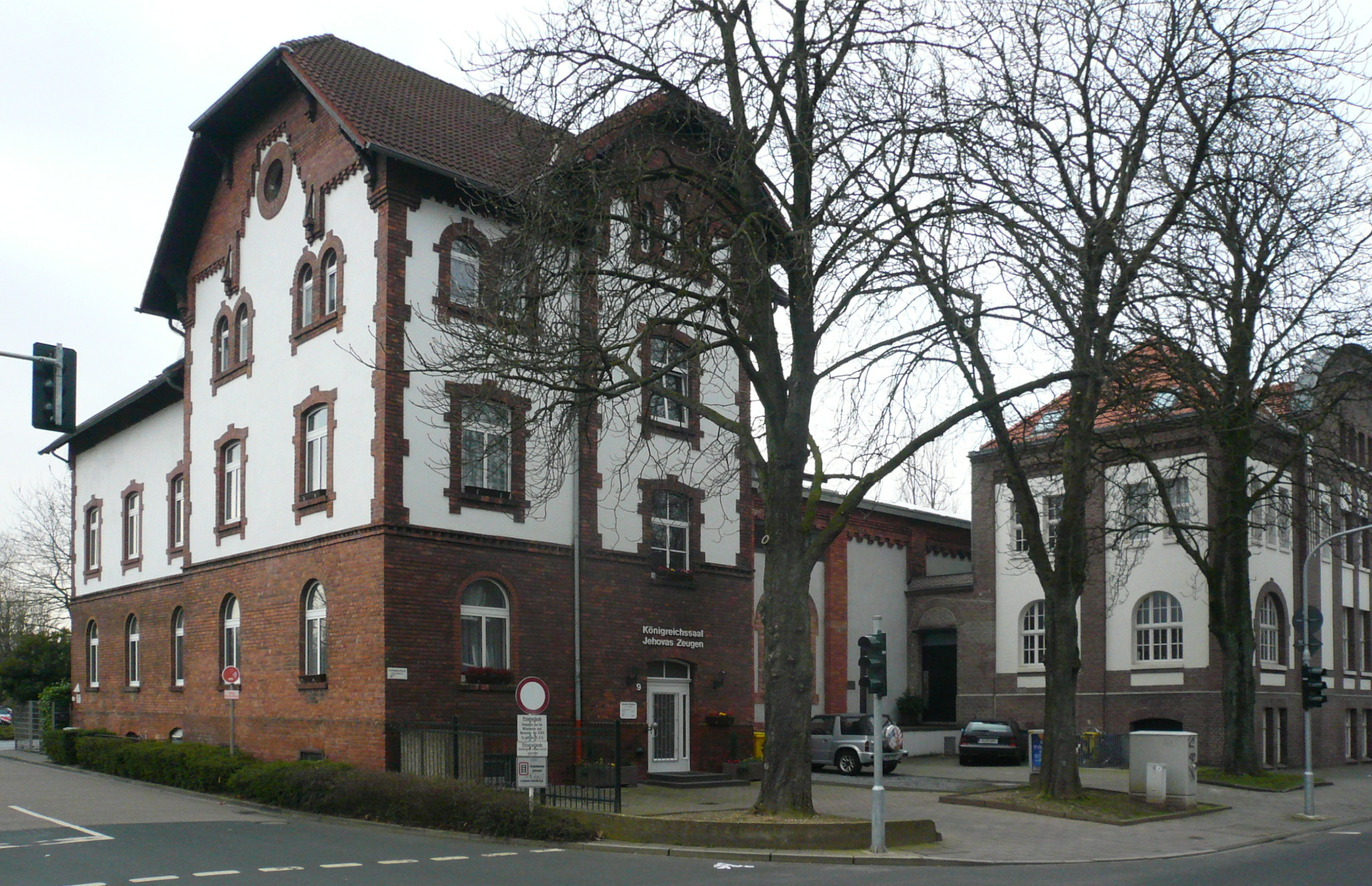
... w Düsseldorfie...
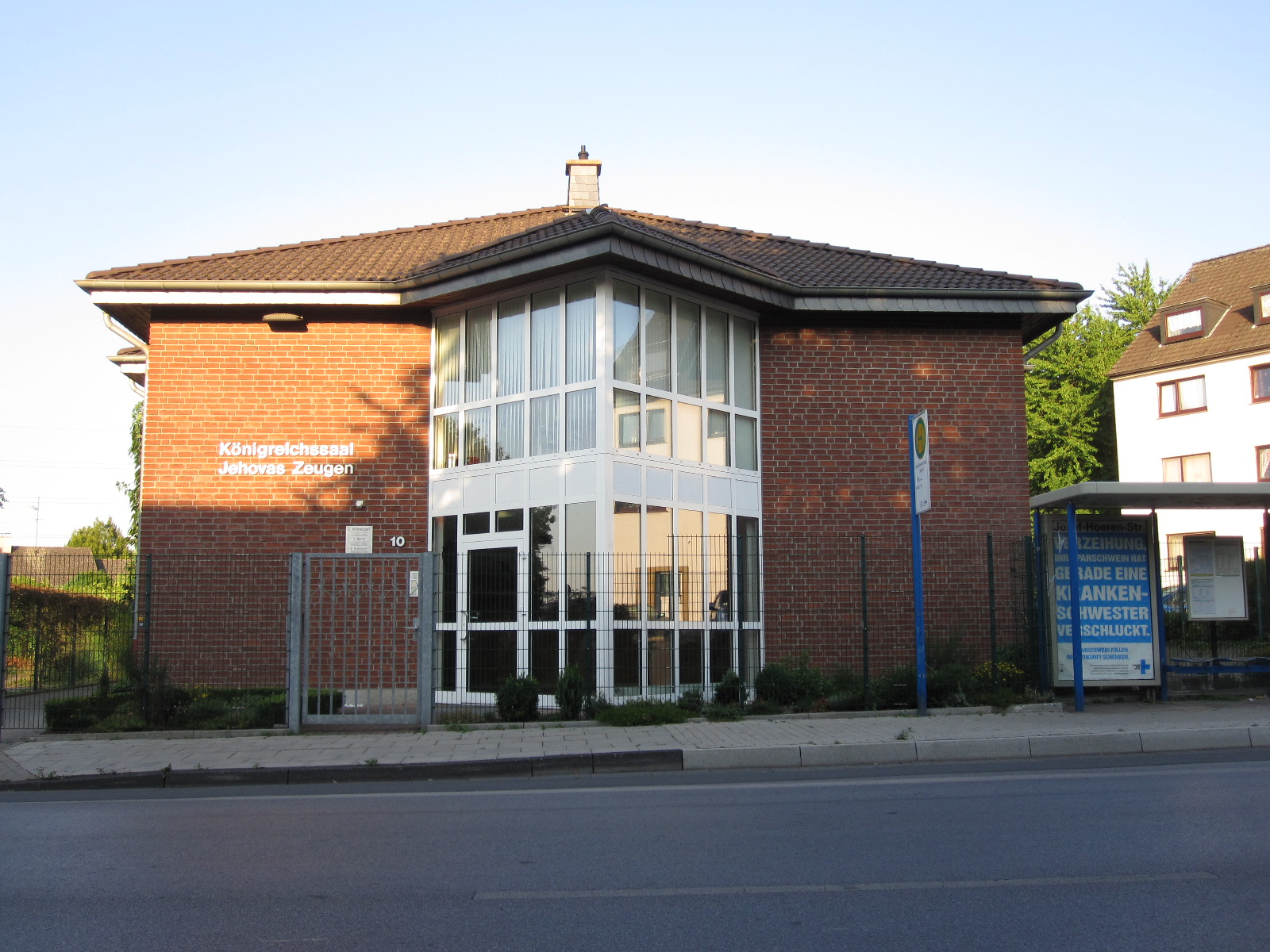
... w Essen-Norden...
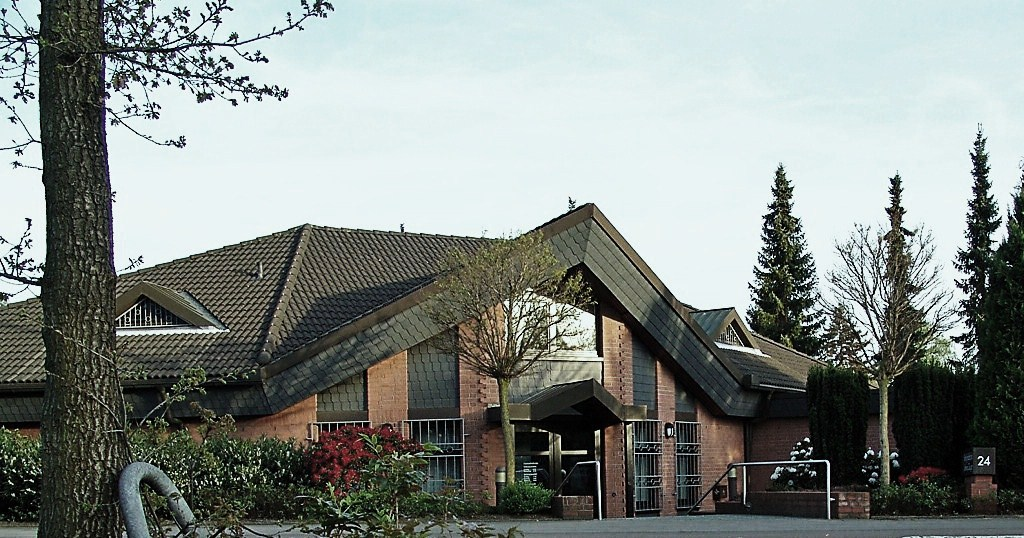
... w Hamburgu...
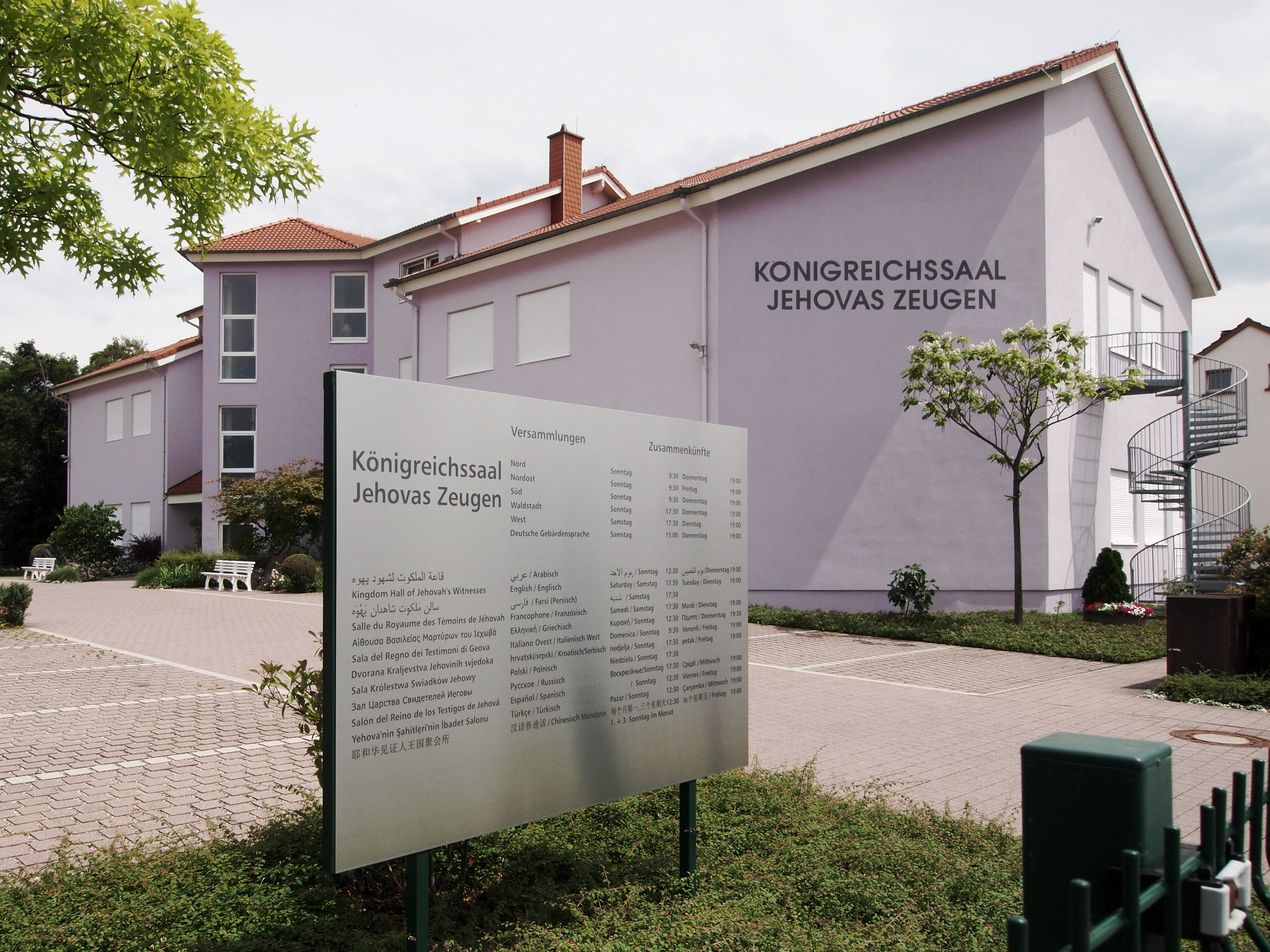
... w Karlsruhe...
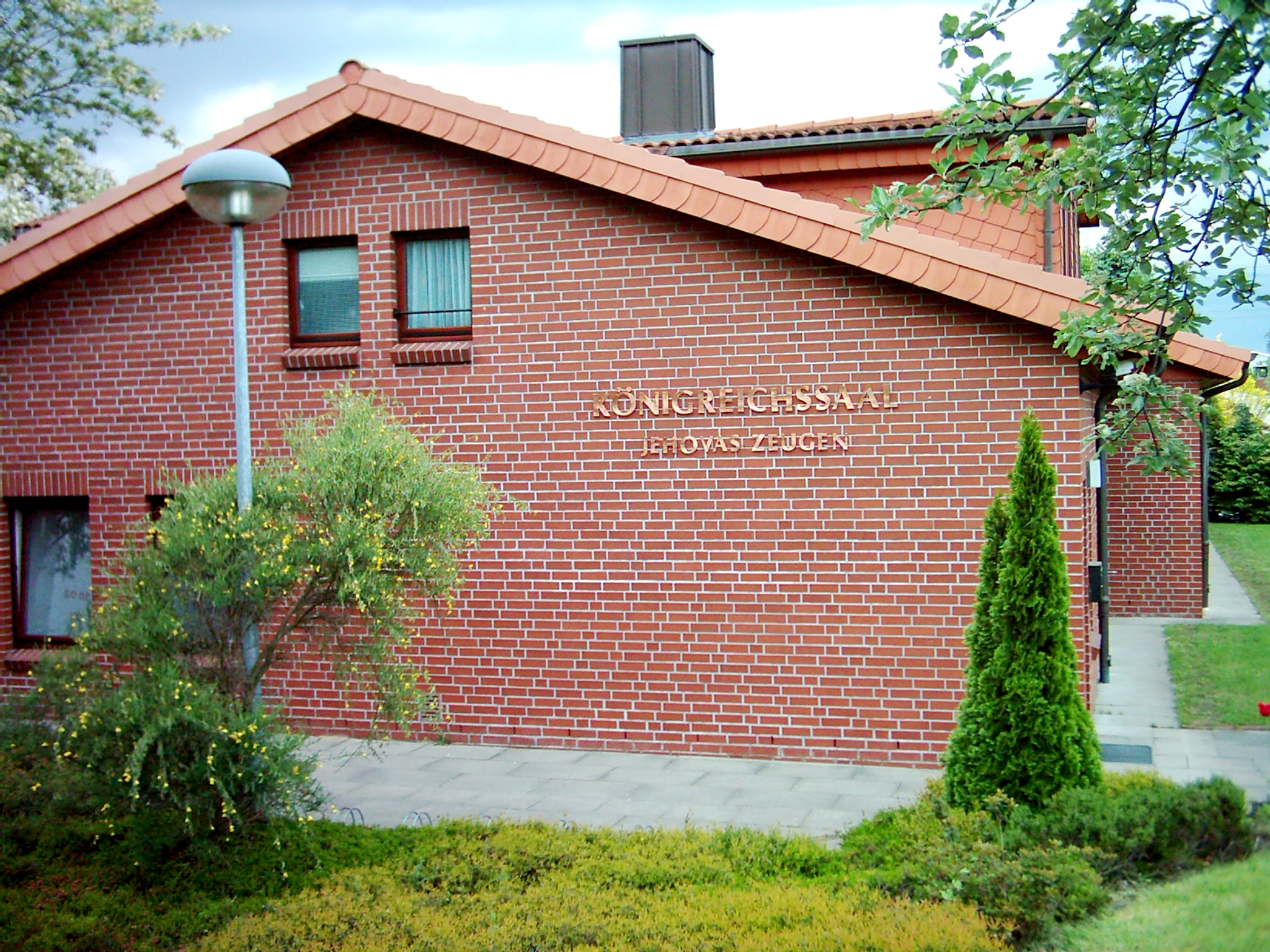
... w Heimfeld dzielnicy Hamburga...
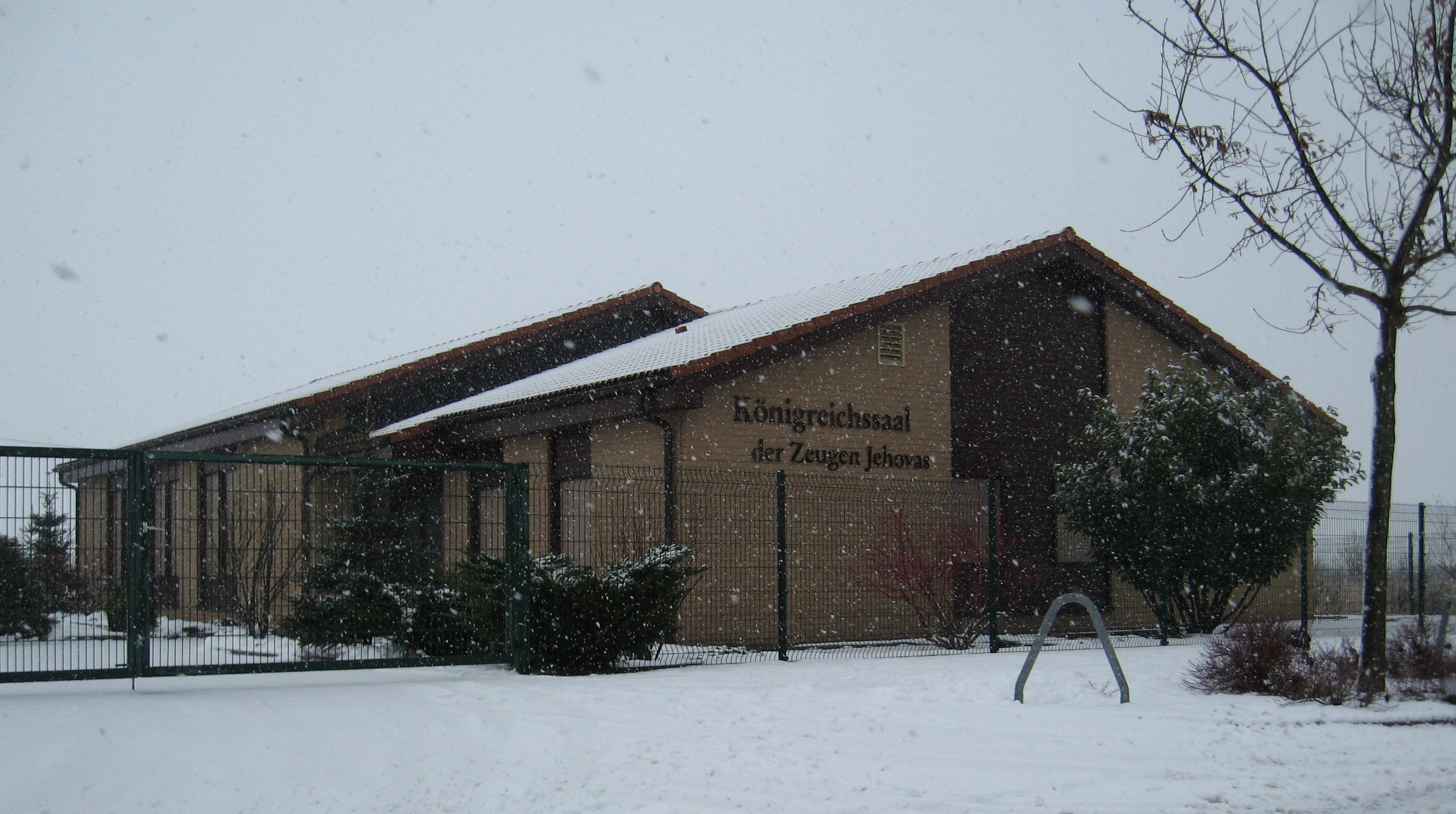
... w Köthen...
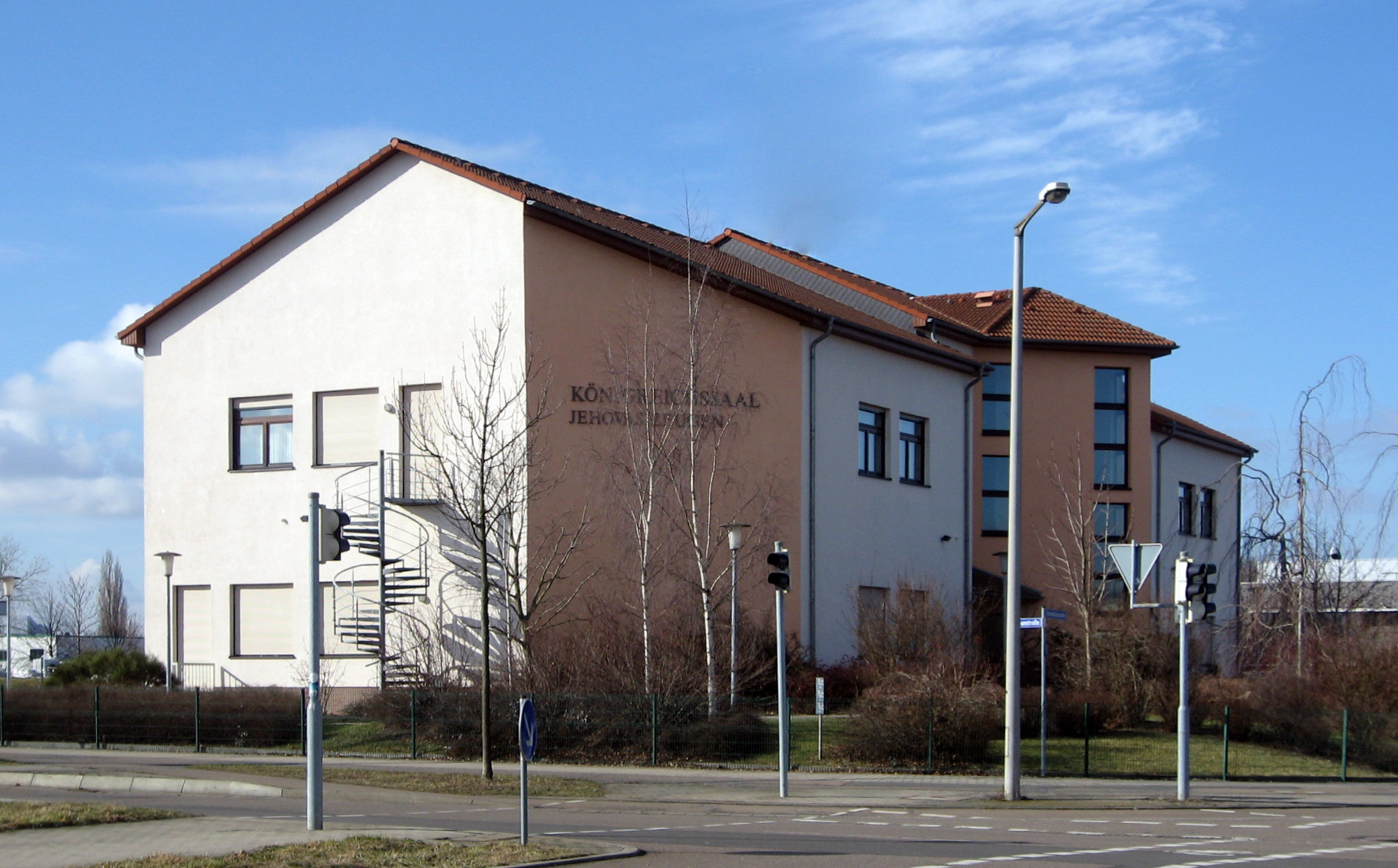
... w Lipsku...
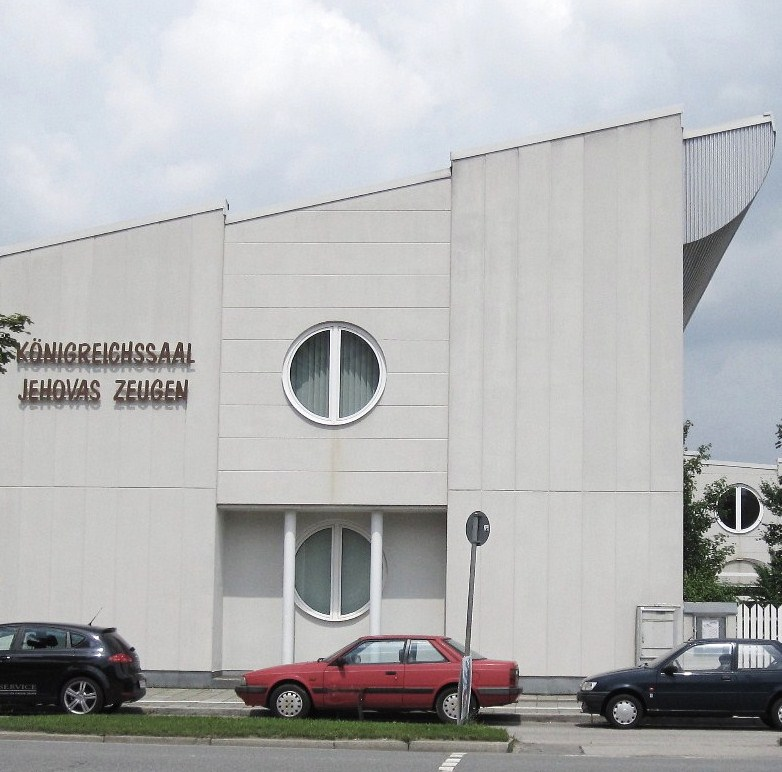
... w Monachium-Laim...
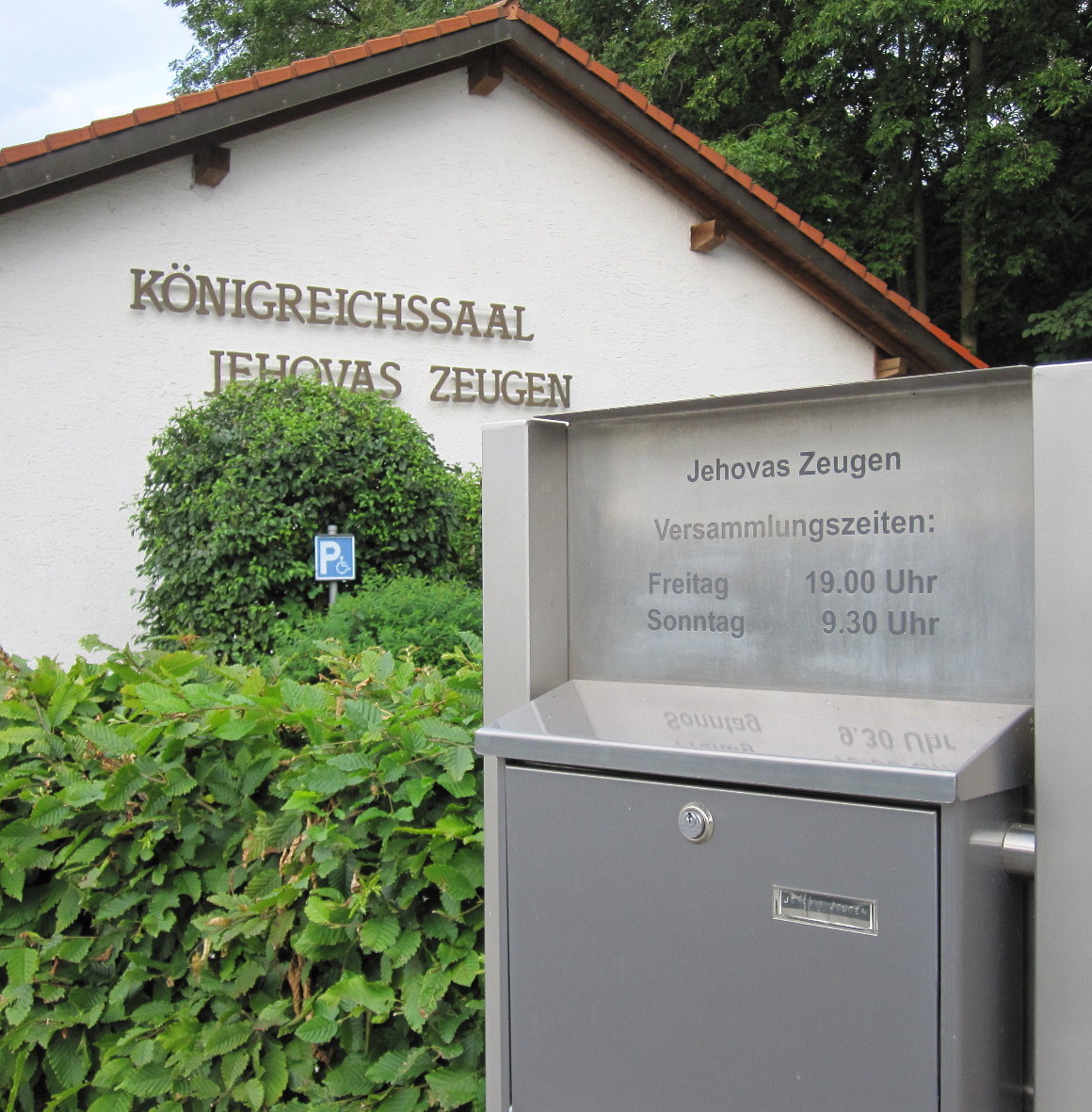
... w Moosburg an der Isar...
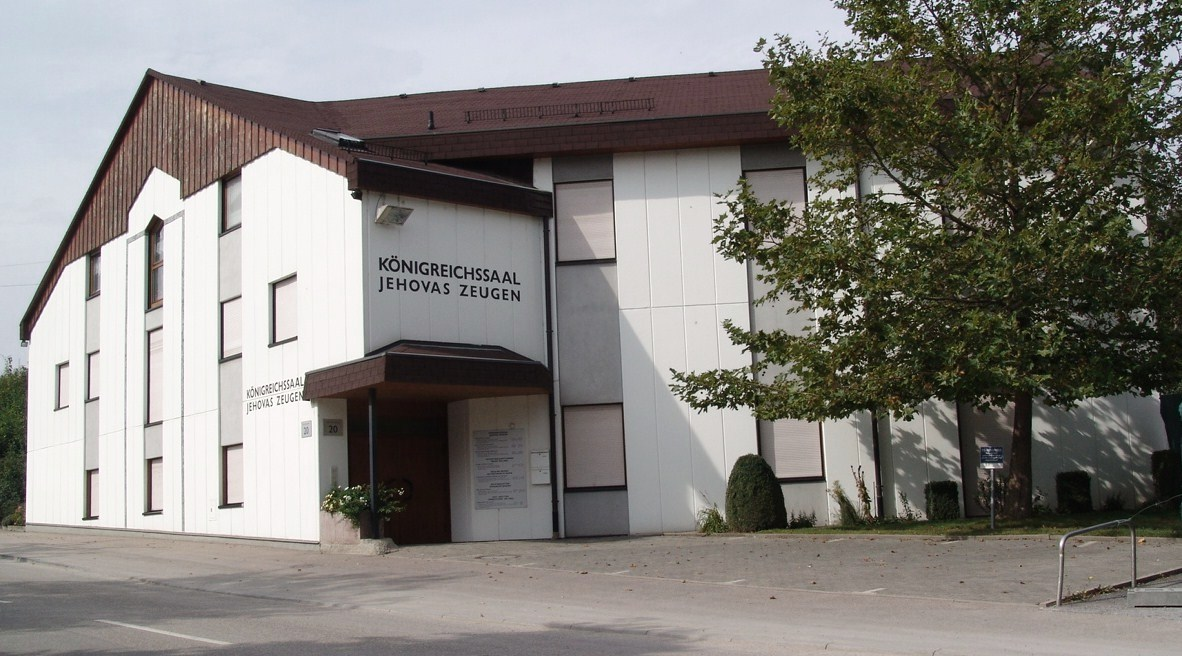
... w Stuttgarcie...
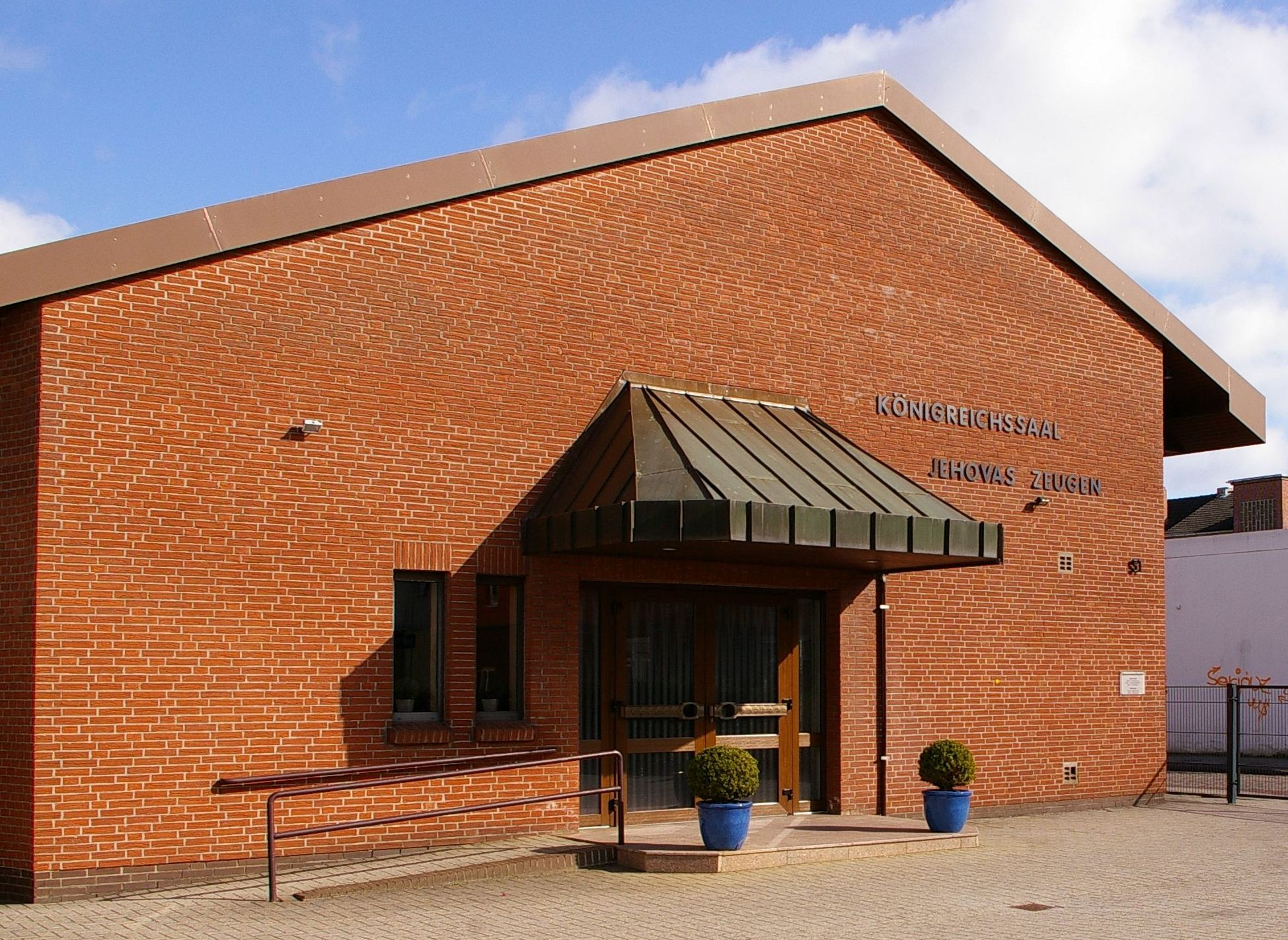
... w Wilhelmshaven...
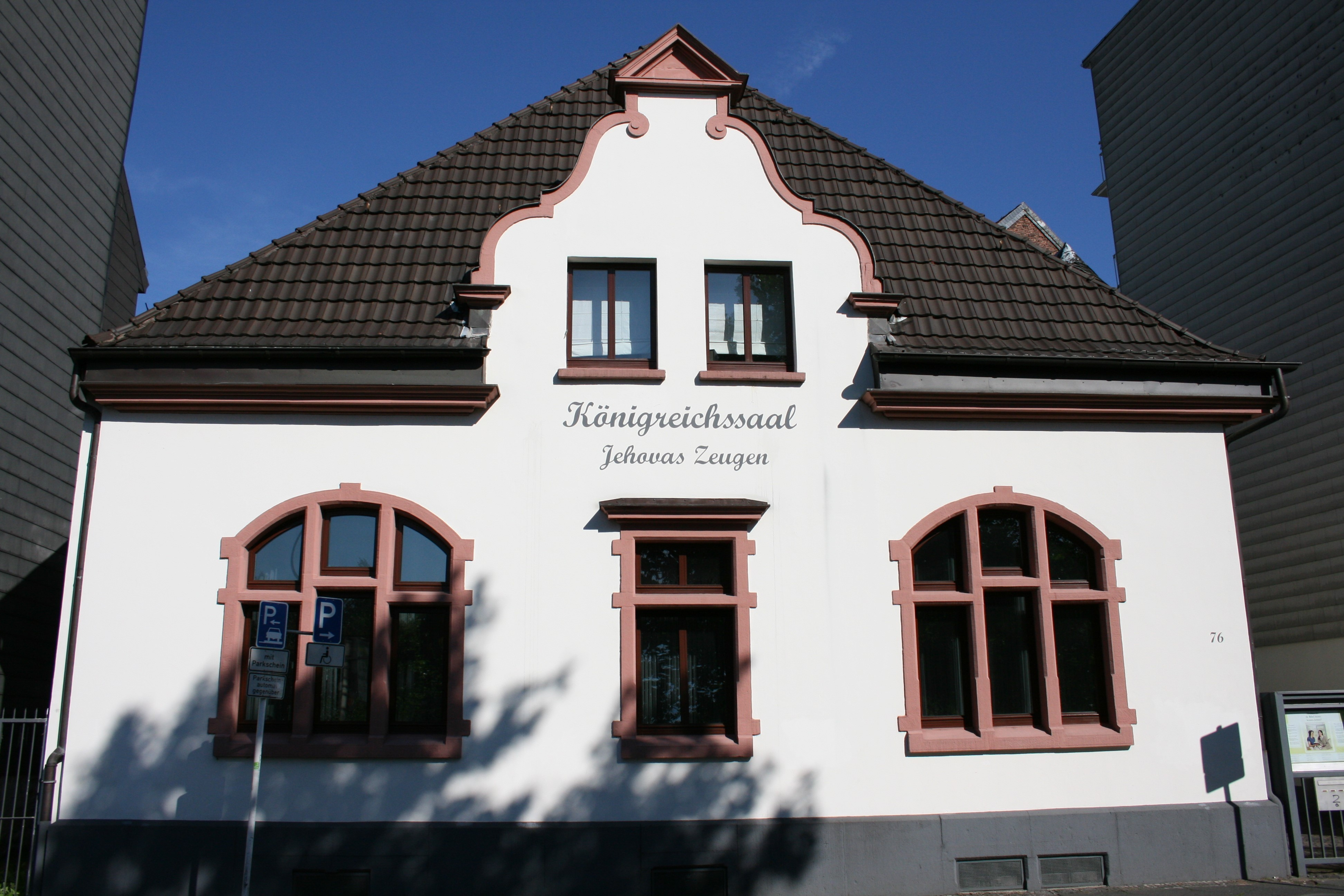
... w Wuppertalu – Elberfeld...
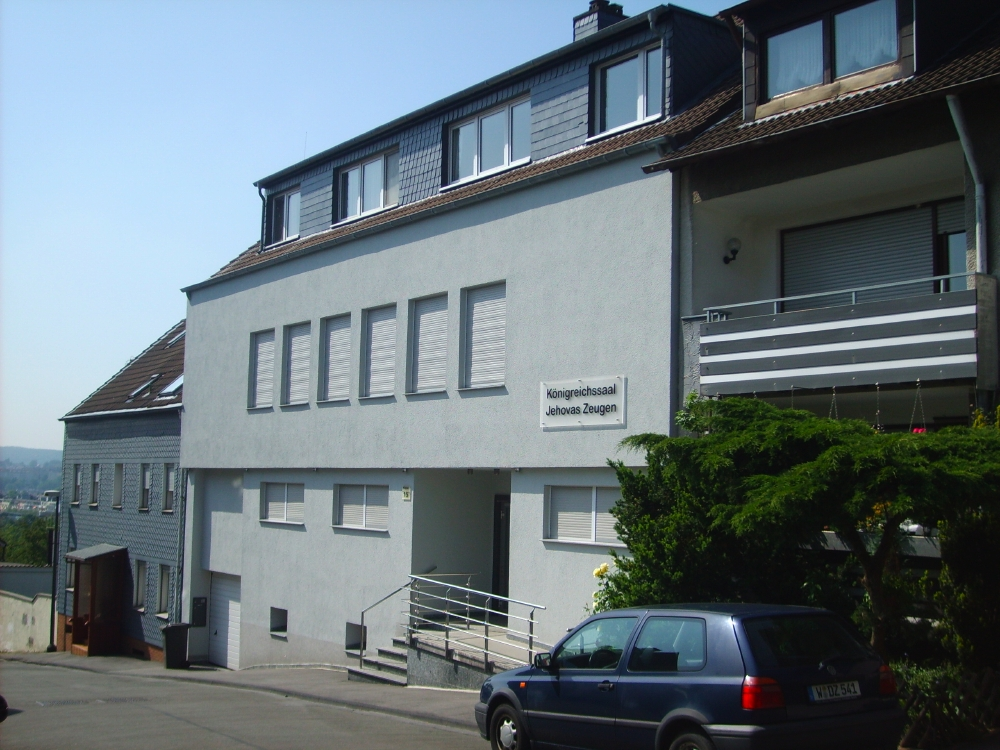
... w Wuppertalu -Langerfeld...
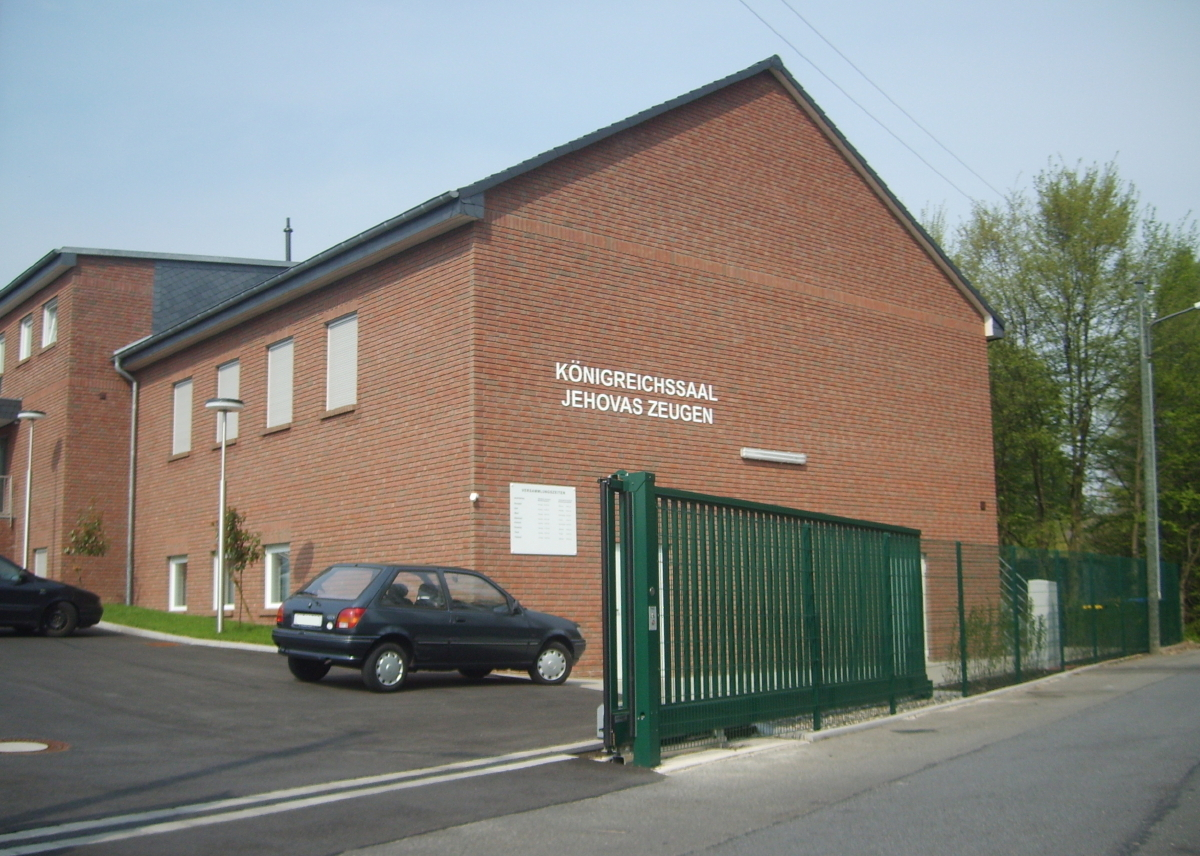
... w Wuppertalu – Varresbeck...
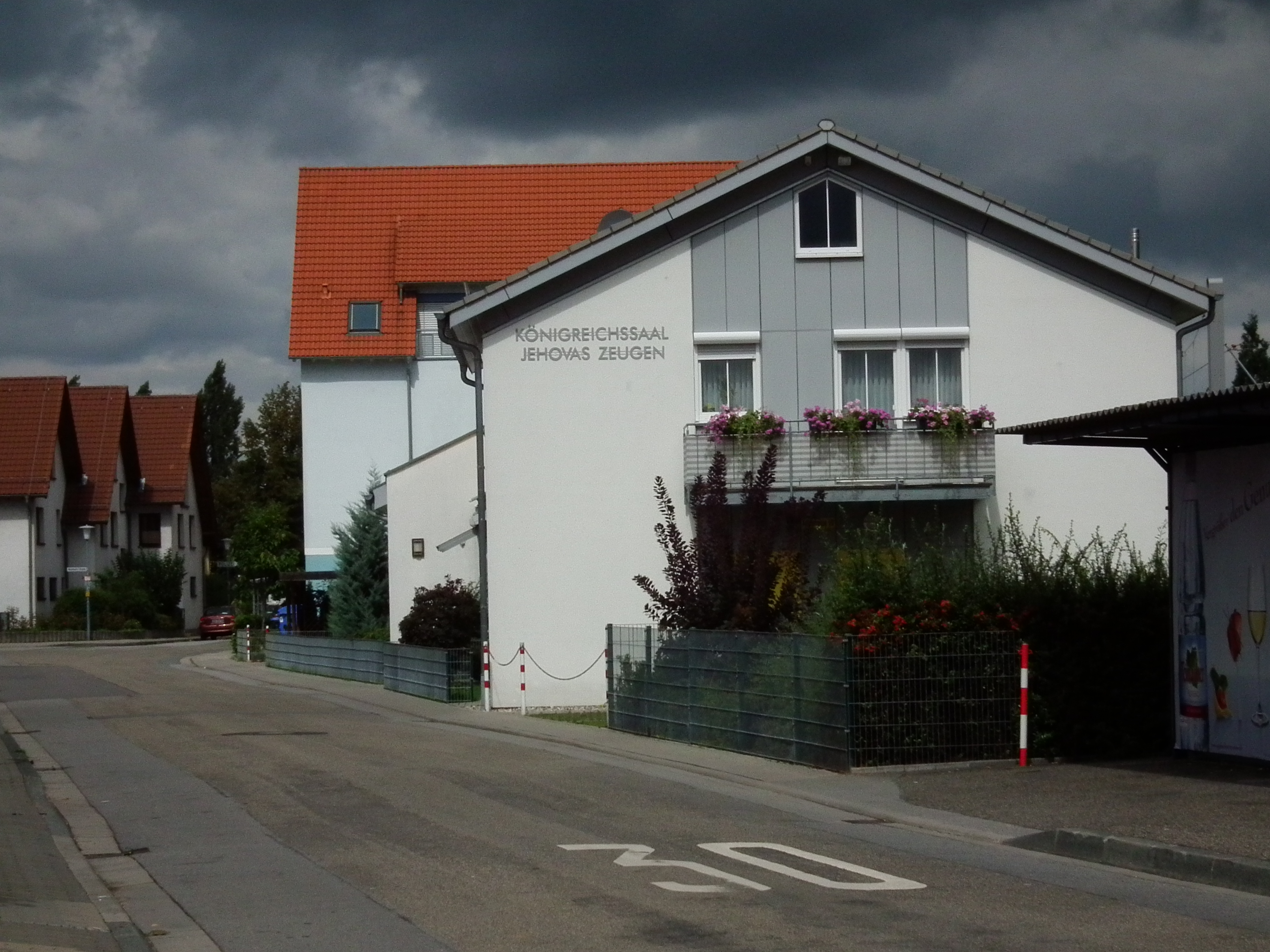
i w Wieblingen dzielnicy Heidelbergu.

## Publikacje poświęcone Świadkom Jehowy w Niemczech
- Fioletowe trójkąty — „Zapomniane ofiary” reżimu nazistowskiego[245]
- Świadkowie Jehowy w Niemczech. 100 lat niemieckiej centrali 1902-2002
- Twoi sąsiedzi – Świadkowie Jehowy. Kim oni są?
- Działalność Świadków Jehowy w Niemczech w czasach nowożytnych [online].
- Walka o wolność na domowym froncie

## Zbory polskojęzyczne w Niemczech
W 1924 roku w drodze ze Stanów Zjednoczonych do Polski przedstawiciel Towarzystwa Strażnica Wacław Wnorowski wygłosił przemówienia w polskojęzyczych zborach w Westfalii i w Berlinie.
W latach 80. XX wieku powstały ponownie grupy polskojęzyczne należące do zborów niemieckojęzycznych. W roku 1992 utworzono w Berlinie pierwszy zbór polskojęzyczny w Niemczech. W tym też roku zorganizowano pierwsze zgromadzenie w języku polskim, w którym uczestniczyły 2523 osoby pochodzenia polskiego. W latach 2011–2012 kongres regionalny w języku polskim odbył się w Hanowerze, w roku 2013 i 2015 w Glauchau i w Monachium, w roku 2014 w Norymberdze, w roku 2016 w Velten, Monachium oraz w Gelsenkirchen (2 tury); w roku 2024 w Gelsenkirchen (2 tury) oraz w Glauchau; w roku 2025 kongresy odbędą się w Salach Zgromadzeń w Gelsenkirchen (2 tury), Reutlingen oraz w Velten. Zgromadzenia obwodowe w języku polskim odbywają się w Salach Zgromadzeń w Bingen, Gelsenkirchen, Reutlingen, Velten, Trappenkamp i Monachium. W październiku 2024 roku w Niemczech działało 68 zborów i 3 grupy polskojęzyczne. Wśród miejscowych pionierów usługują również absolwenci Kursu Biblijnego dla Małżeństw oraz absolwenci Kursu dla Ewangelizatorów Królestwa z Polski.

## Grupy romskojęzyczne (Polska Roma)
W Berlinie oraz w Bremie działają grupy romskojęzyczne (w dialekcie języka romskiego Polska Roma, używanym przez polskich Romów). Pierwsza grupa romskojęzyczna w tym dialekcie na świecie powstała w 2016 roku we Frankfurcie nad Menem (funkcjonowała do 2018 roku). W 2017 roku powstała grupa w Bremie, a w następnym roku w Berlinie.

## Statystyki
| Świadkowie Jehowy w poszczególnych landach (stan: styczeń 2024) | Świadkowie Jehowy w poszczególnych landach (stan: styczeń 2024) | Świadkowie Jehowy w poszczególnych landach (stan: styczeń 2024) | Świadkowie Jehowy w poszczególnych landach (stan: styczeń 2024) |
| Kraj związkowy                                                  | Liczba głosicieli                                               | Liczba zborów                                                   | Liczba Sal Królestwa                                            |
| --------------------------------------------------------------- | --------------------------------------------------------------- | --------------------------------------------------------------- | --------------------------------------------------------------- |
| Badenia-Wirtembergia                                            | 31290                                                           | 350                                                             | 135                                                             |
| Bawaria                                                         | 33181                                                           | 365                                                             | 173                                                             |
| Berlin                                                          | 6182                                                            | 69                                                              | 12                                                              |
| Brandenburgia                                                   | 2624                                                            | 34                                                              | 29                                                              |
| Brema                                                           | 2230                                                            | 24                                                              | 4                                                               |
| Dolna Saksonia                                                  | 14446                                                           | 166                                                             | 98                                                              |
| Hamburg                                                         | 3893                                                            | 46                                                              | 8                                                               |
| Hesja                                                           | 14132                                                           | 160                                                             | 57                                                              |
| Meklemburgia-Pomorze Przednie                                   | 2094                                                            | 21                                                              | 16                                                              |
| Nadrenia-Palatynat                                              | 8487                                                            | 95                                                              | 49                                                              |
| Nadrenia Północna-Westfalia                                     | 35662                                                           | 405                                                             | 153                                                             |
| Saara                                                           | 2201                                                            | 25                                                              | 11                                                              |
| Saksonia                                                        | 11175                                                           | 117                                                             | 51                                                              |
| Saksonia-Anhalt                                                 | 2119                                                            | 24                                                              | 18                                                              |
| Szlezwik-Holsztyn                                               | 5586                                                            | 65                                                              | 42                                                              |
| Turyngia                                                        | 2438                                                            | 26                                                              | 19                                                              |
| Niemcy                                                          | 177740                                                          | 1992                                                            | 875                                                             |